# Oberkochen
Oberkochen ist eine Stadt im Ostalbkreis in Baden-Württemberg. Sie gehört zur Region Ostwürttemberg.

## Name
Der Name Oberkochens leitet sich von dem in nördliche Richtung durch den Ort fließenden Kocher ab, einem Nebenfluss des Neckars. Der Kocherursprung befindet sich südlich der Stadt. Der Name des Flusses (795 Erwähnung als „Cochane“, 1024 als „Chochina“) ist wahrscheinlich keltischen Ursprungs. Die indogermanische Wortwurzel kuk steht für sich biegen, sich krümmen. Der Kocher wäre damit der sich krümmende Fluss.
Das Gebiet um die aus dem 12. Jahrhundert stammende, nach dem Fluss benannte Kochenburg hieß damals Kochen. 1335 wird die Siedlung „oben“ am Kocher erstmals als Oberkochen erwähnt. Der weiter „unten“ liegende Nachbarort Unterkochen ist heute ein Teilort von Aalen.

## Geographie

### Geographische Lage
Oberkochen liegt zwischen Albuch im Westen und Norden und Härtsfeld im Osten in und über den Tälern des Schwarzen Kochers und des dort in ihn mündenden Gutenbachs. Der höchste Punkt der Markung befindet sich auf dem Gipfel des Volkmarsbergs (743,6 m ü. NHN).
Wenig südwestlich der Stadt liegt auf 499,2 m ü. NHN der Ursprung des Schwarzen Kochers. Von dieser kräftigen Karstquelle aus durchfließt der Kocher das Stadtgebiet in nordöstlicher Richtung und hat dort folgende Zuflüsse:
- Der nur 150 Meter lange Rote Kocher, der ab seiner Quelle im Ölweiher, die sich im Leitz-Firmengelände befindet, vollständig verdolt ist.
- Der 735 Meter lange südwestlich vom Städtischen Friedhof entspringende Katzenbach, dessen Unterlauf ab der Feigengasse verdolt ist.
- Der 3,1 Kilometer lange Gutenbach, dessen Quellen im Wolfertstal liegen.
- Der 700 Meter lange Edlenbach, der als Einziger der vier von der rechten Härtsfeldseite kommt und in der Gärtnerei im Langen Teich entspringt.

Die Stadt besteht im Wesentlichen aus zwei separaten Siedlungsteilen, der Innenstadt, mit der die Siedlungsgebiete Spitztal, Lenzhalde und Brunnenhalde verwachsen sind, und dem ca. 150 m höher gelegenen nordöstlichen Stadtteil Heide.
Die Heide war ursprünglich eine gemeindeeigene Schafweide, wurde um 1900 zu einem Fichtenwald aufgeforstet und ab 1970 bebaut. Der Heidekopf (→ Lage) ist der höchste Punkt der Heide und liegt auf 675 m ü. NHN.

### Stadtgliederung
Zur Stadt Oberkochen gehören der Stadtteil Heide und der Weiler Kreuzmühle sowie die abgegangenen Ortschaften Zwerenberg, Kreutzheim, Echmannsweiler, Tiefentalhäuschen, Schlackenwäsche, Bilz, Schleifmühle und Ziegelhütte.

### Flächenaufteilung
Nach Daten des Statistischen Landesamtes, Stand 2014.

## Geschichte

### Überblick
Das auf den ersten Blick unscheinbare Oberkochen kann – neben dreitausend Jahre alten Funden aus der Spätbronzezeit sowie späteren Siedlungsspuren von Kelten, Römern und Alamannen – auf geschichtliche Ereignisse zurückblicken, die in dieser Ausprägung einzigartig sind.
- Vom Spätmittelalter bis zur Zeit Napoleons war das Dorf rund 500 Jahre lang herrschaftlich geteilt. Nach der Reformation wurde diese Teilung für rund 250 Jahre durch eine konfessionelle Spaltung verschärft, die sogar vor dem obersten Gericht des Heiligen Römischen Reichs verhandelt wurde und in diesem Zusammenhang auch die Beachtung des damaligen Kaisers fand.
- In der zweiten Hälfte des 19. Jahrhunderts wurde Oberkochen ein Zentrum für industrielle Bohrermacherei. Das bedeutendste Erbe aus dieser Zeit ist die Leitz GmbH & Co. KG, die sich zu einem der internationalen Marktführer für Holzbearbeitungswerkzeuge entwickelt hat.
- Nach dem Zweiten Weltkrieg siedelte sich die Firma Carl Zeiss in Oberkochen an, die heute eines der wichtigsten deutschen High-Tech-Unternehmen und auf verschiedensten Gebieten der Photonik der weltweite Technologieführer ist. Die damit verbundene Vervierfachung der Einwohnerzahl innerhalb von zwanzig Jahren war ein wichtiger Grund für Oberkochens Erhebung zur Stadt im Jahre 1968.

### Bronzezeit, Kelten, Römer und Alamannen

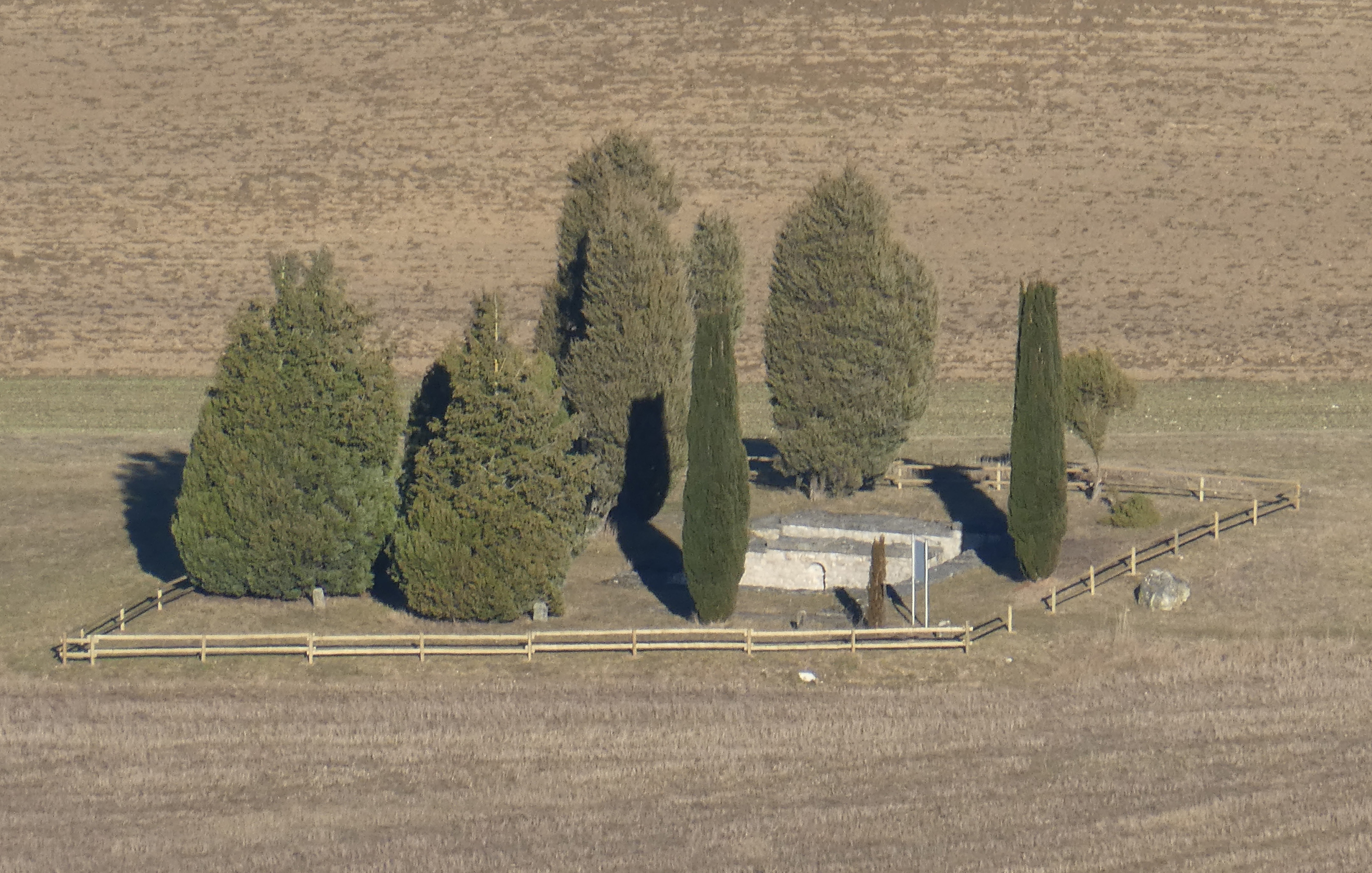
Römischer Keller (1. oder 2. Jahrhundert n. Chr.)

Funde aus der Spätphase der Bronzezeit in der Keltenstraße im Jahre 1956 deuten darauf hin, dass sich hier bereits um 1000 v. Chr. eine Siedlung befand. Funde aus der Latènezeit lassen eine spätere keltische Siedlung in der Zeit um Christi Geburt für möglich erscheinen. 1971 wurde ein römischer Keller aus dem 2. oder 3. Jahrhundert ausgegraben, den man für den Teil einer Raststätte an einer Römerstraße durch das Brenz-Kocher-Tal hält. In einer Baugrube in der Frühlingsstraße wurde 1980 ein alamannisches Gräberfeld aus dem 7. Jahrhundert mit reichhaltigen Grabbeigaben entdeckt.

### Entwicklung des mittelalterlichen Dorfes
2017 wurden bei Grabungen zwischen der katholischen Kirche und der Stadtbibliothek beim „Bühl“, der höchsten und somit überschwemmungssicheren Stelle zwischen dem Katzenbach- und dem Gutenbachtal, Grubenhäuser aus dem 10./11. Jahrhundert entdeckt, die damals als Keller gedient haben. Von den zugehörigen Holzhäusern konnten zahlreiche Pfostenlöcher nachgewiesen werden, außerdem eine größere Feuerstelle, die auf ein dort ausgeübtes Handwerk hindeutet. Hierbei dürfte es sich um die Siedlung handeln, die man dort bereits auf Grund des rund dreihundert Meter westlich gelegenen alamannischen Gräberfeldes vermutet hatte.
Der aus dem Hochmittelalter erhaltene untere Teil des Turms der heutigen katholischen Kirche St. Peter und Paul lässt darauf schließen, dass an dieser Stelle spätestens Anfang des 13. Jahrhunderts bereits ein größeres romanisches Gotteshaus stand. Buckelquader, die in verschiedenen neuzeitlichen Mauern im Bereich der Kirche eingebaut sind und vermutlich aus der Stauferzeit stammen, sind möglicherweise Überreste eines profanen Steinbaus aus dem 12. oder 13. Jahrhundert.

### Herrschaftliche Teilung des Dorfes
1240 vermachte Graf Hartmann IV. von Dillingen, Herr des Brenzgaus und Grundherr von Kochen, einen Teil des heutigen Oberkochens dem Benediktinerkloster Ellwangen.
Den anderen Teil vererbte er seiner Schwester, über deren Sohn Ulrich von Helfenstein er 1303 an König Albrecht I. gelangte. Der König stiftete im gleichen Jahr das Kloster Königsbronn. Bis 1358 hatten sich die Zisterzienser aus Königsbronn auf Basis der früheren Helfensteiner Gebiete und zugekaufter Güter in Ower-Kochen, die u. a. einem Ritter Otte von Kaltenburg gehörten, den nicht ellwangischen Teil Oberkochens einverleibt. Das Dorf hatte somit zwei Obrigkeiten: Rund zwei Drittel im Norden gehörten seit 1240 zum Kloster Ellwangen, das restliche Drittel im Süden zum Kloster Königsbronn.
Die meisten Güter der beiden Grundherrschaften Königsbronn und Ellwangen befanden sich als Lehen in den Händen einiger Ministerialen, von denen nur die Herren von Kochen zum Ritterstand gehörten. Wenn auch selbst Vasallen, waren diese die Herren des Ortes.

### Ersterwähnung Oberkochens

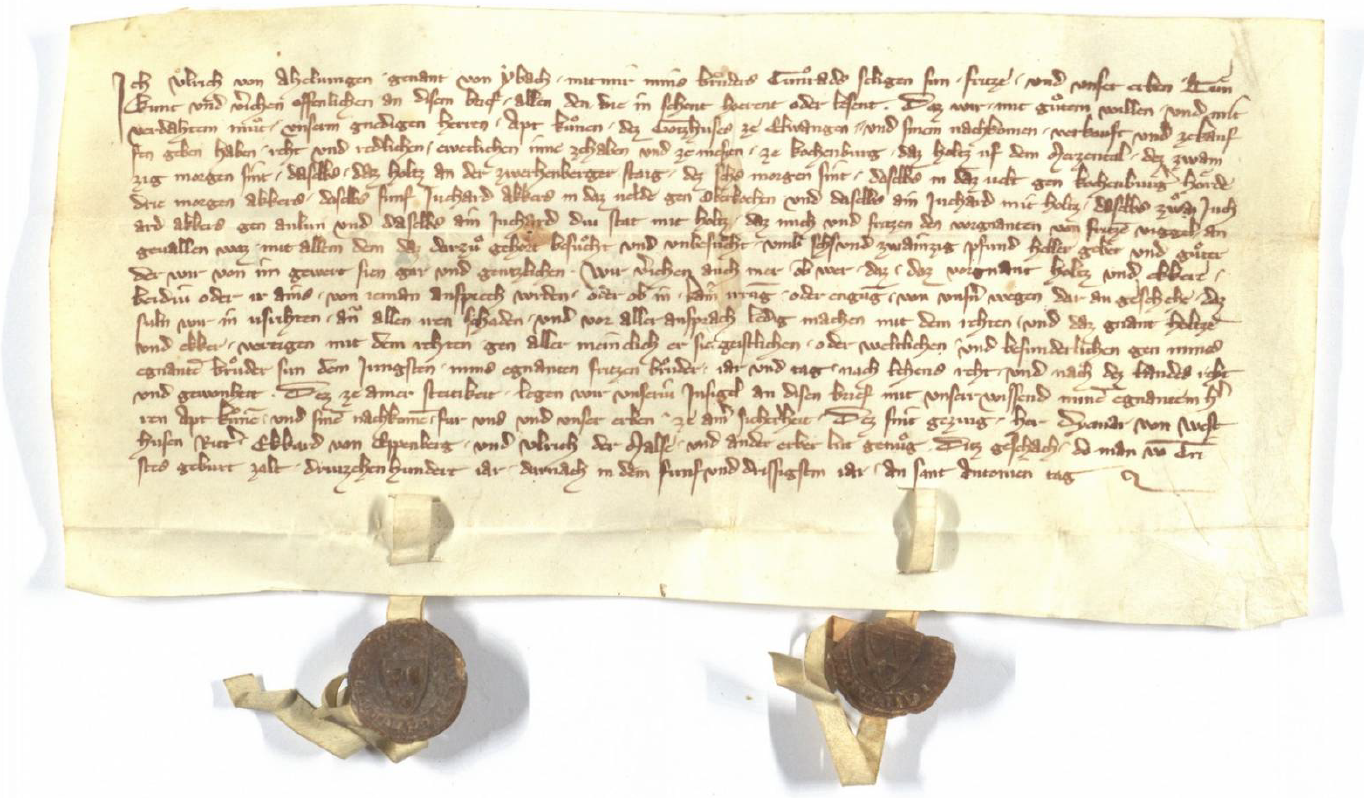
Die erste der zwei Urkunden vom 17. Januar 1335 im Ellwanger Lagerbuch mit Ersterwähnung Oberkochens in der Mitte der sechsten Zeile. Quelle: Staatsarchiv Ludwigsburg B 389 U 1682.

Die älteste nachgewiesene urkundliche Erwähnung von Oberkochen befindet sich eher beiläufig im Ellwanger Lagerbuch, einem handschriftlichen Verzeichnis der Besitzungen und der damit verbundenen Einkünfte des Ellwanger Klosters. In zwei auf den St.-Antonius-Tag (17. Januar) 1335 datierten Urkunden aus Pergament mit noch erhaltenen Wachssiegeln geht es um den Verkauf von Acker- und Waldgrundstücken an den Ellwanger Abt.
- Mit der ersten Urkunde verkaufte Ulrich von Ahelfingen, genannt von Ybach, mit Fritz, dem Sohn seines verstorbenen Bruders Konrad, verschiedene zur „Kochenburg“ (Kocherburg in Unterkochen) gehörende Wälder und Felder, von denen einige „gen Oberkochen“ lagen, für 26 Pfund Heller an den Ellwanger Fürstabt Kuno von Gundelfingen.[13]
- Mit der zweiten Urkunde verpflichtete sich Ulrich, den Söhnen seines Bruders deren Erbteil so lange nicht herauszugeben, bis sie gelobt hatten, diesen Kaufvertrag über die unter anderem „gen Oberkochen“ liegenden Grundstücke anzuerkennen.[14]

### Eisenverhüttung und Schlackenwäsche
1551 wurde am Ursprung des Schwarzen Kochers südlich von Oberkochen ein Hochofen zur Eisenverhüttung errichtet. Der Hochofen wurde während des Dreißigjährigen Krieges vor allem auf Grund von Holzmangel aufgegeben, 1644 samt Läuterfeuer abgerissen und in Unterkochen neu aufgebaut. 1646 wurde am Kocherursprung eine Schlackenwäsche eingerichtet, die bis Mitte des 18. Jahrhunderts betrieben wurde.

### Zusätzliche konfessionelle Teilung des Dorfes

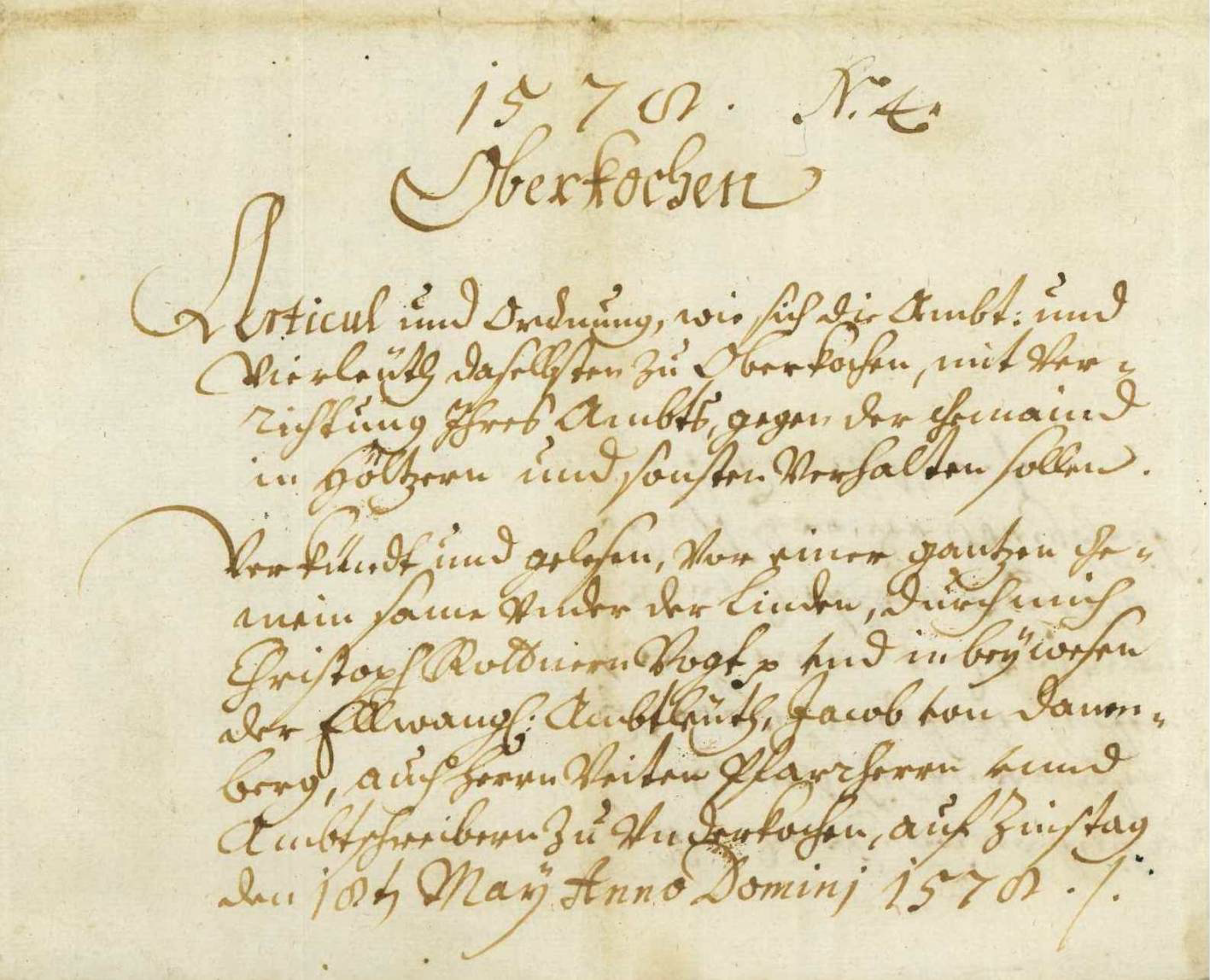
Erste Seite der Forst- und Polizeiordnung für die Gemeinde Oberkochen von 1578

Die Herrschaft Heidenheim, zu der das Kloster Königsbronn gehörte, kam 1448 an die Grafschaft Württemberg, fiel 1450 an Bayern und wurde 1504 von Herzog Ulrich von Württemberg zurückgekauft. 1534 schloss sich Ulrich der Reformation an. Sein Sohn Herzog Christoph von Württemberg setzte 1553 in Königsbronn die Reformation durch und wandelte das Kloster in eine Schule um. Auch der zum ehemaligen Kloster Königsbronn gehörende Teil Oberkochens wurde lutherisch und die Einwohner mussten auf der Grundlage des Augsburger Religionsfriedens von 1555 das Bekenntnis ihres Herrschers annehmen.
Das Kloster Ellwangen war 1460 in ein Chorherrenstift, die Fürstpropstei Ellwangen, umgewandelt worden. Diese blieb bei der katholischen Kirche.
Das geteilte Oberkochen war ab 1553 nicht nur zwei Landesherren unterstellt, dem Herzog von Württemberg und dem Fürstpropst von Ellwangen, sondern zusätzlich durch zwei Konfessionen gespalten. Es gab zwei Schultheißen, zwei Ratszimmer, zwei Gemeindekassen und ab 1581, als eine evangelische Kirche fertiggestellt wurde, zwei Kirchen. Die niedere Gerichtsbarkeit lag beim jeweiligen Landesherrn, die hohe Gerichtsbarkeit für den gesamten Ort beim Fürstpropst von Ellwangen. 1562 verständigten sich die beiden Landesherren auf eine gemeinsame Ordnung für Oberkochen, die 1578 durch eine gemeinsame Forst- und Polizeiordnung mit insgesamt 64 Artikeln ersetzt wurde.

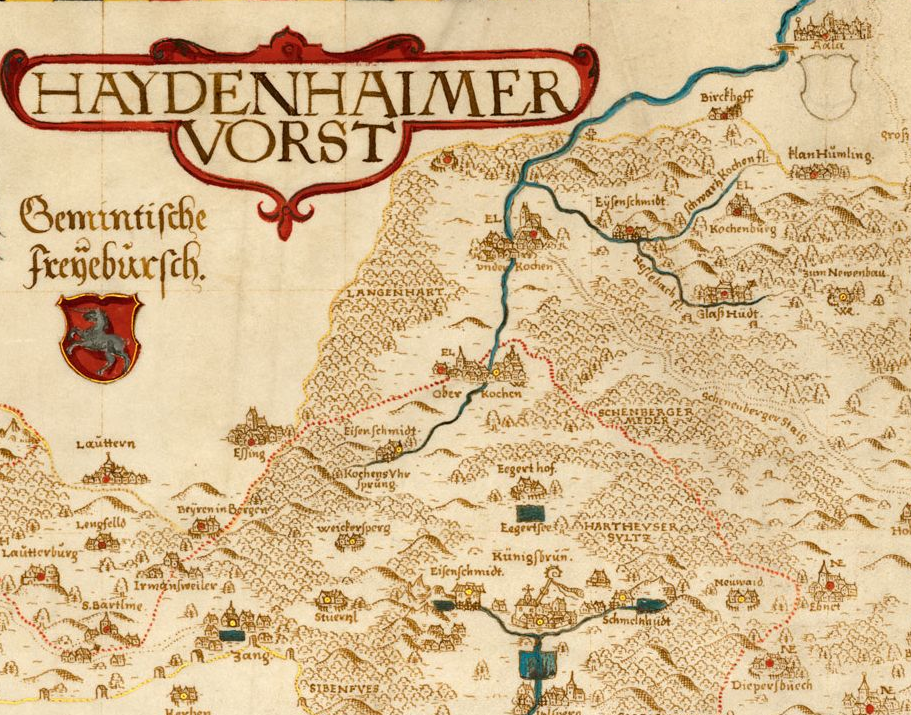
Oberkochen auf einer Karte des Heidenheimer Forstes von 1590 (Ausschnitt)

Auf einer Karte des Heidenheimer Forstes von 1590 sieht man „Ober Kochen“ mit der rot punktierten Grenze, die damals durch den Ort verlief. Zu erkennen sind die katholische Kirche (links), die evangelische Kirche (rechts), der „Langenhart“ (Langert), der „Kochensuhrsprung“ (Kocherursprung) mit „Eisenschmidt“ (Eisenhüttenwerk) sowie der „Eegerthof“ (Seegartenhof), bei dem sich damals ein See befand.

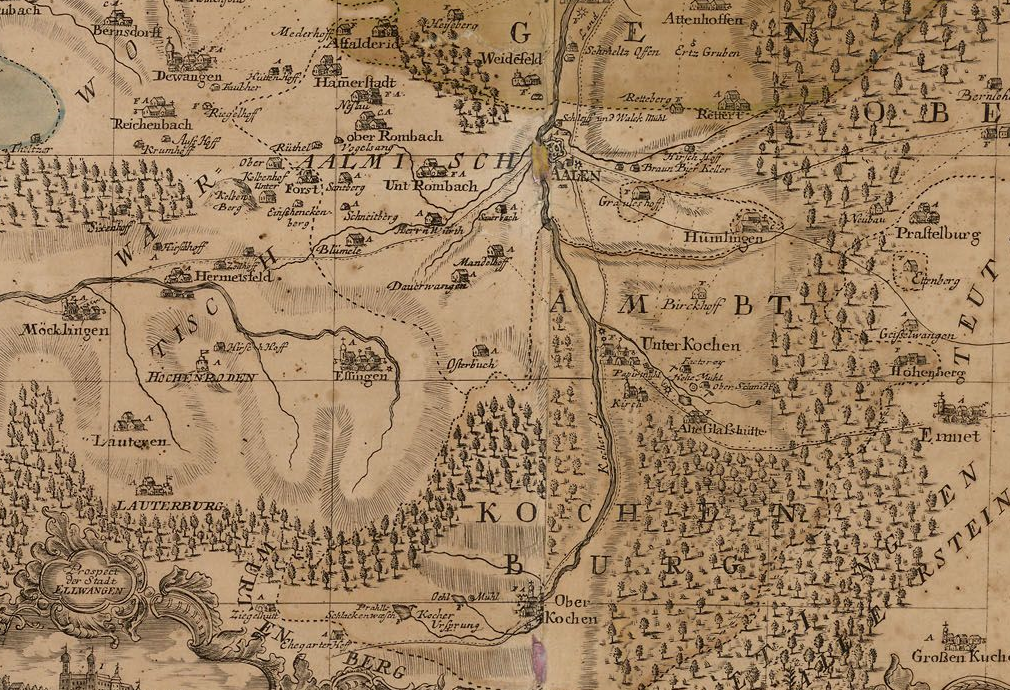
Oberkochen auf einer Karte der Fürstpropstei Ellwangen von 1746 (Ausschnitt)

Den Regelungen des Augsburger Religionsfriedens zufolge war die Existenz von zwei Konfessionen in einem Ort nur in Freien und Reichsstädten zulässig. Ein Dorf wie Oberkochen mit ein paar hundert Einwohnern fiel nicht unter diese Regelung. Dieser Präzedenzfall wurde schließlich dem Reichskammergericht in Speyer vorgetragen. Anlass war die ohne Zustimmung des katholischen Ellwanger Fürstpropstes im Jahre 1581 fertiggestellte evangelische Kirche. Der Fürstpropst argumentierte zunächst damit, ein Teil der strittigen Kirche befinde sich im katholischen Teil und sei damit rechtswidrig. Da man sich über den genauen Grenzverlauf nicht einigen konnte, reichte der Fürstpropst Klage beim Reichskammergericht ein. Dies entschied im Jahre 1600, das Baugrundstück befinde sich vollkommen auf evangelischem Gebiet. Nun argumentierte der Fürstpropst damit, auf Grund der ihm zustehenden hohen Gerichtsbarkeit müsse der gesamte Ort katholisch sein. Dem widersprach die evangelische Seite, auf Grund der ihr zustehenden Niederen Gerichtsbarkeit habe sie auch das Recht, in ihrem Herrschaftsbereich über die Religion zu entscheiden. 1618 äußerte sich sogar Kaiser Matthias zu diesem Rechtsfall und ermahnte beide Parteien zu Ruhe und Mäßigung. Die Richter in Speyer konnten sich nicht entscheiden und so verlief der jahrzehntelange Rechtsstreit im Sande, nachdem die Parteien im Laufe des Dreißigjährigen Kriegs anscheinend das Interesse verloren hatten.
Oberkochen gehörte zu den von den Folgen des Dreißigjährigen Krieges am härtesten betroffenen Gebieten und verlor über achtzig Prozent seiner Einwohner. Von mehr als sechshundert blieben nur noch etwa hundert Personen übrig.
1731 traten in Aalen hochrangige Abordnungen des Herzogs von Württemberg und der Fürstpropstes von Ellwangen zusammen, um eine neue Regelung für das gemeinsame Dorf, in dem es immer wieder religiöse Zwistigkeiten gab, zu erarbeiten. Nach achtzehn Jahren unterzeichneten sie das Aalener Protokoll von 1749 mit zahlreichen Regelungen über das Zusammenleben und die Ausübung der Religionen. Unter anderem wurde festgelegt, dass jeder Oberkochener seine Religion frei wählen und ausüben durfte.

### Ende der herrschaftlichen Teilung des Dorfes
Unter Napoleon wurde auf Grundlage des Reichsdeputationshauptschlusses von 1803 die Fürstpropstei Ellwangen aufgelöst und fiel an das Herzogtum Württemberg. Damit ging die jahrhundertelange Doppelherrschaft in Oberkochen zu Ende.

### Verwaltungszugehörigkeit in der württembergischen Zeit
Seit der Gründung des Königreichs Württemberg gehörte Oberkochen gemäß der neuen Verwaltungsgliederung zum Oberamt Aalen. Die Verwaltungsreform während der Zeit des Nationalsozialismus in Württemberg führte 1938 zur Zugehörigkeit zum Landkreis Aalen.

### Ansicht des alten Dorfs im Vormärz

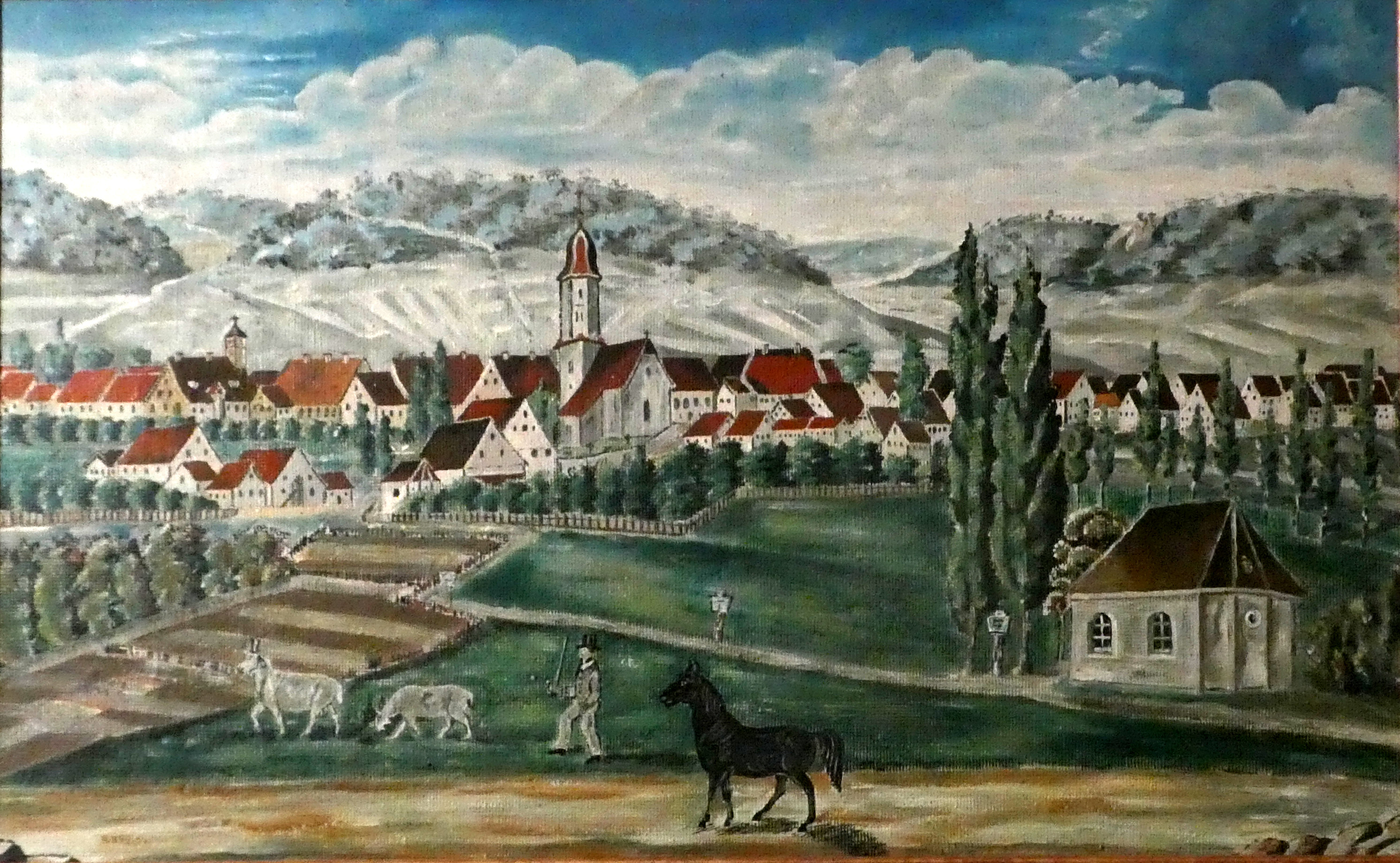
Oberkochen 1847 von Osten aus gesehen auf dem Gemälde eines unbekannten Künstlers

Die älteste bekannte Ortsansicht aus dem Jahr 1847 entstand in der Zeit des Vormärz und zeigt im Hintergrund die Brunnenhalde (links), den Volkmarsberg (Mitte) und den Langert mit Langertstein (rechts). Die damalige evangelische Kirche, heute Stadtbibliothek, hatte einen Dachreiter und die katholische Kirche St. Peter und Paul den heute noch existierenden Turm, damals allerdings mit Barockhaube. In der vorderen Gebäudezeile sind die Ottilienkapelle und die Scheerer-Mühle zu erkennen. Der Ort ist mit einem Etterzaun umgeben. Im Vordergrund rechts die 1950 abgerissene Wiesenkapelle.

### Industrialisierung

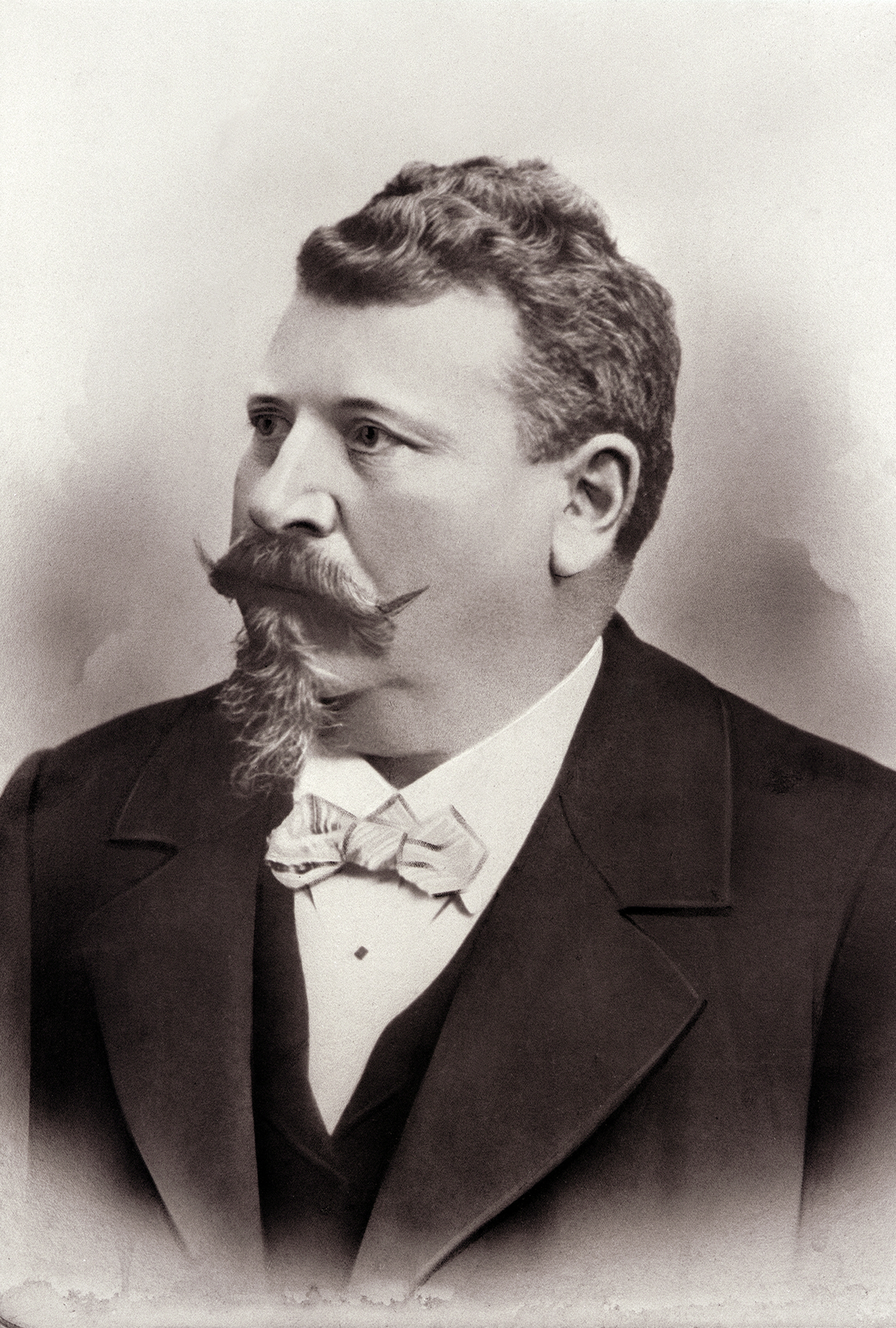
Albert Leitz (1854–1916)

1860 gründete der Bohrermacher und Mechaniker Jakob Bäuerle eine Bohrermacherei, in deren Folge weitere Unternehmensgründer in Oberkochen die industrielle Produktion von Holzbohrern aufnahmen: Vier ehemalige Mitarbeiter von Bäuerle – Albert Leitz (1876), Jakob Schmid (1882), Wilhelm Grupp (1890) und August Oppold (1896) – sowie der frühere Leitz-Lehrling Karl Wannenwetsch (1903).
Während die Firma Bäuerle, die später auch Holzbearbeitungsmaschinen fertigte und zeitweilig über tausend Mitarbeiter beschäftigte, 1974 wegen wirtschaftlicher Schwierigkeiten den Betrieb einstellen musste, ist aus der Gründung von Albert Leitz das auf Holzbearbeitungswerkzeuge spezialisierte Weltunternehmen Leitz GmbH & Co. KG entstanden. Die von Wilhelm Grupp gegründete Firma, später bekannt unter ihrem Markennamen WIGO, sowie die auf Karl Wannenwetsch zurückgehende KWO Werkzeuge GmbH wurden 1984 und 1994 in die Leitz GmbH & Co. KG eingegliedert. Die Jakob Schmid GmbH & Co. KG produziert heute in Neresheim-Elchingen und die von August Oppold gegründete Firma firmiert heute in Oberkochen als Oppold System International GmbH.
Die Industrialisierung im letzten Drittel des 19. Jahrhunderts wurde ab 1864 durch die über Oberkochen führende Brenzbahn, eine Eisenbahnlinie der Württembergischen Staatsbahnen zwischen Aalen und Heidenheim, die 1876 von Heidenheim bis Ulm weitergeführt wurde, stark gefördert. Wie auch von der 1893 von Gottlieb Günther gegründeten „Genauzieherei und Wellenfabrik“, deren Bauten 1929 von Bäuerle übernommenen wurde, wurde damals noch die Wasserkraft des Kochers zum Betrieb der Maschinen genutzt, aber auch bereits Dampfturbinen eingesetzt.
Die Elektrifizierung begann 1906 und wurde 1916 von der Ueberlandwerk Jagstkreis AG (UJAG) übernommen.
Laut der Volkszählung von 1939 hatte Oberkochen 2011 Einwohner und 1003 industrielle Arbeitsplätze, davon pendelten 500 von auswärts ein.
Der entscheidende Wachstumsimpuls für Oberkochen ging aber von der Firma Carl Zeiss aus. Diese spaltete sich nach dem Zweiten Weltkrieg auf Veranlassung der amerikanischen Besatzungsmacht von der in Jena ansässigen Mutter, dem späteren VEB Carl Zeiss Jena, ab und ließ sich 1946 in Oberkochen, zunächst unter dem Namen Opton Optische Werke Oberkochen GmbH, nieder. Nach der Deutschen Wiedervereinigung kam das optische Kerngeschäft des VEB durch die Treuhandanstalt in die Carl Zeiss Jena GmbH, die von Carl Zeiss in Oberkochen übernommen wurde. Heute ist die Carl Zeiss AG mit Sitz in Oberkochen ein auf vielen Gebieten weltmarktführendes Photonikunternehmen.

### Zeit des Nationalsozialismus
Bei der Reichstagswahl am 6. November 1932, der letzten vor der Machtergreifung, erreichte die NSDAP in Oberkochen mit 23,3 Prozent der Stimmen ein unterdurchschnittliches Ergebnis. Wahlgewinner war die Zentrumspartei mit 55,1 Prozent. Die KPD bekam 13,1 Prozent und die SPD erreichte nur 1,2 Prozent der Stimmen.
Im Rahmen der Gleichschaltung wurden im Juli 1933 nach Auflösung der Zentrumspartei deren Gemeinderäte durch Mitglieder der NSDAP ersetzt. Im Dezember 1933 wurde Bürgermeister Richard Frank in den Ruhestand versetzt und Otto Heidenreich (NSDAP) als Amtsverweser bestellt. Ab Juli 1934 war Heidenreich bis zum Ende des Zweiten Weltkriegs im Jahre 1945 Bürgermeister von Oberkochen.
Die Firma Fritz Leitz Maschinen- und Apparatebau GmbH, 1938 aus einer Aufspaltung der Firma Gebrüder Leitz entstanden, stieg als erstes Oberkochener Unternehmen in die Rüstungsproduktion ein. Vor Kriegsende waren bei Leitz in Oberkochen knapp tausend Menschen und in den beiden Zweigwerken in Giengen an der Brenz und Burgrieden weitere rund fünfhundert mit der Herstellung von Flugzeugkomponenten und Apparaten beschäftigt. Fritz Leitz (* 13. Oktober 1882; † 20. November 1942) wurde zum Wehrwirtschaftsführer ernannt und sein Unternehmen als „NS-Musterbetrieb“ ausgezeichnet. 1944 legte die Firma Leitz in dem westlich an ihr Firmengelände angrenzenden Berg ein ausgedehntes Tunnelsystem an, um Teile der Fertigung vor potentiellen Luftangriffen zu schützen. Das Projekt, das für 52 Maschinen zur Fertigung von Flugzeugteilen vorgesehen war, kam Ende 1944 wegen Engpässen in der Zementbelieferung zum Erliegen. Die Gebäude der Firma Fritz Leitz wurden 1946 von der Firma Zeiss übernommen. Die nie genutzten Fertigungsstollen wurden 1994 versiegelt.
Auch die Firmen Wilhelm Grupp und J. Adolf Bäuerle stellten auf Rüstungsproduktion um. Bäuerle fertigte u. a. Lafetten für Geschütze.
Im Dreißental, im Turmweg, in der Volkmarsbergstraße und in der Keltenstraße entstand ab 1937 neuer Wohnraum für die wachsende Bevölkerung. Die Hitlerjugend errichtete 1939 auf den Höhen des Turmwegs ein imposantes HJ-Heim, das einzige im Landkreis Aalen. Das Gebäude wurde von 1970 bis 2023 von der Sonnenbergschule genutzt.
Ab 1941 kamen Kriegsgefangene nach Oberkochen, zunächst Franzosen und später Russen und andere Staatsangehörige. Sie wurden im nach dem Krieg abgerissenen Vorgängerbau der TVO-Turnhalle sowie in mit Stacheldraht umzäunten Baracken auf den Firmengeländen von Fritz Leitz, Grupp, Bäuerle und Oppold untergebracht, wo sie als Zwangsarbeiter eingesetzt wurden.

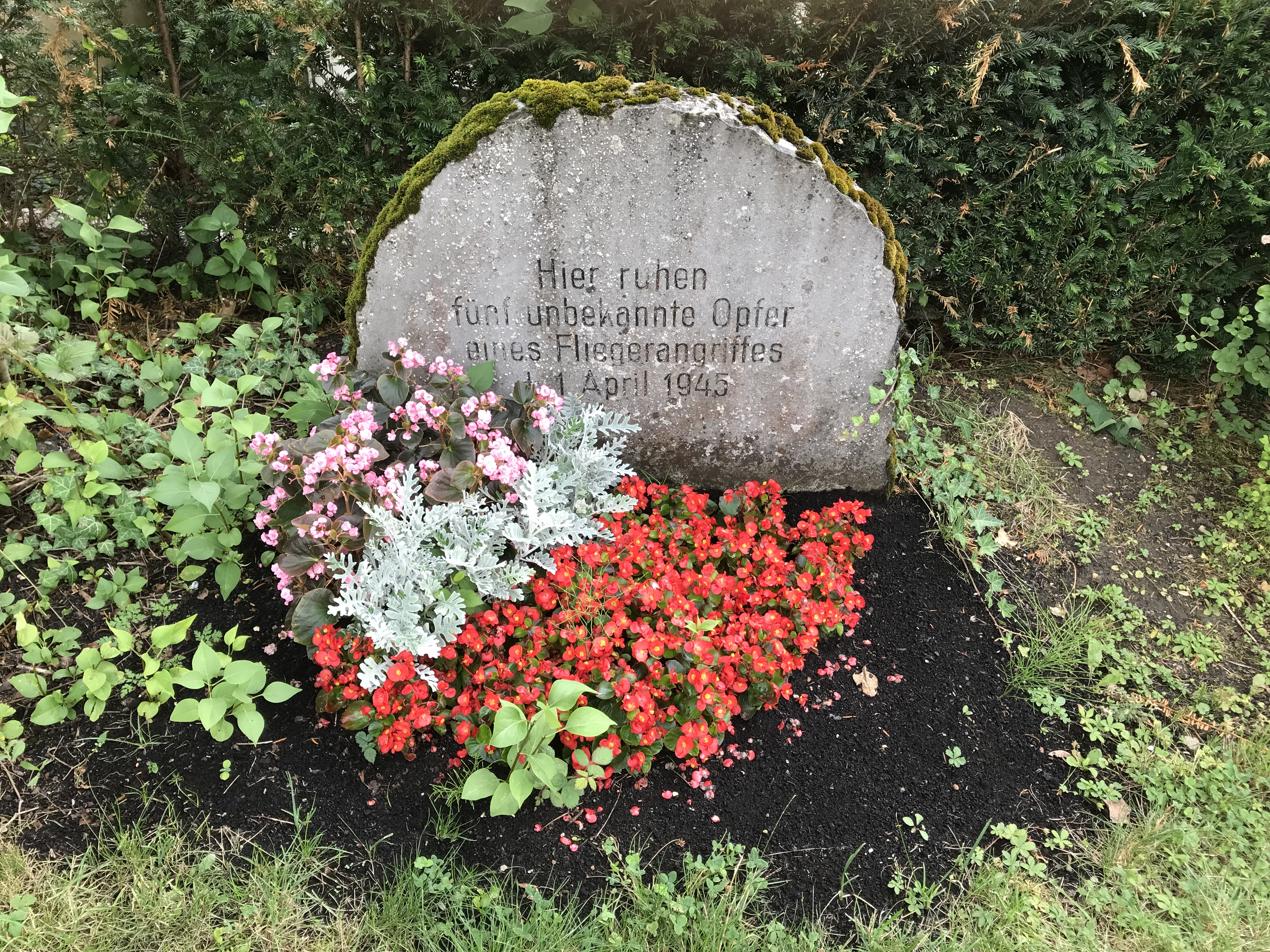
Grabstein für fünf unbekannte Opfer des Luftangriffs vom 1. April 1945 auf dem Evangelischen Friedhof

Der erste Luftangriff auf Oberkochen fand am 1. April 1945 statt. Amerikanische Flugzeuge griffen beim Bahnhof einen soeben eingefahrenen Zug mit sechzig Waggons an, in dem sich KZ-Häftlinge auf dem Weg vom Konzentrationslager Neckarelz nach Ulm befanden. Obwohl der Angriff abgebrochen wurde, als Gefangene aus den Waggons drangen, kamen sieben Häftlinge und ein Wachmann ums Leben. Am 11. April kam es bei der Bekämpfung durchziehender deutscher Truppen zu einem weiteren Jagdbomberangriff, der drei zusammenstehende Gebäude traf und drei Oberkochener Frauen mit vier Kindern tötete, die dort im Keller Zuflucht gesucht hatten. Am 24. April marschierten nach heftigem Artillerie- und Flugzeugbeschuss, dem mehrere Gebäude zum Opfer fielen, amerikanische Bodentruppen in Oberkochen ein, ohne auf Widerstand zu stoßen.
An Stelle von Bürgermeister Heidenreich übernahmen zunächst einige politisch unbelastete Bürger die Amtsgeschäfte, bis die amerikanische Militärregierung den früheren Bürgermeister Richard Frank wieder in sein Amt einsetzte. Heidenreich wurde, auch wenn ihm die Spruchkammer in Ludwigsburg in ihrem Urteil „korrekte Amtsführung“ bestätigte, am 20. April 1948 als „Belasteter“ zu 2 ¾ Jahren Arbeitslager verurteilt. Da er sich bereits seit dem 9. Mai 1945 in Internierungshaft befand, war diese Strafe zum Zeitpunkt der Urteilsverkündung abgebüßt.
Der Zweite Weltkrieg kostete Oberkochen mit hundertsechzig Gefallenen, achtundfünfzig Vermissten und den sieben Opfern des Fliegerangriffs vom 11. April 1945 das Leben von insgesamt 225 Bürgern, also mehr als ein Zehntel der damaligen Bevölkerung.

### Vom Dorf zur Stadt
Nach Ende des Zweiten Weltkrieges wurde Oberkochen 1945 Teil der Amerikanischen Besatzungszone und gehörte somit zum neu gegründeten Land Württemberg-Baden, das 1952 im jetzigen Bundesland Baden-Württemberg aufging.
In der Nachkriegszeit vervierfachte sich die Einwohnerzahl Oberkochens von rund 2.000 auf beinahe 8.000 Einwohner im Jahre 1961, hauptsächlich verursacht durch die Ansiedlung der Firma Carl Zeiss. Ein großer Teil der Neubürger waren ehemalige Mitarbeiter des VEB Carl Zeiss Jena mit ihren Familien und überwiegend evangelischer Konfession. Im Jahre 1956 war die Zahl der bei der Firma Zeiss innerhalb eines Jahrzehnts neu geschaffenen 4381 Arbeitsplätze bereits mehr als doppelt hoch, wie die aller alteingesessenen Oberkochener Industrieunternehmen zusammen, bei denen in Summe 1949 Arbeitnehmer beschäftigt waren.
| Firma             | Arbeitsplätze |
| ----------------- | ------------- |
| Carl Zeiss        | 4381          |
| J. Adolf Bäuerle  | 758           |
| Wilhelm Grupp     | 420           |
| Gebr. Leitz       | 293           |
| Fritz Leitz       | 125           |
| Kaltwalzwerk      | 113           |
| Jakob Schmid      | 102           |
| August Oppold     | 98            |
| Günther & Schramm | 40            |

Im Jahre 1964 rechnete man mit einer nochmaligen Verdoppelung der Einwohnerzahl auf rund 16.500 Einwohner im Jahre 1974.
Vor diesem Hintergrund wurde Oberkochen im Jahre 1968 zur Stadt erhoben. Gleichzeitig entstand ein neues Rathaus mit Rathaushotel, die neue evangelische Versöhnungskirche und ab 1970 das Neubaugebiet Heide, wo nach ursprünglicher Planung in verdichteter Bauweise Wohnraum für 5.500 Einwohner geschaffen werden sollte.
1968 hatte Oberkochen rund 8.600 Einwohner und bot 7.000 Arbeitsplätze. Nach Erreichen eines Maximums von 8.682 Einwohnern im Jahre 1969 ging die Einwohnerzahl Oberkochens jedoch wider Erwarten zurück. Nach entsprechender Anpassung der Bebauungspläne im Jahre 1975 wurde das Neubaugebiet Heide mit knapp 1.500 Einwohnern vollständig und großteils mit Einfamilienhäusern besiedelt. Das 1975 fertiggestellte Heidehochhaus am Eingang des Stadtteils ist ein Wahrzeichen, das noch an die ursprünglich geplante verdichtete Bauweise erinnert.
Durch die Kreisreform 1973 gelangte die Stadt Oberkochen zum Ostalbkreis.
Im Jahr 2000 wurden das interkommunale Gewerbegebiet Oberkochen-Königsbronn sowie das Gewerbegebiet Oberkochen-Süd I erschlossen, wo heute die Firmen Carl Zeiss SMT und Carl Zeiss Meditec angesiedelt sind.
2016 wurde das Gewerbegebiet Oberkochen Süd II erschlossen, das nach dem Märzenbuckel (→ Lage), einem direkt oberhalb auf einer kahlen Bergkuppe befindlichen Aussichtspunkt auf 664 m ü. NHN, auch Am Märzenbuckel genannt wird. Nachdem sich dort bereits die zur Nagel-Gruppe gehörende Firma OWEMA niedergelassen hatte, wurde 2017 ein großer Teil der Fläche an die südkoreanische Firma YG-1 verkauft, die dort ein Technologiezentrum für Metallbearbeitungswerkzeuge errichtet hat.
Seit 2022 wird das Gewerbegebiet Oberkochen Süd III erschlossen, in das große Teile von Oberkochen Süd II übernommen wurden. Es wurde vollständig von der bereits in Oberkochen ansässigen Hensoldt Optronics GmbH gekauft. Am 28. März 2023 fand der Spatenstich für einen 100 Millionen Euro teuren Neubau statt, in dem die Hensoldt Optronics ihren neuen Firmensitz haben wird.

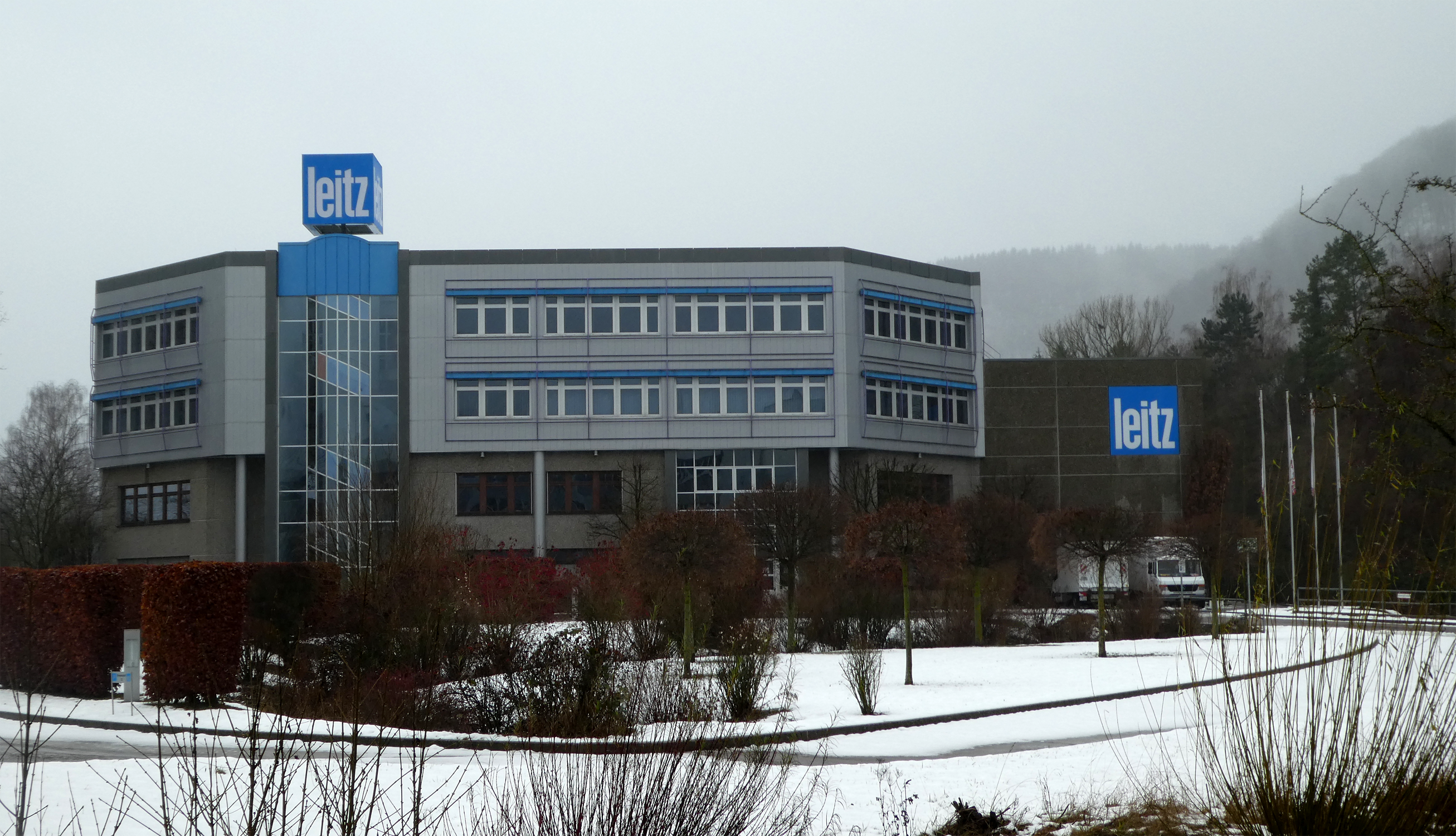
Leitz GmbH & Co. KG
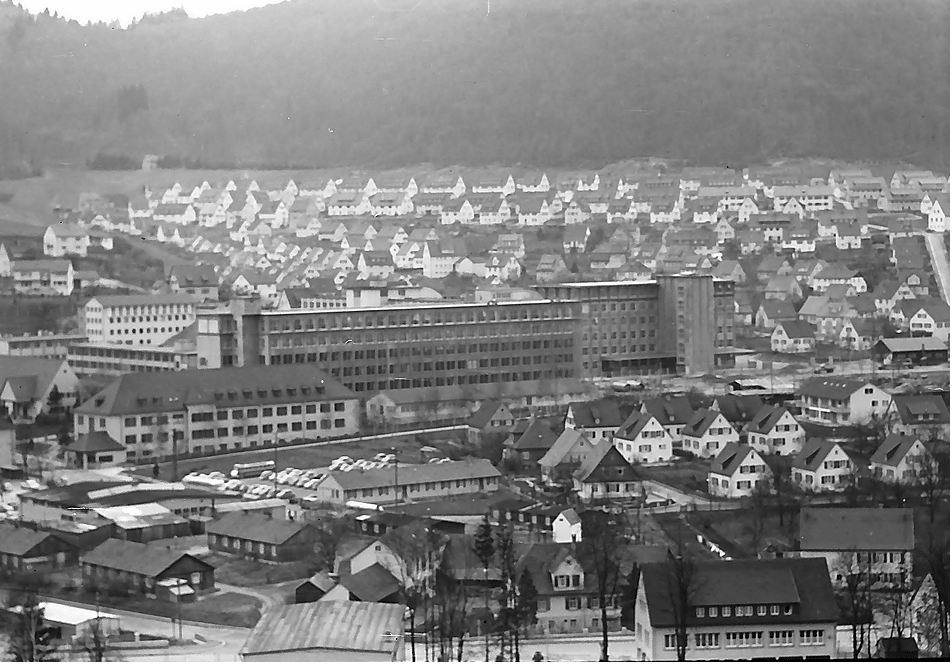
Carl Zeiss (1957)
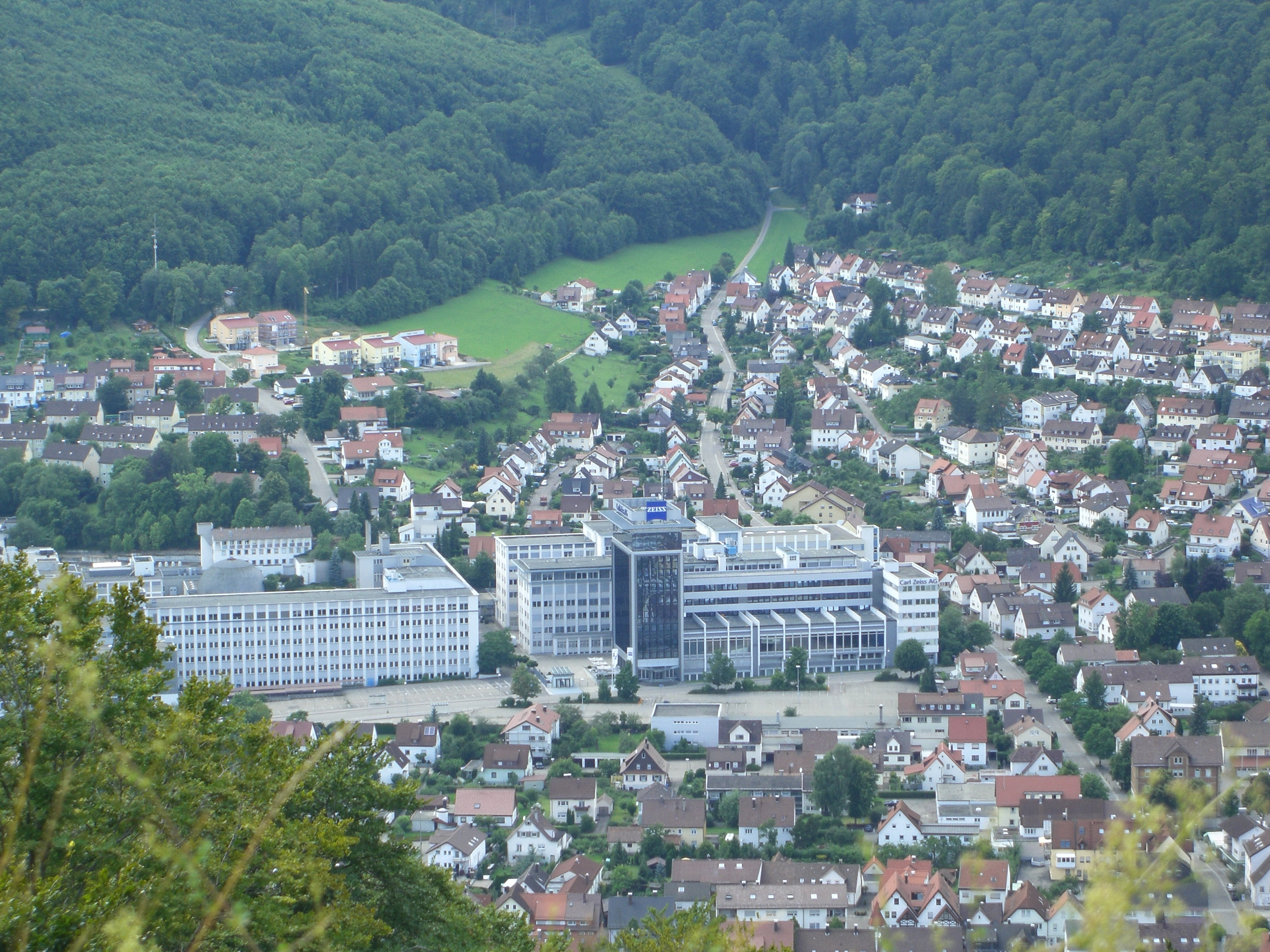
Carl Zeiss (2008)
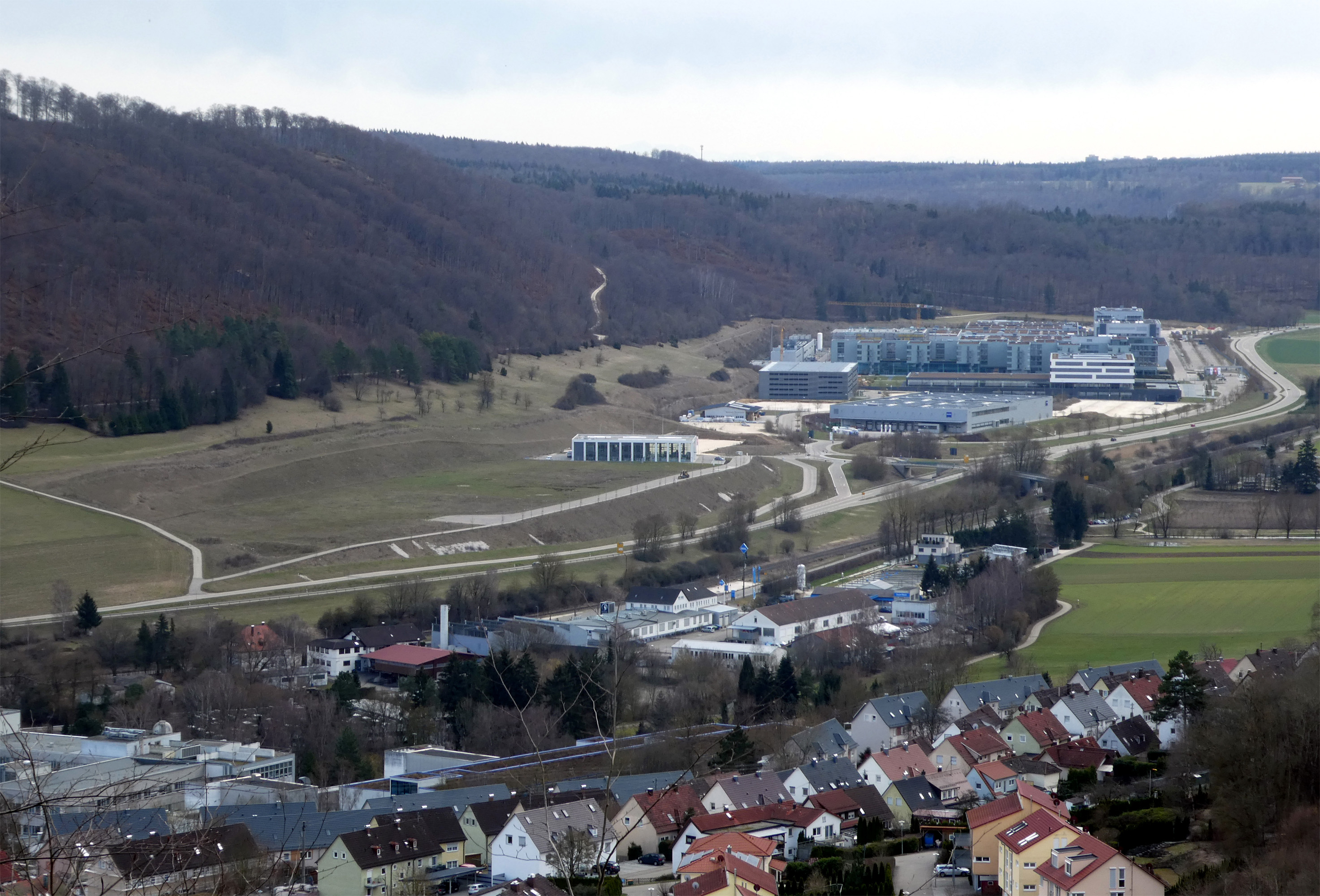
Industriegebiet Süd I (rechts, vollständig von Zeiss bebaut) und Süd II (linke Bildmitte, 2019 noch unbebaut) aus nordwestlicher Richtung
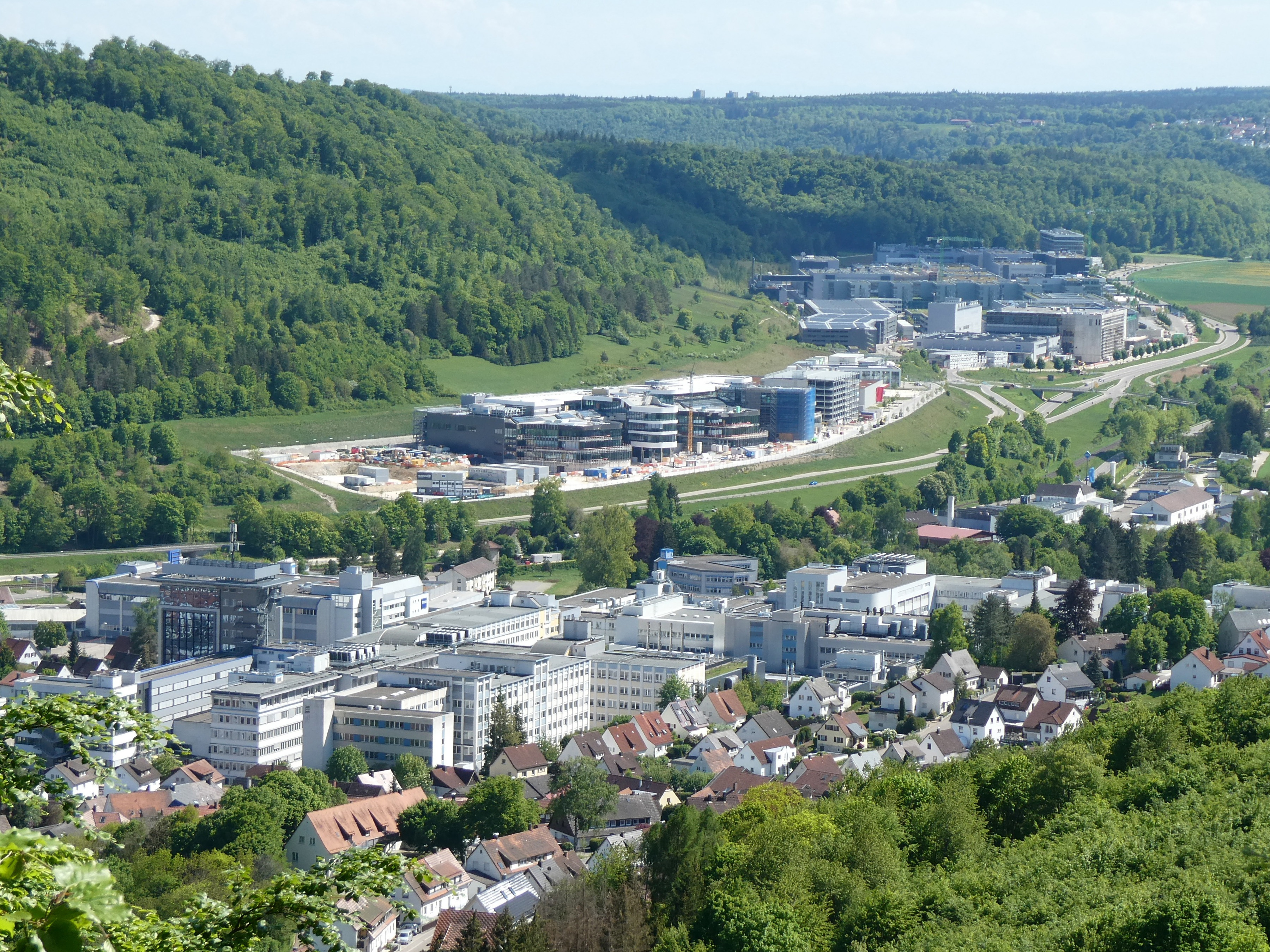
Hensoldt-Neubau im Industriegebiet Süd III (Mai 2025). Im Vordergrund die Firmen Carl Zeiss und Leitz, im Hintergrund rechts Carl Zeiss SMT und Carl Zeiss Meditec.

### Stadtteil Heide

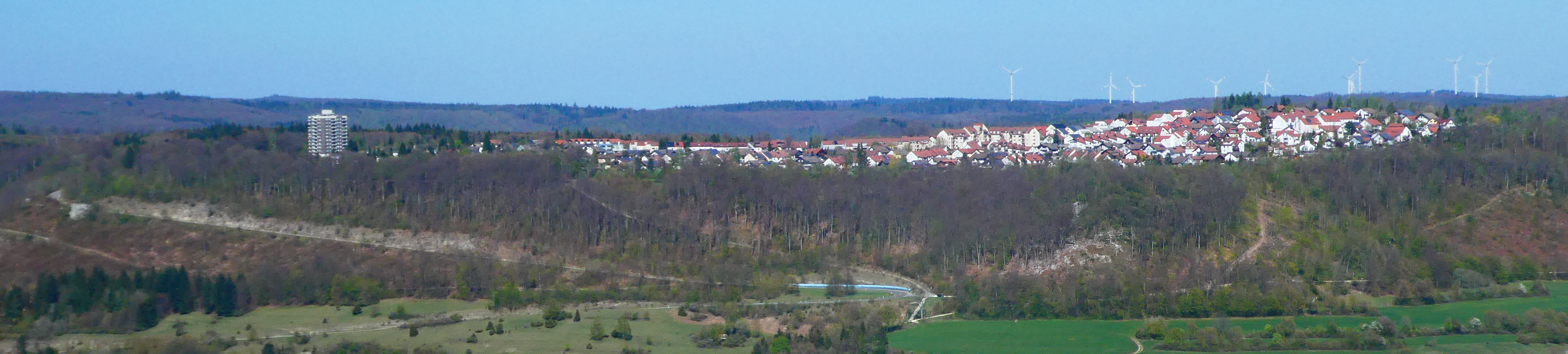
Stadtteil Heide von Südwesten aus. Die Windräder im Hintergrund befinden sich knapp zehn Kilometer entfernt bei Waldhausen.

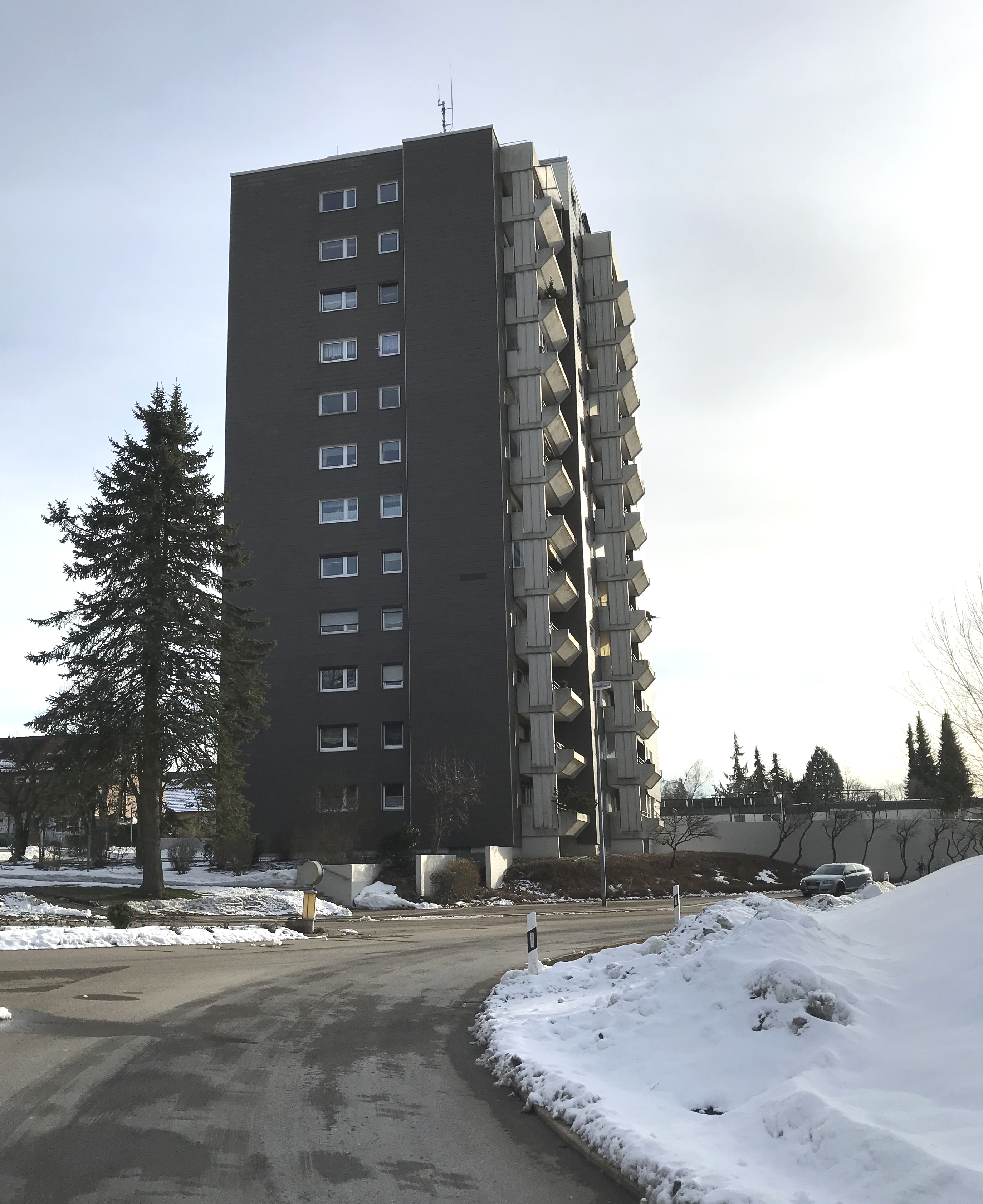
Heidehochhaus

Bereits Ende der 1950er-Jahre wurde deutlich, dass die baulichen Erweiterungsmöglichkeiten der Gemeinde im Tal begrenzt sind. Eine Studie des Städteplaners Ludwig Schweizer aus dem Jahr 1962 identifizierte zwei mögliche Entwicklungsflächen: die Heide im Norden und die Hochebene oberhalb der Rodsteinfelsen im Süden – zwei natürliche Hochplateaus oberhalb des Kochertals. Den Zuschlag erhielt die Heide, da sie näher am Ortskern lag, sich im Eigentum der Stadt Oberkochen befand und geringere Straßenbaukosten erwartbar waren. Zudem liegt der höchste Punkt der Heide mit 675 m ü. NHN niedriger als das Plateau oberhalb der Rodsteinfelsen mit bis zu 710 m ü. NHN.
Ursprünglich war geplant, auf einer Fläche von 42 Hektar eine verdichtete Siedlung für 5.500 Einwohner zu errichten. Die damalige Verwaltung schätzte, dass Oberkochen im Jahr 1983 zwischen 12.000 und 13.000 Einwohner haben würde. 1970 beauftragte der Gemeinderat den Wohnungsbaukonzern Neue Heimat mit der Erschließung des Gebiets. Noch im selben Jahr wurde die knapp drei Kilometer lange Zufahrtsstraße zur Heide fertiggestellt. Im Juli 1971 genehmigte man den Bebauungsplan für den ersten Bauabschnitt, und im Februar 1974 zogen die ersten Bewohner ein.
Die ursprünglichen Bauvorschriften sahen ausschließlich Flachdächer und Stromheizungen vor. 1975 wurde das erste Hochhaus mit zwölf Geschossen und 48 Wohnungen fertiggestellt. Bauherr war das Siedlungswerk der Diözese Rottenburg-Stuttgart. Weitere Hochhäuser wurden nicht gebaut, da das Bevölkerungswachstum hinter den Erwartungen zurückblieb. Daher änderte man im Jahre 1975 den Bebauungsplan: Geplante 4- bis 5-geschossige Gebäude wurden zugunsten von Einfamilienhäusern gestrichen, und die Flachdachpflicht entfiel. Mit dem Anschluss der Heide an das Erdgasnetz im Jahr 1986 wurde auch die Verpflichtung zu Stromheizungen aufgehoben. 1975 wohnten rund 45 Familien in der Kopernikus-, Fraunhofer- und Keplerstraße. Bis 1985 stieg die Einwohnerzahl des neuen Stadtteils auf rund tausend.
Im neuen Stadtteil wurden die Straßen thematisch benannt: Die 36 Straßen tragen Namen von Planeten (z. B. Jupiter- oder Merkurweg) oder von berühmten Persönlichkeiten aus Mathematik, Physik und Chemie (z. B. Fraunhofer-, Kopernikus-, Freiherr-von-Liebig-, Eulerstraße oder Gaußweg).
1980 wurde ein Arboretum angelegt. Der gepflanzte erste Baum war ein nordamerikanischer Riesen-Lebensbaum. 1981 wurde die Kolpinghütte eingeweiht. Seit 1987 verfügt die Heide über einen Kindergarten. Im selben Jahr folgten die Eröffnung eines Minigolfplatzes und einer Bäckereifiliale. Letztere wird seit 2016 als genossenschaftlich geführter „Heideladen“ betrieben. Im Jahre 2024 wohnten um die 1.500 Einwohner auf der Heide.

### Entwicklung der Einwohnerzahl
| Jahr          | 1600   | 1650   | 1854   | 1925   | 1939   | 1950   | 1961   | 1969   | 1980   | 1990   | 2000   | 2010   | 2020   |
| Einwohnerzahl | 600    | 100    | 1201   | 1524   | 2011   | 3753   | 7979   | 8682   | 8118   | 8446   | 8271   | 7799   | 7870   |
| Quelle        | [ 20 ] | [ 20 ] | [ 43 ] | [ 44 ] | [ 44 ] | [ 44 ] | [ 45 ] | [ 45 ] | [ 45 ] | [ 45 ] | [ 45 ] | [ 45 ] | [ 45 ] |

Die Einwohnerzahl Oberkochens erreichte 1969 mit 8682 Einwohnern ihren Höchstwert.
In Oberkochen gibt es mehr Arbeitsplätze als arbeitsfähige Bewohner. Die Stadt ist mit 11093 Arbeitsplätzen, 9736 Einpendlern und 1967 Auspendlern (Stand 2020) eine Einpendlerstadt.

## Religionen
Oberkochen war ab dem 14. Jahrhundert herrschaftlich geteilt: der größere Teil gehörte zum Kloster Ellwangen, der kleinere zum Kloster Königsbronn. In der Reformationszeit wurde der Königsbronner Teil des Ortes mit Württemberg evangelisch, während der Ellwanger Teil katholisch blieb. Die Teilung des Ortes führte in der Folge immer wieder zu rechtlichen Problemen und Streitigkeiten, die im Jahr 1749 im sogenannten Aalener Protokoll geklärt wurden, einem Vertrag zwischen Ellwangen und Württemberg.
Eine eigene Pfarrei mit der Pfründe St. Peter ist ab 1345 belegt. Die heutige römisch-katholische St.-Peter-und-Paul-Kirche wurde am 25. Oktober 1900 geweiht. Der neoromanische Bau ersetzte eine im Kern romanische Kirche aus dem 13. Jahrhundert, die später im gotischen und im Barockstil umgebaut worden, dann aber zu klein und auch baufällig geworden war.
Die erste evangelische Kirche wurde 1581 fertiggestellt und bekam 1583 einen Pfarrer. Im Jahr 1875 trat an ihre Stelle ein Neubau, der heute die Stadtbibliothek beherbergt. Als nach dem Zweiten Weltkrieg zahlreiche evangelische Christen zuzogen, wurde auch diese Kirche zu klein. Die evangelische Kirchengemeinde Oberkochen erbaute deshalb die 1968 eingeweihte Versöhnungskirche in der Bürgermeister-Bosch-Straße.

## Politik

### Gemeinderat
Im Oberkochener Gemeinderat sind SPD, CDU, Freie Wähler und Grüne vertreten. Die Freien Wähler nannten sich ursprünglich Bürgergemeinschaft Oberkochen (BGO). Nach Abspaltung der Freien Liste Oberkochen (FLO) im Jahre 1994 vereinigten sich BGO und FLO fünf Jahre später unter dem Namen Freie Bürger Oberkochen (FBO).
Die Kommunalwahlen seit der Stadterhebung im Jahre 1968 hatten folgende Stimmanteile in Prozent:
| Jahr | SPD   | CDU   | BGO  | FLO | FBO  | Grüne | AfD  |
| ---- | ----- | ----- | ---- | --- | ---- | ----- | ---- |
| 1971 | 35,0  | 30,0  | 26,0 |     |      |       |      |
| 1975 | 31,0  | 35,0  | 34,0 |     |      |       |      |
| 1980 | 43,0  | 35,0  | 22,0 |     |      |       |      |
| 1984 | 39,2  | 37,0  | 23,8 |     |      |       |      |
| 1989 | 36,5  | 38,5  | 25,0 |     |      |       |      |
| 1994 | 34,8  | 31,1  | 19,1 | 9,8 |      | 5,1   |      |
| 1999 | 33,5  | 39,1  |      |     | 21,2 | 6,2   |      |
| 2004 | 32,9  | 37,0  |      |     | 18,7 | 11,4  |      |
| 2009 | 33,4  | 37,1  |      |     | 16,7 | 12,8  |      |
| 2014 | 32,5  | 36,9  |      |     | 17,8 | 12,8  |      |
| 2019 | 30,41 | 30,39 |      |     | 20,5 | 18,7  |      |
| 2024 | 21,4  | 31,1  |      |     | 25,1 | 11,9  | 10,6 |

Bei der Kommunalwahl vom 9. Juni 2024 wurde die CDU wieder die stärkste Partei in Oberkochen und gewann einen Sitz. Die AfD zog mit zwei Sitzen erstmals in den Gemeinderat ein.
| Parteien        | 2024   | 2024   | 2024    | 2024   | 2019    | 2019   |
| Parteien        | Anteil | Sitze  | ±Anteil | ±Sitze | Anteil  | Sitze  |
| --------------- | ------ | ------ | ------- | ------ | ------- | ------ |
| SPD             | 21,4 % | 4      | −9 %    | −2     | 30,41 % | 6      |
| CDU             | 31,1 % | 6      | +0,7 %  | +1     | 30,39 % | 5      |
| FBO             | 25,1 % | 4      | +4,6 %  | ±0     | 20,5 %  | 4      |
| GRÜNE           | 11,9 % | 2      | −6,8 %  | −1     | 18,7 %  | 3      |
| AfD             | 10,6 % | 2      | +10,6 % | +2     | –       | –      |
| Wahlbeteiligung | 62,1 % | 62,1 % | +4,1 %  | +4,1 % | 58,0 %  | 58,0 % |

### Schultheißen und Bürgermeister seit 1803

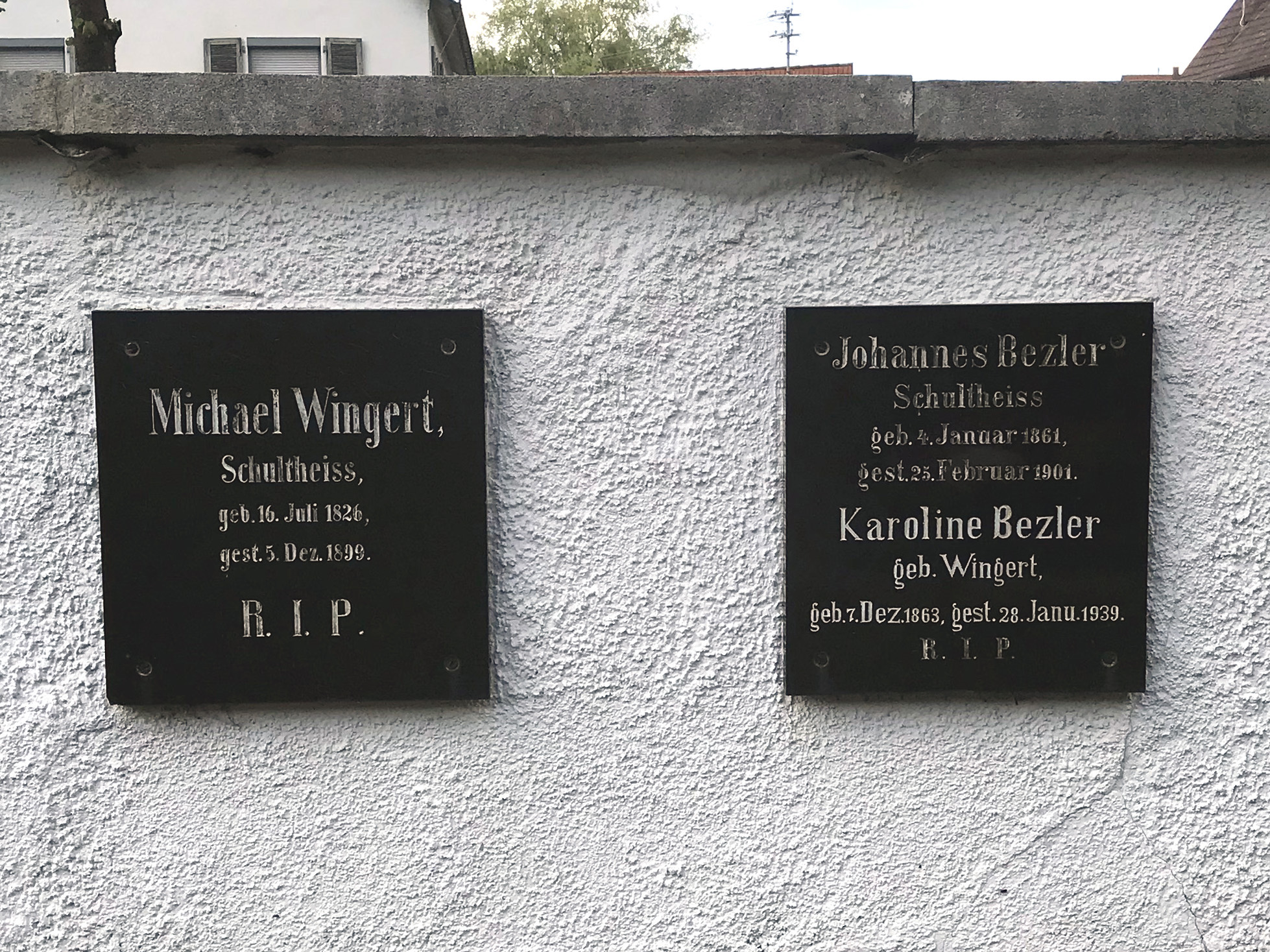
Epitaphe der Schultheißen Michael Wingert und Johannes Betzler im Katholischen Friedhof

| Jahr      | Titel         | Name                                                                |
| --------- | ------------- | ------------------------------------------------------------------- |
| 1803–1809 | Schultheiß    | Johann Sebastian Gold (Ellwangen) und Kaspar Scheerer (Württemberg) |
| 1809–1830 | Schultheiß    | Kaspar Scheerer (allein)                                            |
| 1830–1849 | Schultheiß    | Sigmund Jonathan Maier (Chirurg, * 1793; † 1852)                    |
| 1849–1889 | Schultheiß    | Michael Wingert (Maurermeister, * 1826; † 1899)                     |
| 1889–1901 | Schultheiß    | Johannes Betzler (* 1861; † 1901)                                   |
| 1901–1903 | Schultheiß    | Alois Butscher (* 1876; † 1903)                                     |
| 1903–1905 | Schultheiß    | Franz Anton Bucher (* 1874; † ???)                                  |
| 1905–1933 | Schultheiß    | Richard Frank (* 12. März 1879; † 15. Januar 1966)                  |
| 1933–1945 | Bürgermeister | Otto Heidenreich (NSDAP, * 1899; † 1961)                            |
| 1945–1946 | Bürgermeister | Richard Frank (identisch mit dem Vorgänger von Otto Heidenreich)    |
| 1946–1948 | Bürgermeister | Rudolf Eber (CDU, * 1914; † 1999)                                   |
| 1948–1978 | Bürgermeister | Gustav Bosch (CDU, * 12. November 1914; † 31. Dezember 1979)        |
| 1978–1994 | Bürgermeister | Harald Gentsch (SPD, * 25. Juni 1944; † 18. Oktober 2022)           |
| 1994–     | Bürgermeister | Peter Traub (Freie Wähler Ostalbkreis, * 1962)                      |

### Wappen

Wappen von Oberkochen

Wappen von Unterkochen

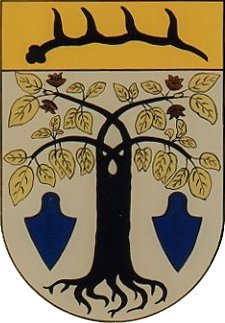
Früheres Wappen von Oberkochen

Die Blasonierung des Wappens lautet: „In Blau drei (2:1) goldene Rosen.“ Das Wappen wurde 1968 mit der Stadterhebung eingeführt.
Die 1136 erstmals erwähnten Herren von Kochen führten nachweislich ab 1380 bis zu ihrem Aussterben gegen Ende des 15. Jahrhunderts drei Räder im Wappen, wie man sie auch im Wappen des benachbarten Unterkochens wiederfindet. Doch einer von ihnen, der Ritter Görig von Kochen, entwickelte für sich eine im Jahr 1404 belegte Sonderform mit drei Rosen. Diese waren die Vorlage für das neue Oberkochener Wappen. Die Farben wurden willkürlich gewählt, weil keine historischen Farben bekannt waren.
Das frühere Oberkochener Wappen von 1927 war geteilt mit einer fünfzinkigen Hirschstange auf goldenem Untergrund im oberen Teil sowie einer Buche und zwei blauen Pflugscharen auf silbernem Grund im unteren Teil. Dieses auf die historischen Zusammenhänge mit Württemberg sowie auf die Land- und Forstwirtschaft hinweisende, zugleich aber auch gegen heraldische Farbregeln verstoßende Wappen wurde 1968 abgelegt.

### Banner
|  | 00Banner: „Das Banner ist gelb-blau gespalten mit dem aufgelegten Wappen oberhalb der Mitte.“ |

### Partnerstädte
- Dives-sur-Mer (Frankreich) seit 1984[62]
- Montebelluna (Italien) seit 1992[62]
- Mátészalka (Ungarn) seit 2008[62]

## Wirtschaft und Infrastruktur

### Verkehr

#### Verkehrsführung
Die Verkehrsführung in Oberkochen kommt ohne Lichtsignalanlagen aus. Damit ist Oberkochen (wahrscheinlich) die einzige Stadt in Deutschland ohne Verkehrsampel. Auf der innerstädtischen Hauptverkehrsachse gilt rechts vor links.

#### Fernstraßen
Oberkochen liegt an der Bundesstraße 19, die 1959 zur kreuzungsfreien Umgehungsstraße ausgebaut wurde. Sie ist die natürliche Verkehrsachse des Kocher-Brenz-Durchbruchstales durch die Ostalb hindurch zwischen Aalen im Norden und Heidenheim an der Brenz im Süden. Die nächste Autobahnanschlussstelle Aalen-Oberkochen an der Bundesautobahn 7 (Flensburg–Füssen) erreicht man nördlich und dann östlich über die B 19 und die L 1084 nach etwa 11 km Fahrt bei Ebnat.

#### Bahnverkehr
Die Bahnstrecke Aalen–Ulm, eine eingleisige, nicht elektrifizierte Haupteisenbahnstrecke, verläuft zwischen der Bundesstraße 19 und dem Ort. Im Bahnhof Oberkochen halten sämtliche auf dieser Strecke verkehrenden Regio-S-Bahn- und Regional-Express-Züge.

#### Radverkehr
Durch eine Alltagsroute aus dem Radnetz Baden-Württemberg ist Oberkochen mit Aalen (über dessen Stadtteil Unterkochen) und in der anderen Richtung über Königsbronn mit Heidenheim verbunden.
Durch Oberkochen verläuft als Landes-Radfernweg der Württemberger Tälerradweg, welcher den früheren Hohenlohe-Ostalb-Weg gemeinsam mit dem Alb-Neckar-Radweg ablöste. Er führt von Crailsheim über Aalen, Oberkochen, Heidenheim und Giengen nach Ulm und weiter über Göppingen nach Schwäbisch Gmünd.

#### Wanderwege
Der Volkmarsberg in Oberkochen ist einer der Höhepunkte des Schwäbische-Alb-Nordrand-Weges. Dieser 365 Kilometer lange Fernwanderweg des Schwäbischen Albvereins führt von Donauwörth nach Tuttlingen und folgt dabei dem Albtrauf.
Ein Abschnitt des Jakobswegs führt von Neresheim über Oberkochen nach Rottenburg am Neckar. Der Jakobsweg von Oberkochen nach Santiago de Compostela hat eine Gesamtlänge von genau 2.400 Kilometern.

### Unternehmen
Zeiss ist der mit Abstand größte Arbeitgeber der Stadt. Das Unternehmen fertigt in Oberkochen optische Komponenten für inzwischen ausschließlich zivile Zwecke. Seit 2006 produziert Carl Zeiss SMT optische Systeme für die Halbleiterherstellung in einer neuen Fabrikanlage im „Industriegebiet Oberkochen Süd I“. Seit April 2013 ist dort auch die börsennotierte Carl Zeiss Meditec AG angesiedelt.
Die bei Carl Zeiss früher im Bereich „Sonderoptik“ und zuletzt in der Carl Zeiss Optronics GmbH angesiedelte Wehrtechnik wurde 2012 mehrheitlich von Cassidian, der Verteidigungs- und Sicherheitssparte der damaligen EADS, übernommen und ging 2017 in die Hensoldt Gruppe auf. Die Hensoldt Optronics GmbH ist heute der zweitgrößte Arbeitgeber in Oberkochen.
In Oberkochen liegt auch der Stammsitz der Leitz-Gruppe. Die Firma wurde 1876 in Oberkochen gegründet und ist heute einer der weltweit wichtigsten Hersteller von Präzisionswerkzeugen zur Holz- und Kunststoffbearbeitung.
C.D. Wälzholz produziert in Oberkochen kaltgewalzten, auf Rollen aufgewickelten Flachstahl und ist auf phosphatierten Bandstahl spezialisiert. 1907 unter dem Namen „Carl J. Walther Metallzieherei und Kaltwalzwerk“ gegründet, gehörte das Werk ab 1928 den Röchling’schen Eisen- und Stahlwerken, bis es 2007 von C.D. Wälzholz übernommen wurde.
Die 1993 gegründete 3E Datentechnik GmbH gehört zur jüngsten Unternehmensgeneration am Ort und hat sich zu einem führenden Anbieter von ERP-Software für die Fensterbauindustrie mit Niederlassungen in der Schweiz, Frankreich und in China entwickelt.

### Energie
Im Januar 2016 wurde der Windpark Oberkochen mit 4 Windenergieanlagen des Typs Nordex N117/2400 in Betrieb genommen.

### Behörden
In Oberkochen befindet sich eine Niederlassung der Güteprüfstelle der Bundeswehr. Siehe auch: Liste der Bundeswehrstandorte in Deutschland.

### Bildungseinrichtungen
Die Dreißentalschule, eine frühere Grund- und Hauptschule, ist seit 2012 eine Grund- und Gemeinschaftsschule, an der ein Mittlerer Schulabschluss abgelegt werden kann. Sie war ursprünglich in dem 1900 als katholisches Schulhaus erbauten Backsteingebäude untergebracht. Der Neubau aus dem Jahr 1951 wurde 1958 mit einem Anbau erweitert. 2016 wurden die Dreißentalschule und die 1965 als zusätzliche Grundschule erbaute Tiersteinschule organisatorisch zusammengeführt. Inzwischen ist die Tiersteinschule aufgelöst. Ihr umfassend renoviertes Gebäude wird seit 2023 von der Sonnenbergschule und der Musikschule Oberkochen-Königsbronn genutzt.
Auf dem Ernst-Abbe-Gymnasium, einem naturwissenschaftlich ausgerichteten Gymnasium, das auch Zentrumsschule für Molekularbiologie und MINT-EC-Schule ist, kann das Abitur abgelegt werden. Das Gebäude wurde 1962 mit Turn- und Schwimmhalle errichtet. Die Schwimmhalle gehört heute nicht mehr zur Schule und wurde zum städtischen Freizeitbad „aquafit“ umgebaut, das im August 2023 für immer geschlossen wurde. Das Gymnasium war in der Spielzeit 2018/2019 die einzige Schule im deutschsprachigen Raum, die ein FIRST-Tech-Challenge-Team zur FIRST-Weltmeisterschaft nach Detroit entsenden konnte.
Seit 1970 gibt es die Sonnenbergschule, eine Förderschule, die zunächst in dem 1939 als HJ-Heim erbauten Bergheim untergebracht war. Sie ist 2023 in das Gebäude der ehemaligen Tiersteinschule in der Hölderlinstraße umgezogen.
Die 1978 gegründete Musikschule Oberkochen-Königsbronn war ursprünglich im früheren Altbau der Dreißentalschule (Backsteingebäude) und ist seit 2023 zusammen mit der Sonnenbergschule im Gebäude der in ehemaligen Tiersteinschule untergebracht.
Für die Kinderbetreuung stehen vier Einrichtungen zur Verfügung: Katholische Kindertageseinrichtung St. Michael, Kinderhaus Gutenbach, Kinderhaus Wiesenweg und Kindergarten Heide.

### Freizeit- und Sportanlagen
- Carl-Zeiss-Stadion (zwei Rasenplätze und ein Kunstrasenplatz)
- Minigolfanlage (im Stadtteil Heide)
- Tennisplätze
- Skilift am Volkmarsberg
- Sportzentrum Schwörz mit Hallenbad „Kocherbad Oberkochen“ und dreiteiliger Sporthalle. Es wurde im März 2024 eröffnet und ist mit 38 Millionen Euro die größte Einzelinvestition in der Geschichte der Stadt Oberkochen.[73]

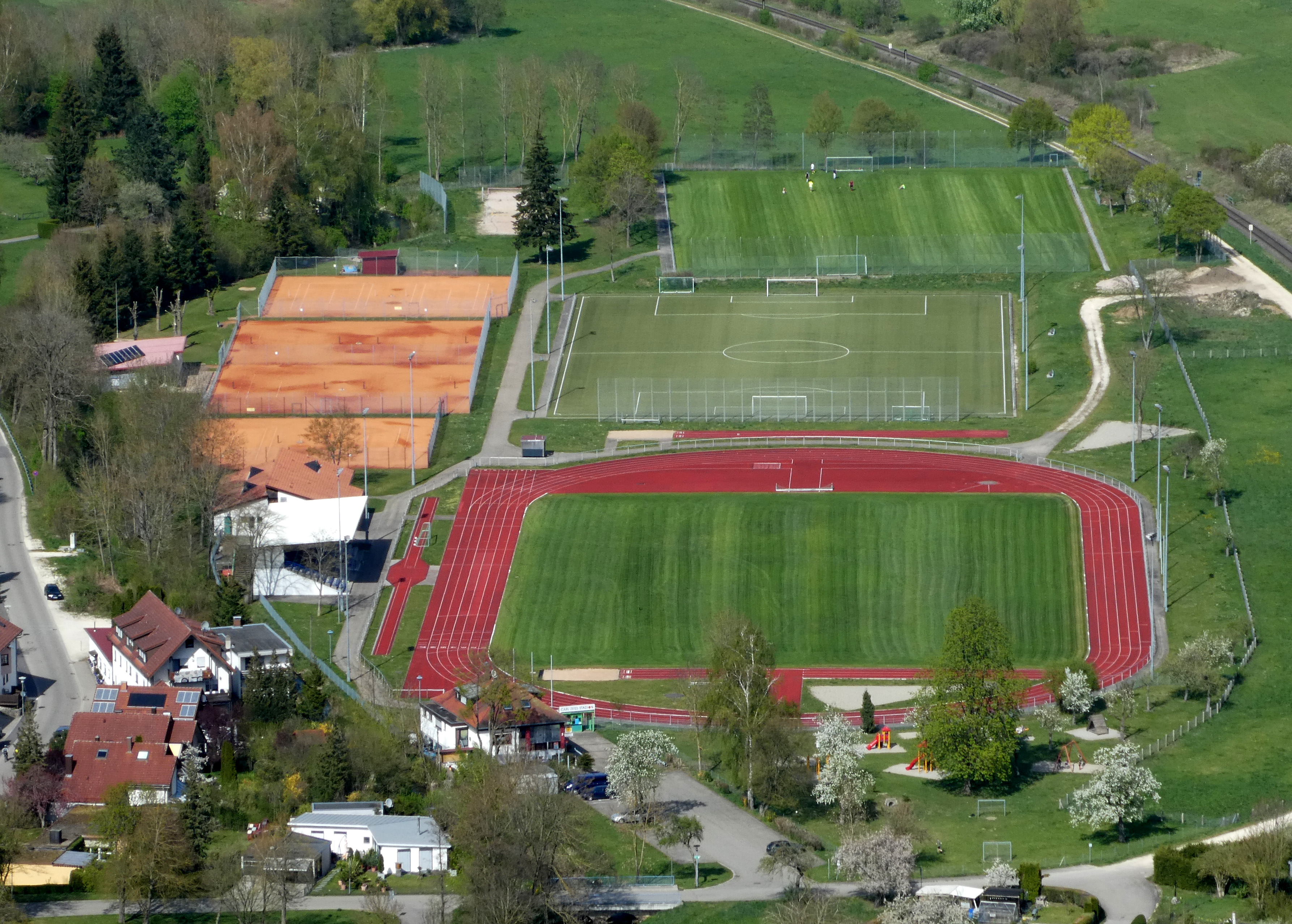
Carl-Zeiss-Stadion und Anlage des Tennisclub Oberkochen e. V.
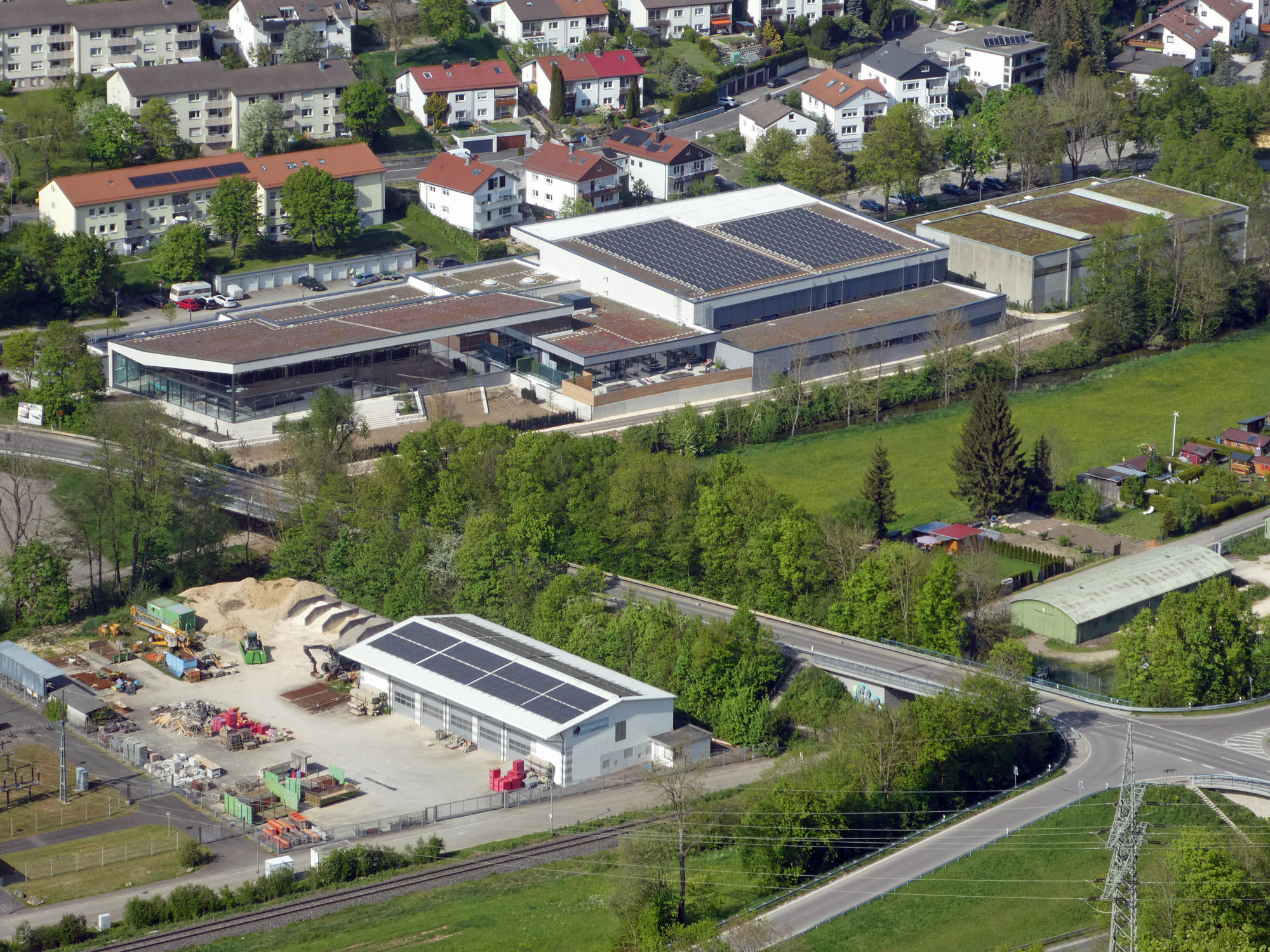
Sportzentrum Schwörz mit Hallenbad (links) und Sporthalle.

## Kultur und Sehenswürdigkeiten

### Museen und Lehrpfade
- ZEISS Museum der Optik
Das Firmenmuseum von Carl Zeiss präsentiert über 700 Jahre Geschichte der optischen Geräte (→ Lage). Zu sehen sind u. a. ein Handfernrohr, das Napoleon Bonaparte (1769–1821) nach der Schlacht bei Waterloo abgenommen wurde, eine Schläfenbrille aus Horn des österreichischen Kaisers Franz Joseph I. (1830–1916) und eine Metallbrille des deutschen Lyrikers Eduard Mörike (1804–1875). Es ist von Montag bis Freitag geöffnet.[74]
- Heimatmuseum
→ Hauptartikel: SchillerhausDas Heimatmuseum befindet sich seit 1997 in einem historischen Schulhaus (→ Lage). Die Benennung erfolgte ohne historischen Bezug zu Friedrich Schiller. Das Museum wird vom Heimatverein Oberkochen e. V. betreut und ist jeden ersten Sonntag im Monat von 13 bis 16 Uhr geöffnet.[75]
- Schaumühle Scheerer-Mühle
Die Mühle wurde 1877 vom Müller Kaspar Scheerer an Stelle eines aus dem 14. Jahrhundert stammenden Vorgängerbaus neu errichtet (→ Lage) und vom 2004 gegründeten Mühlenverein Oberkochen e. V. restauriert und voll funktionsfähig instand gesetzt.[76] In dem denkmalgeschützten Gebäude sind u. a. der Maschinengang, von dem aus der Antrieb aller Müllereimaschinen erfolgte, der Mahlboden sowie die Müllerwohnung mit der Originaleinrichtung zu sehen. Seit 2014 ist sie eine Schaumühle, die von Mai bis Oktober jeden ersten Sonntag im Monat von 13 bis 16 Uhr besichtigt werden kann.[77]
- Arboretum
1980 wurde im Stadtteil Heide ein Arboretum (→ Lage) angelegt. Der erste Baum war ein nordamerikanischer Riesen-Lebensbaum. Inzwischen stehen dort 24 verschiedene mit Informationstafeln versehene Baumarten, unter anderem ein Ginkgo, mehrere Riesenmammutbäume, eine Libanon-Zeder, aber auch einheimische Fichten, Tannen, Lärchen und Buchen.
- Karstquellenweg
→ Hauptartikel: KarstquellenwegDer 1989 angelegte Karstquellenweg auf den Gemarkungen von Oberkochen und Königsbronn ist ein knapp dreißig Kilometer langer Naturlehrpfad, der an fünfzehn Stationen die wichtigsten Wasseraufbrüche des oberen Brenz- und Kochertales diesseits und jenseits der europäischen Wasserscheide verbindet.
- Planetenweg
2023 wurde ein Planetenweg angelegt, der das Sonnensystem im Maßstab 1:1 Milliarde als Lehrpfad mit zwölf Stationen darstellt. Die rund sechs Kilometer lange Wanderstrecke beginnt in der Nähe vom Rathaus mit der Sonne (→ Lage) und endet am Volkmarsbergturm beim Kuipergürtel mit dem Zwergplanet Pluto. Nicht nur die Entfernungen, sondern auch die Größe von Sonne und Planeten sind maßstabsgerecht dargestellt. So ist die Sonne am Anfang des Planetenwegs eine Kugel mit einem Durchmesser von 1,4 Metern, während beispielsweise drei Stationen weiter nach 150 Metern der Planet Erde als ein nur 12 Millimeter großes Kügelchen in die Informationstafel eingearbeitet ist.

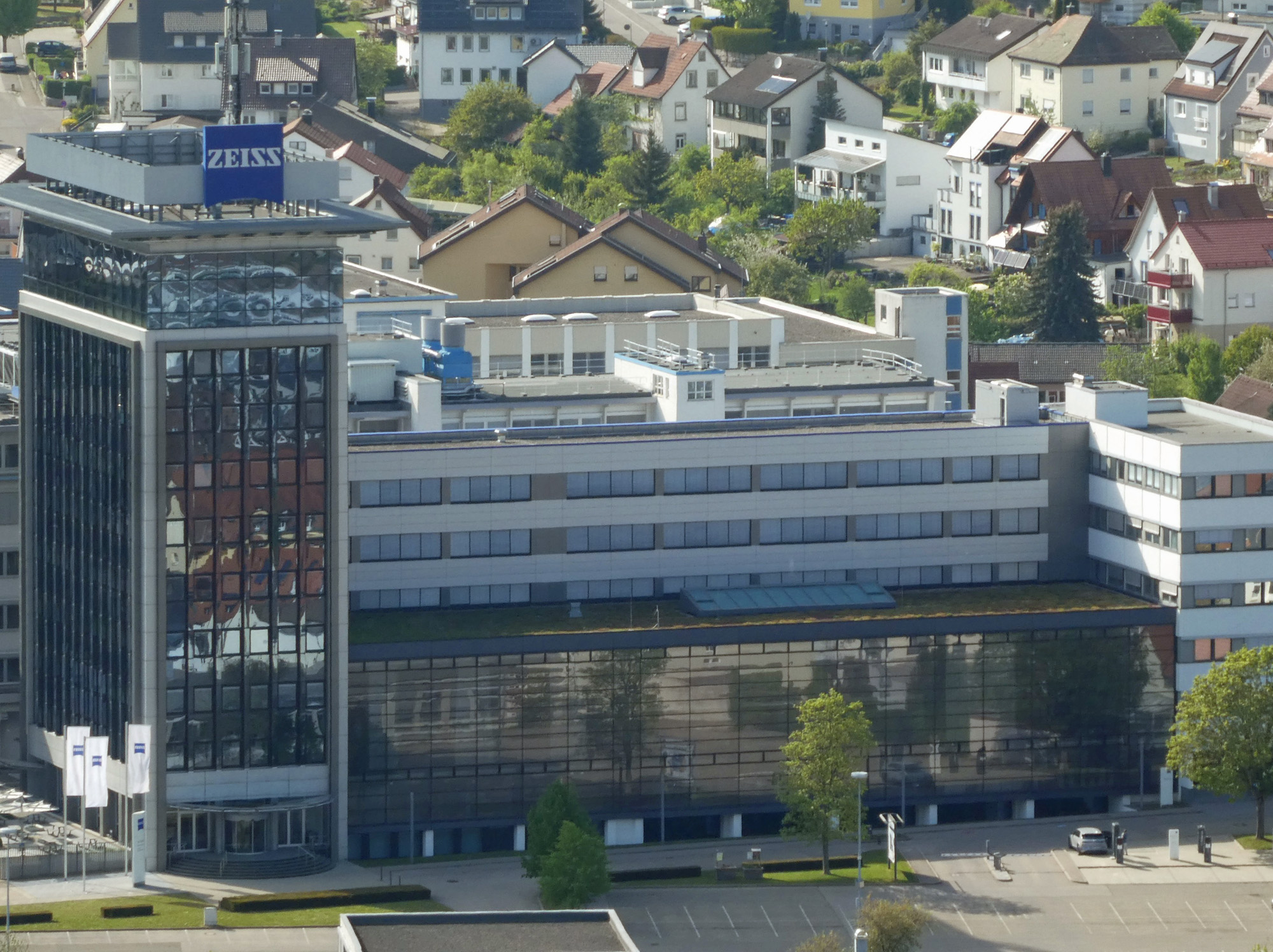
ZEISS Museum der Optik rechts vom Hochhaus im Erdgeschoss hinter der Glasfront
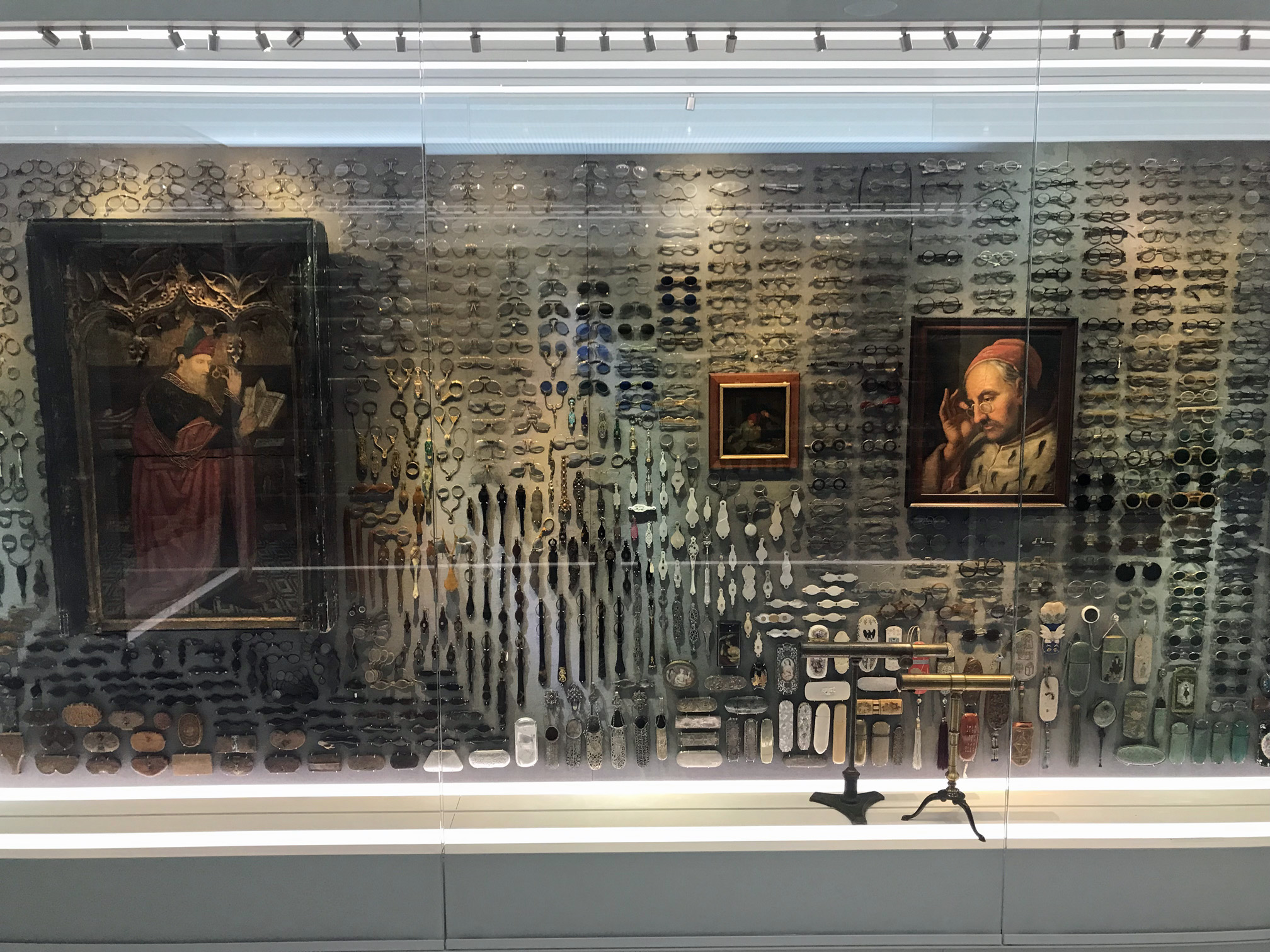
Brillensammlung im ZEISS Museum der Optik
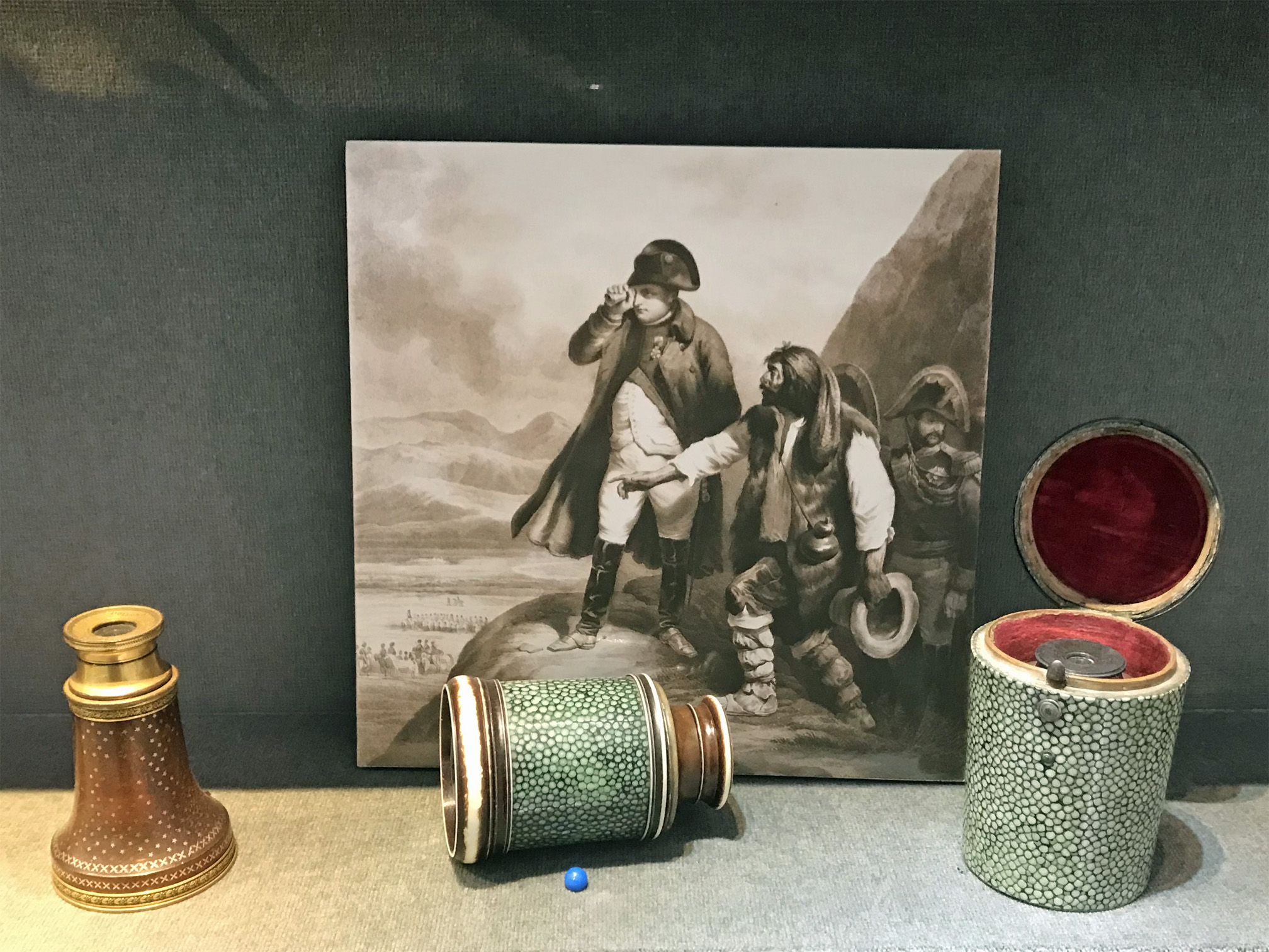
Handfernrohr von Napoleon im ZEISS Museum der Optik
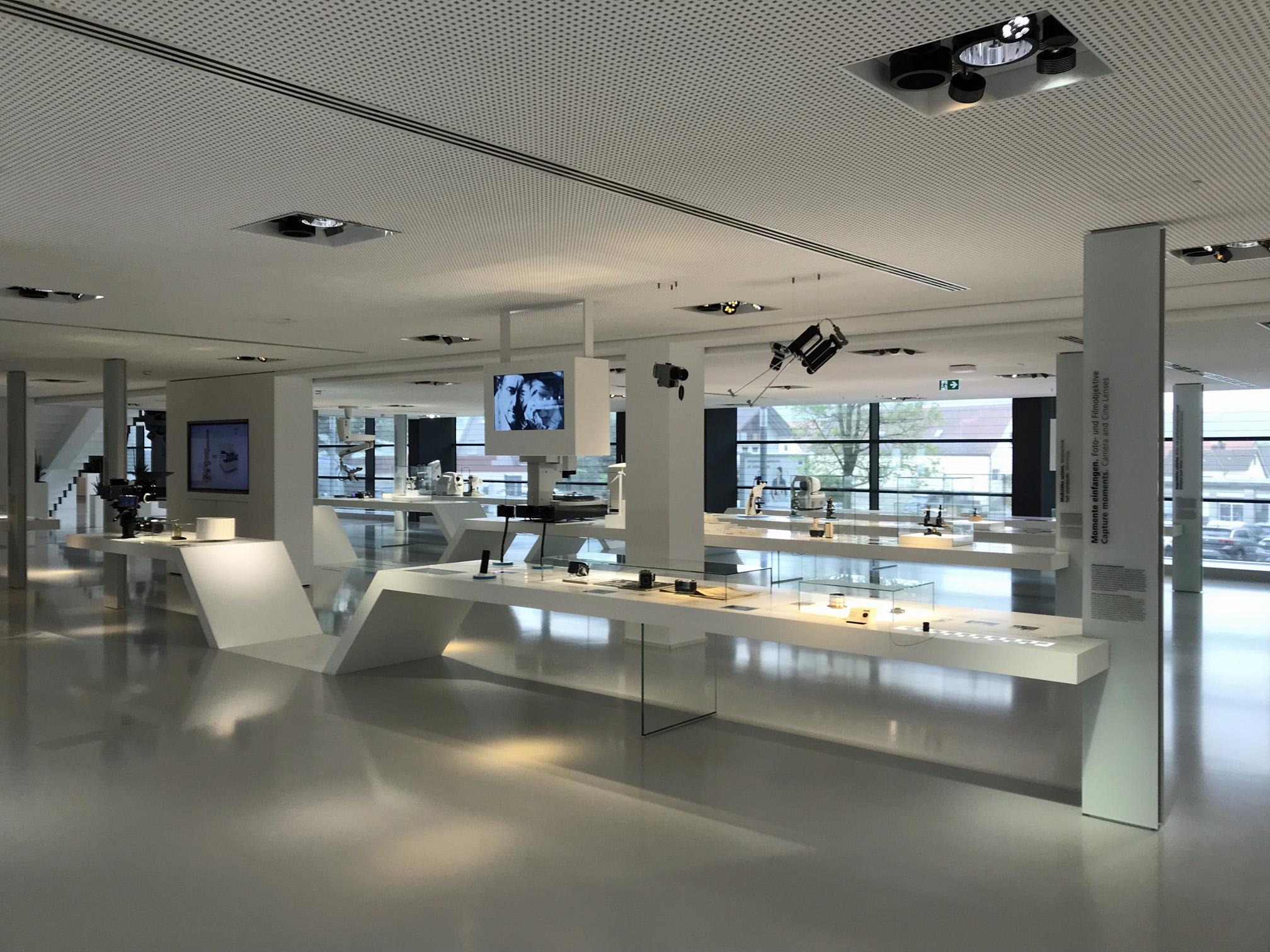
Moderne Technik im ZEISS Museum der Optik
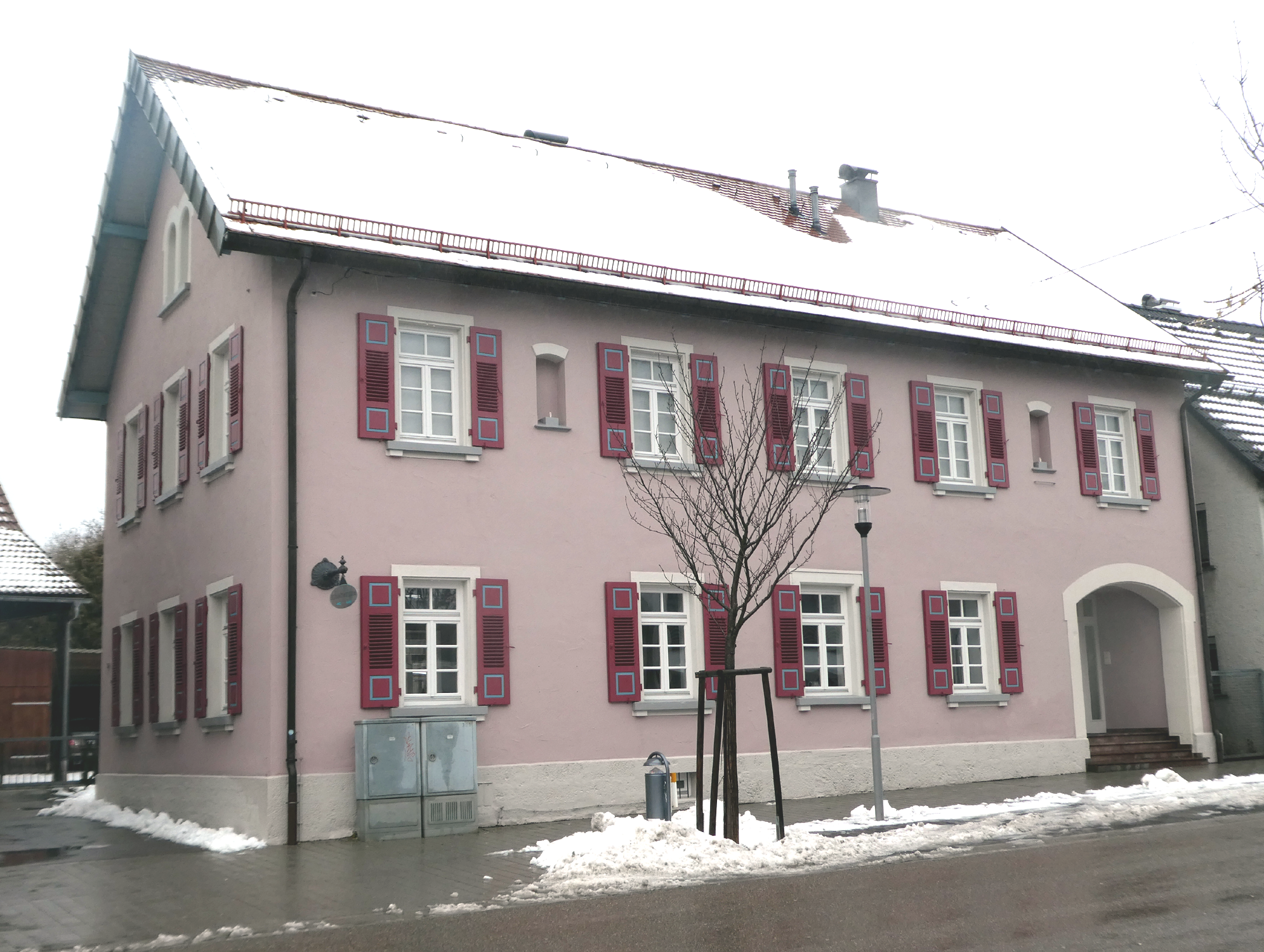
Schillerhaus, seit 1997 Heimatmuseum
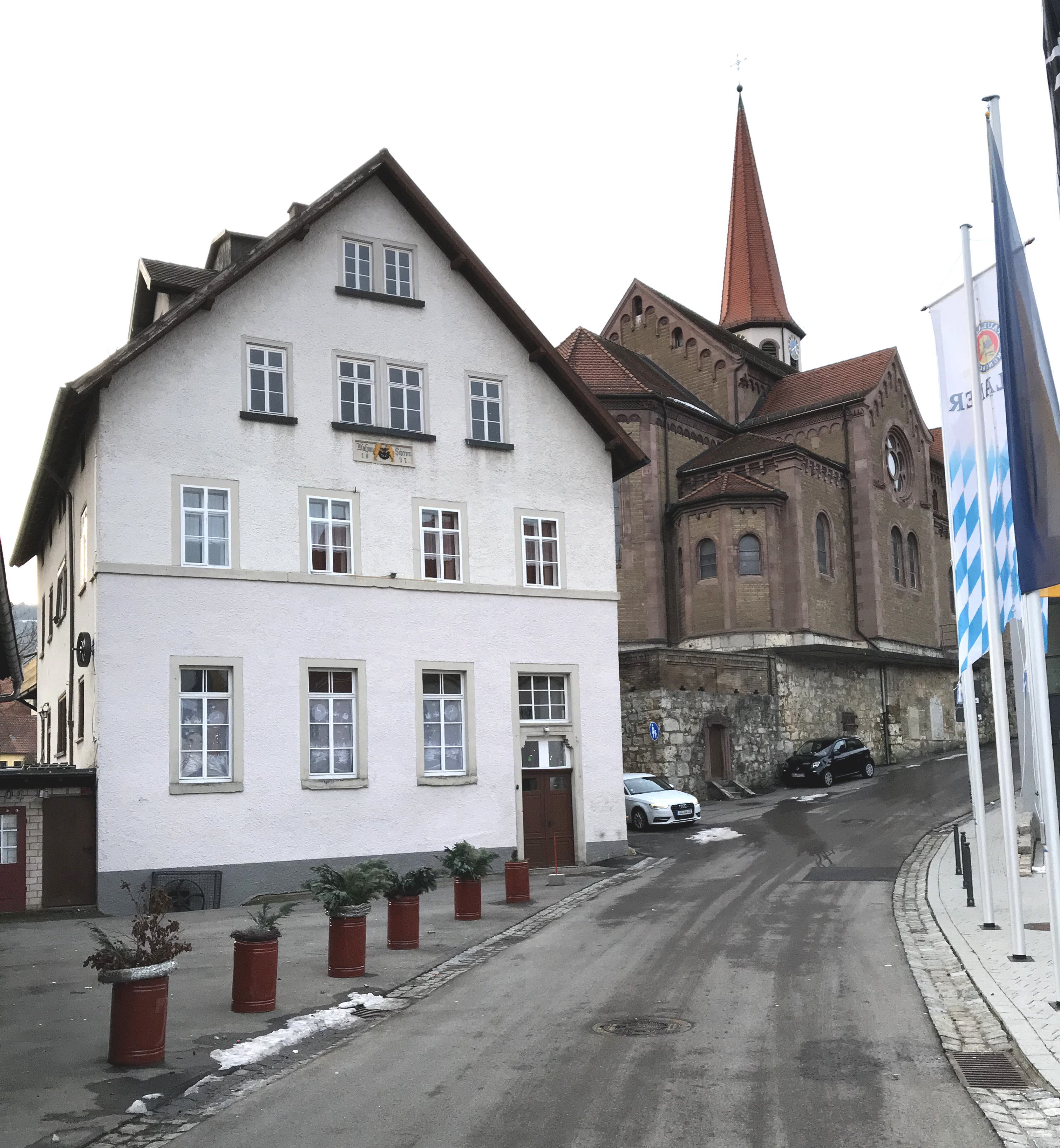
Schaumühle Scheerer-Mühle, im Hintergrund St. Peter und Paul
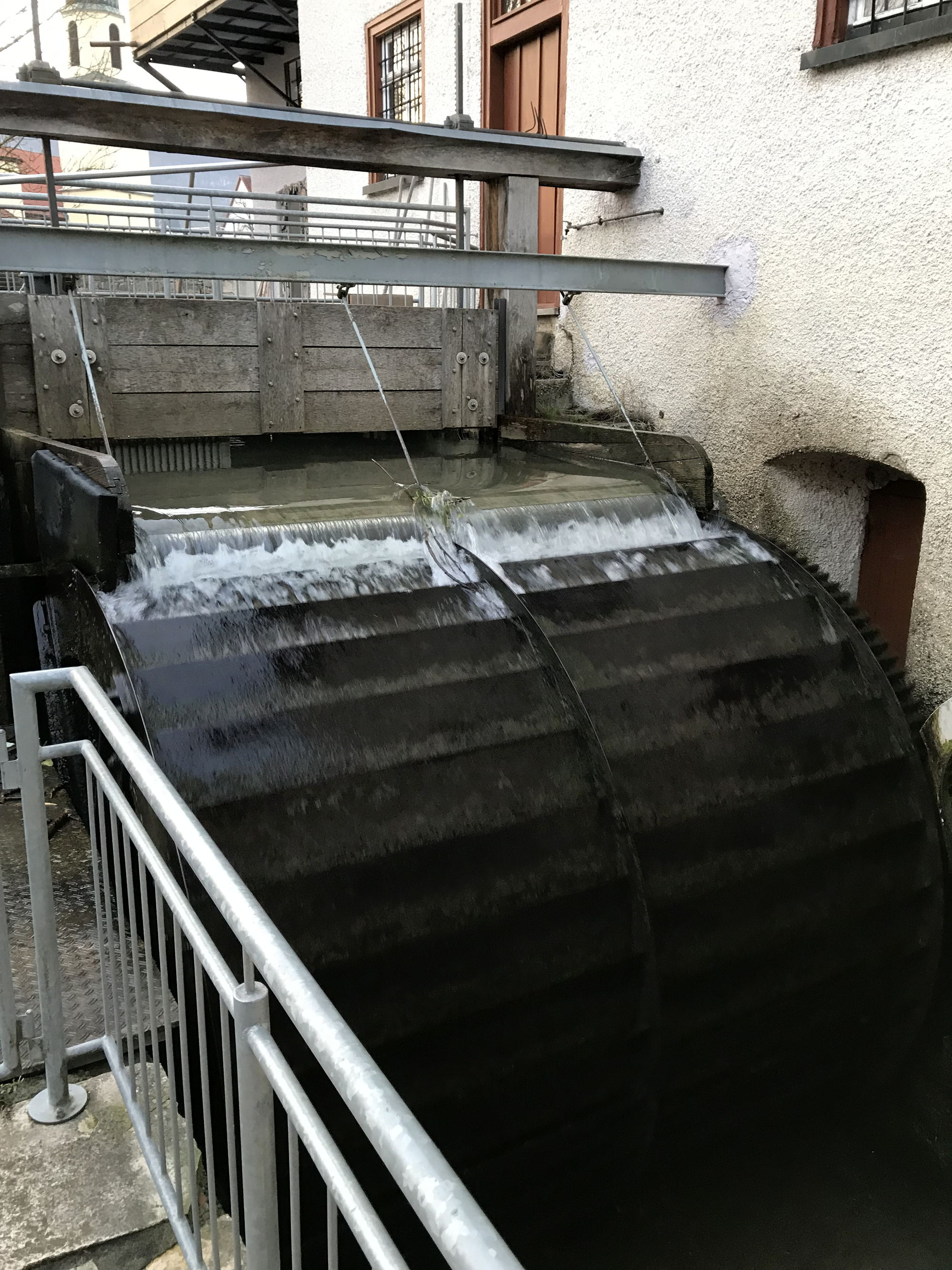
Restauriertes Mühlrad der Schaumühle Scheerer-Mühle
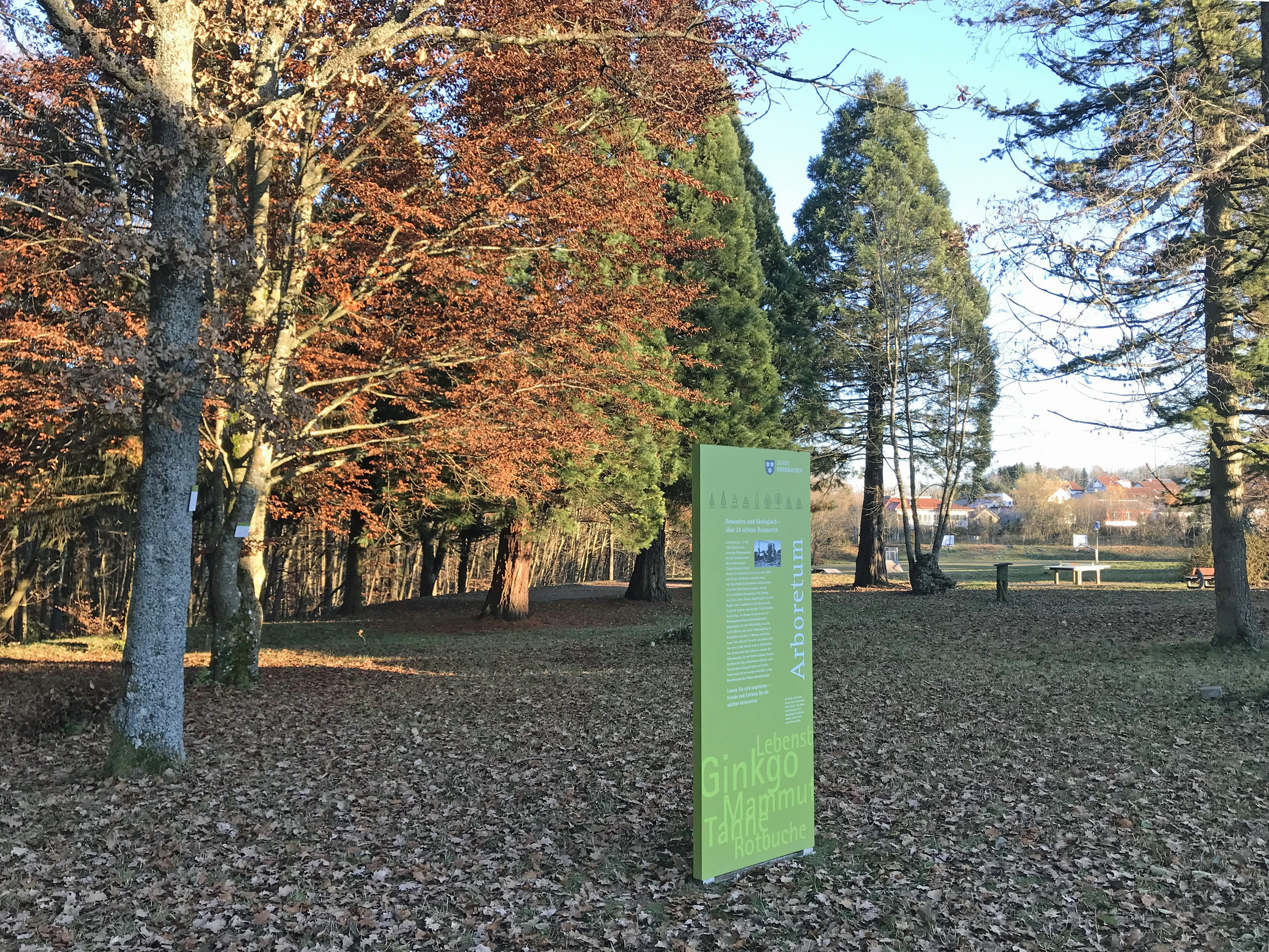
Arboretum im Stadtteil Heide
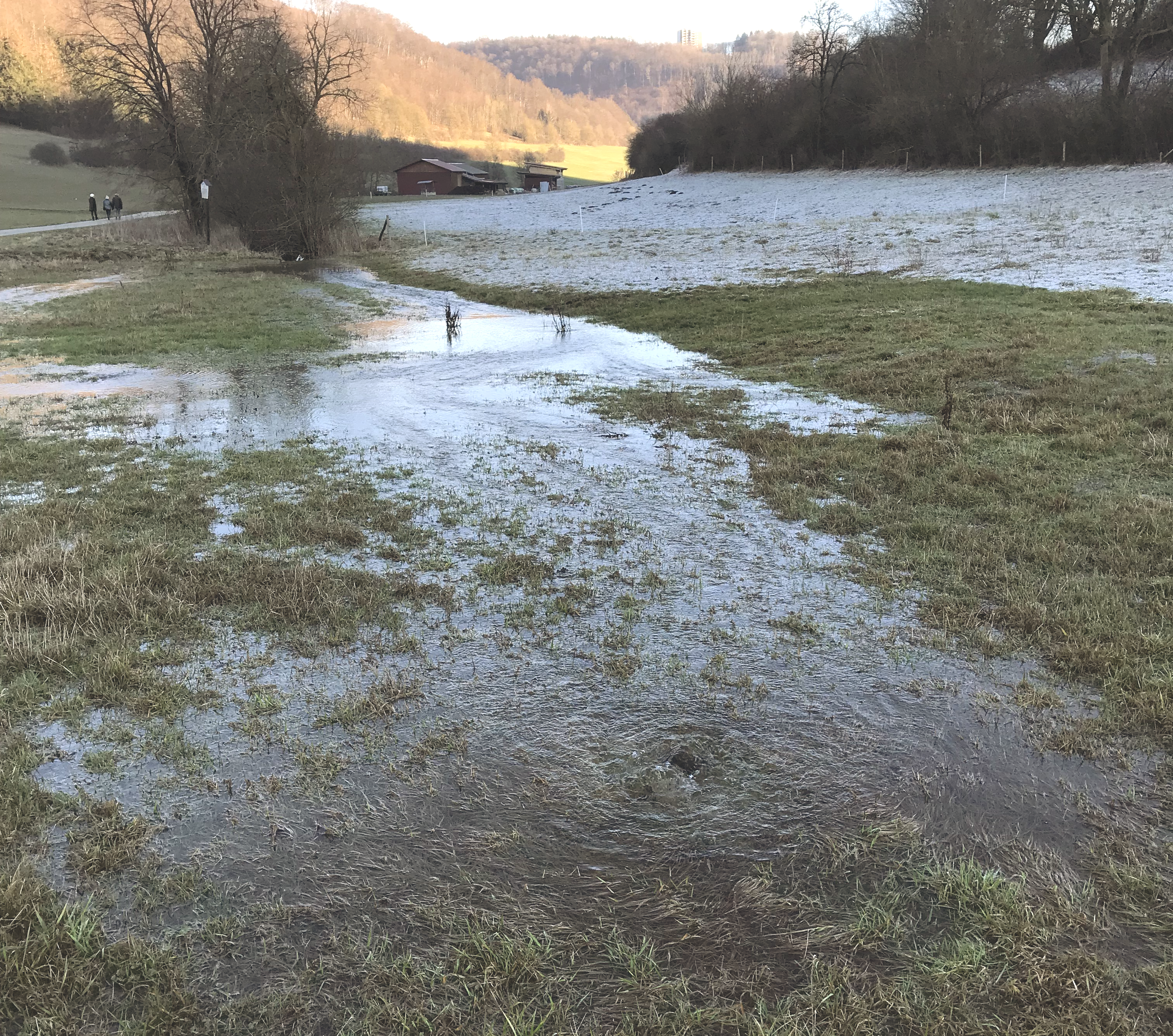
Hungerbrunnen im Wolfertstal am Karstquellenweg
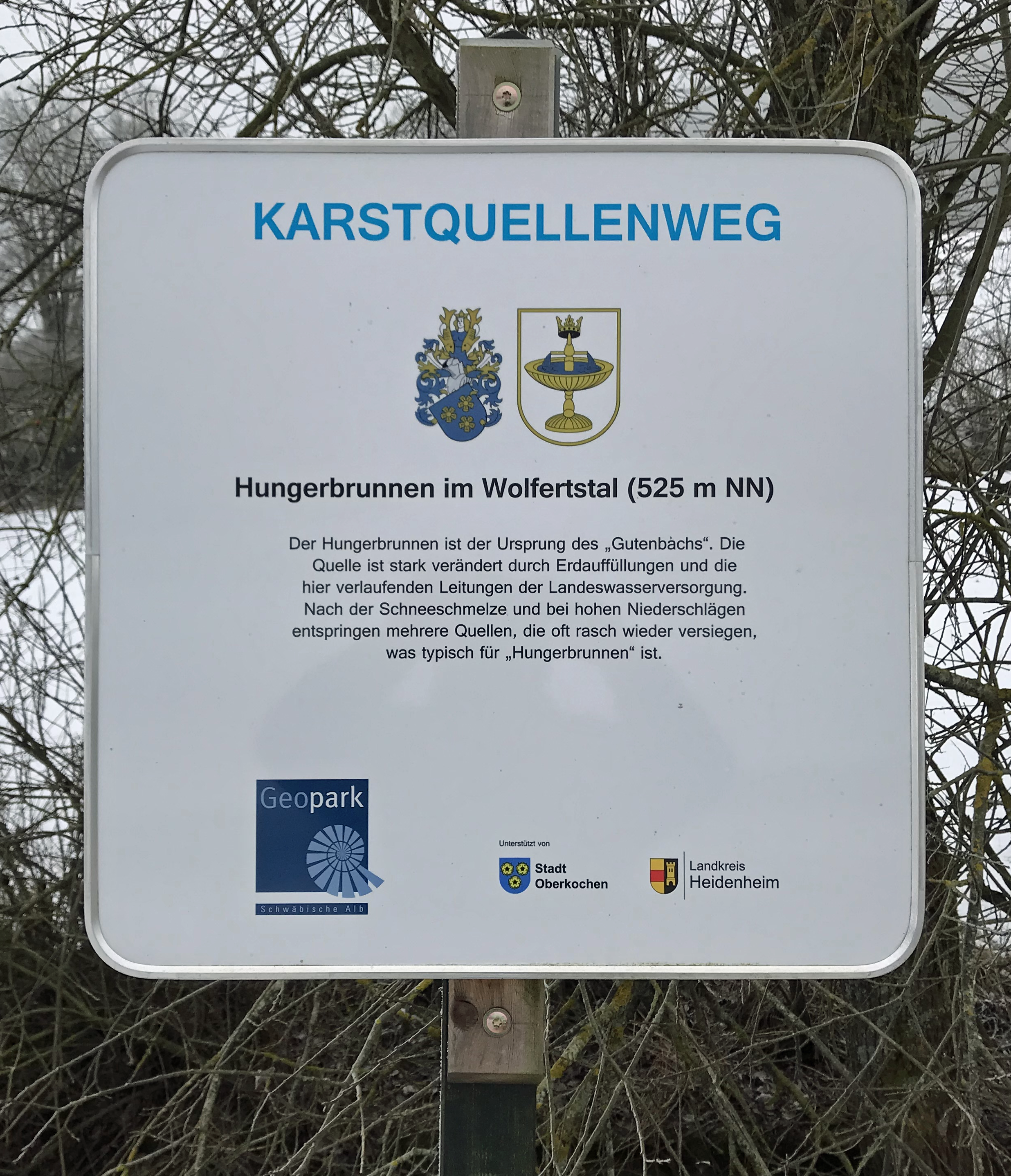
Infotafel am Karstquellenweg beim Hungerbrunnen
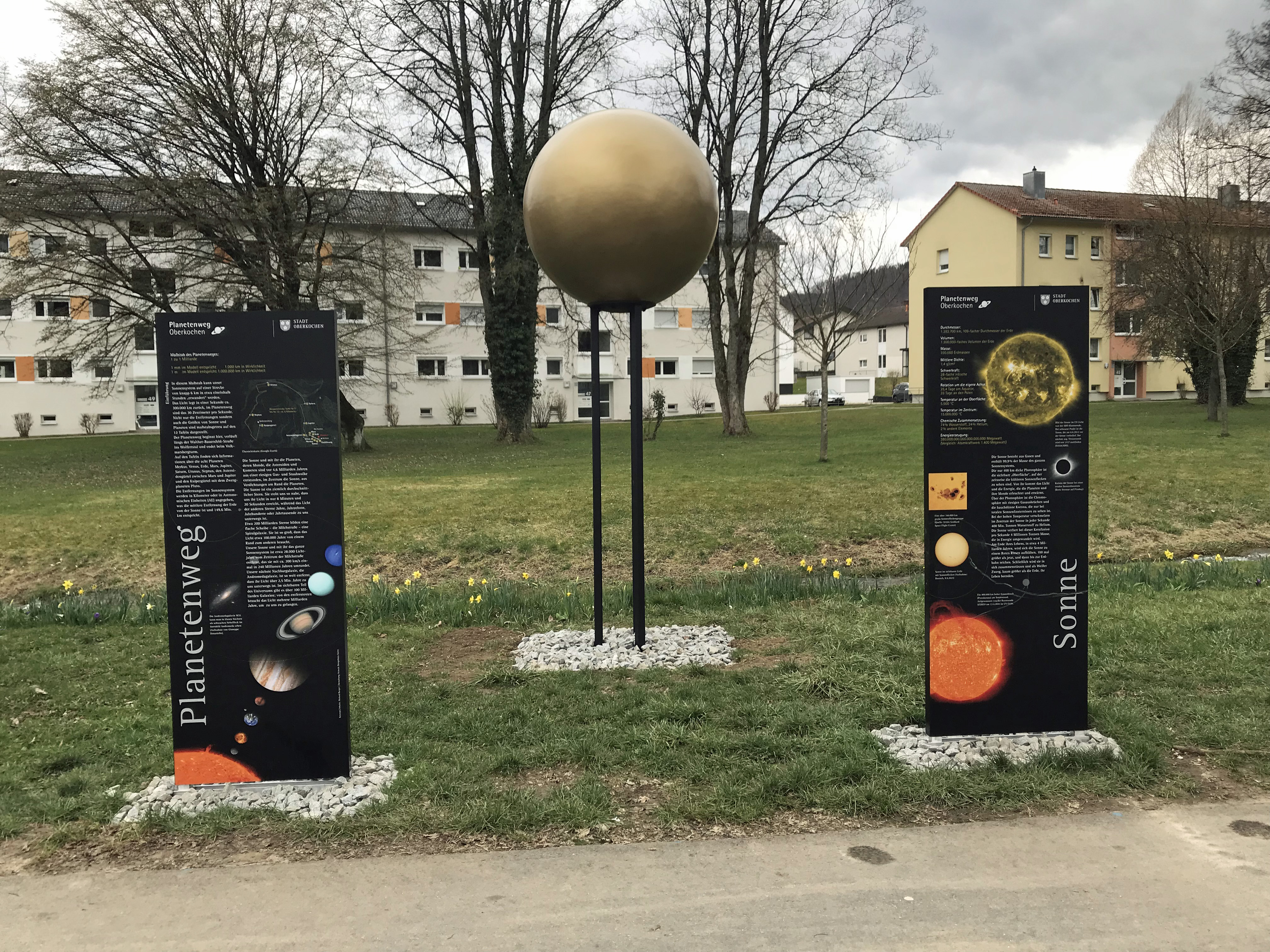
Anfang des Planetenwegs mit einem maßstabsgerechten Modell der Sonne
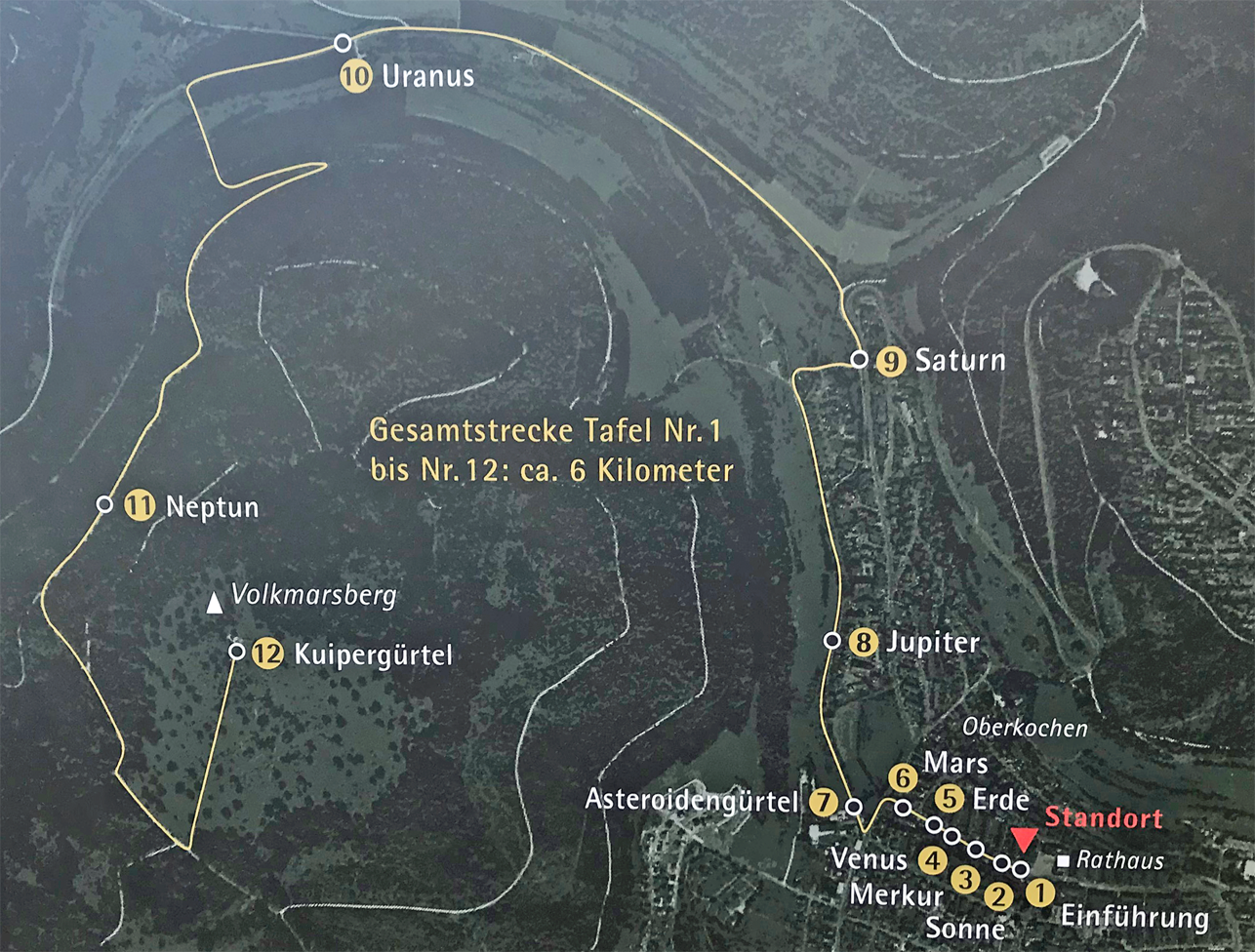
Wegbeschreibung des Planetenwegs

### Bauwerke

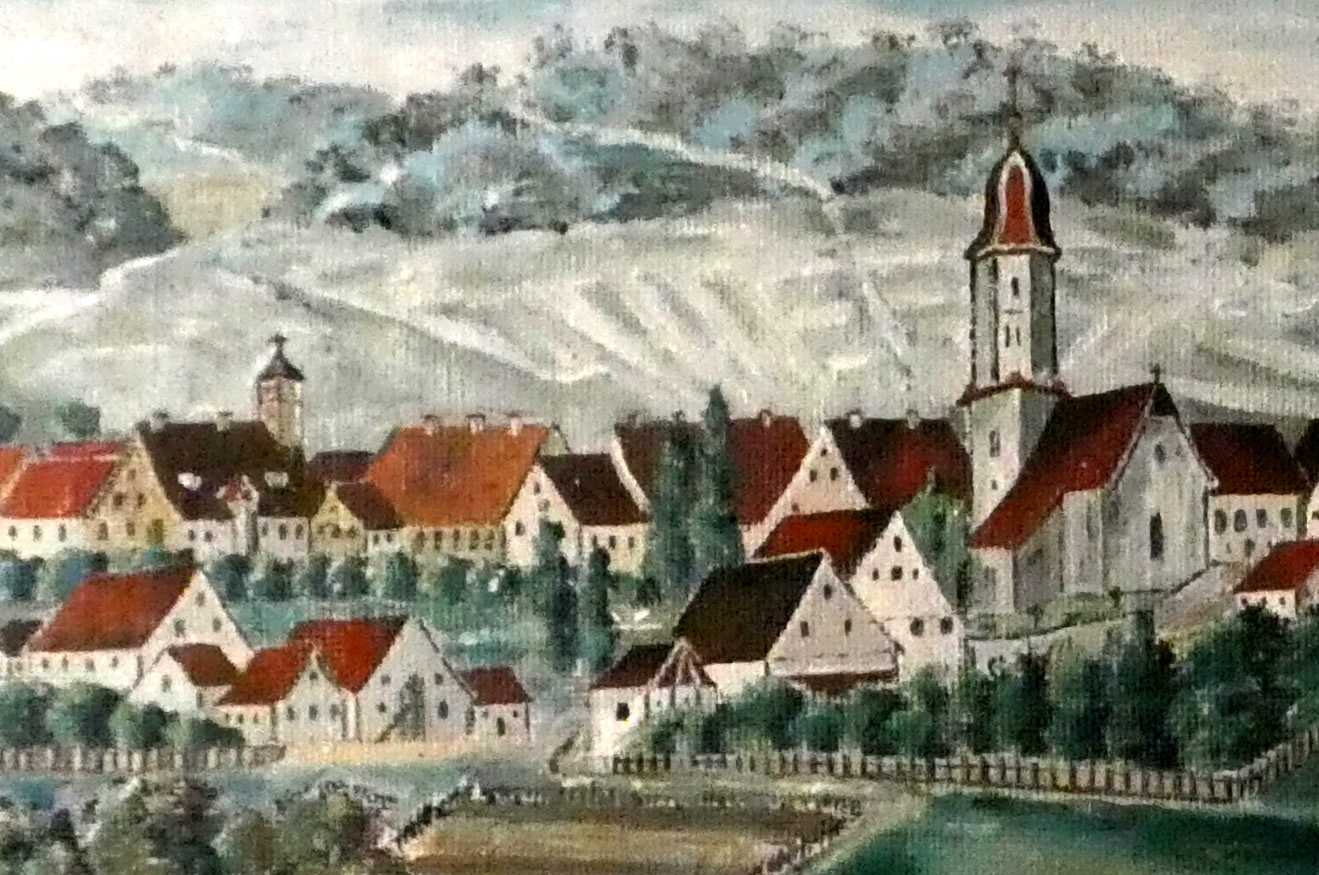
Oberkochen 1847 mit den Vorgängerbauten der evangelischen Kirche (mit Dachreiter), der katholischen Kirche (mit heute noch existierendem Turm), des Edith-Stein-Hauses (links daneben) und der Scheerer-Mühle (unterhalb)

- Schillerhaus
→ Hauptartikel: SchillerhausDas Schillerhaus war zwischen 1860 und 1938 evangelisches Schulhaus und Lehrerwohngebäude. Die Benennung erfolgte ohne historischen Bezug nach Friedrich Schiller, seit 1997 ist es Heimatmuseum.

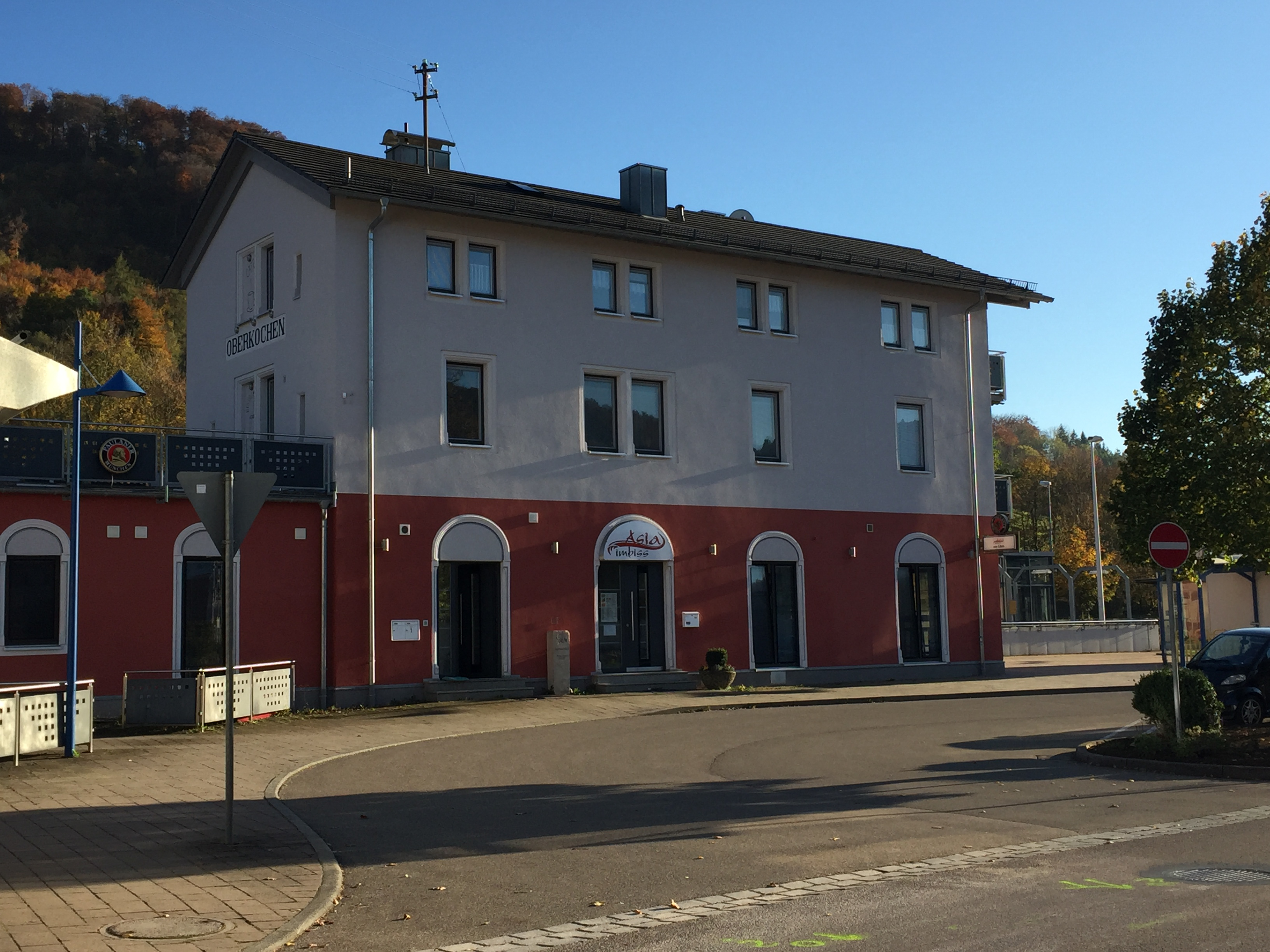
Ehemaliger Bahnhof
1863 von Georg von Morlok im Stil des Historismus erbaut und bis 2005 als Bahnhof der Bahnstrecke Aalen–Ulm genutzt. 2007 erwarb ihn ein privater Investor und restauriert ihn, seit 2009 gibt es eine Gastronomie im Erdgeschoss.
- Stadtbibliothek
Ehemalige evangelische Kirche aus dem Jahr 1875 an Stelle einer Vorgängerkirche aus dem Jahr 1581. Die Kirche, in der sich seit 1981 die Stadtbibliothek befindet, hatte ursprünglich einen Dachreiter, in dem drei Kirchenglocken hingen. Dieser wurde 1952 verstärkt, um eine vierte Glocke aufzunehmen. Da bei deren Inbetriebnahme das Kirchendach in gefährliche Schwingungen kam, wurde der Dachreiter entfernt und im Jahre 1953 der heutige Kirchturm errichtet, in dem die vier Glocken gefahrlos geläutet werden konnten.[78] Dort wurde im Jahre 1831 der Missionar und Afrikaforscher Christian Hornberger geboren. Er war der Sohn des evangelischen Pfarrers Johann Christian Hornberger, der mit seiner Familie in der Pfarrwohnung lebte, die sich direkt über dem Kirchenraum der Vorgängerkirche befand.
- Scheerer-Mühle
Die älteste urkundliche Erwähnung der Unteren Mühle soll aus dem Jahr 1357 stammen.[79] Sie wurde 1877 vom Müller Kaspar Scheerer neu errichtet und ist seit 1979 denkmalgeschützt. Der 2004 gegründete Mühlenverein Oberkochen restaurierte die Mühle und setzte sie wieder voll funktionsfähig instand. Seit 2014 ist sie Schaumühle des Mühlenvereins Oberkochen. Gegenüber das ehemalige Wirtschaftsgebäude, heute Wirtshaus Scheerer-Mühle.
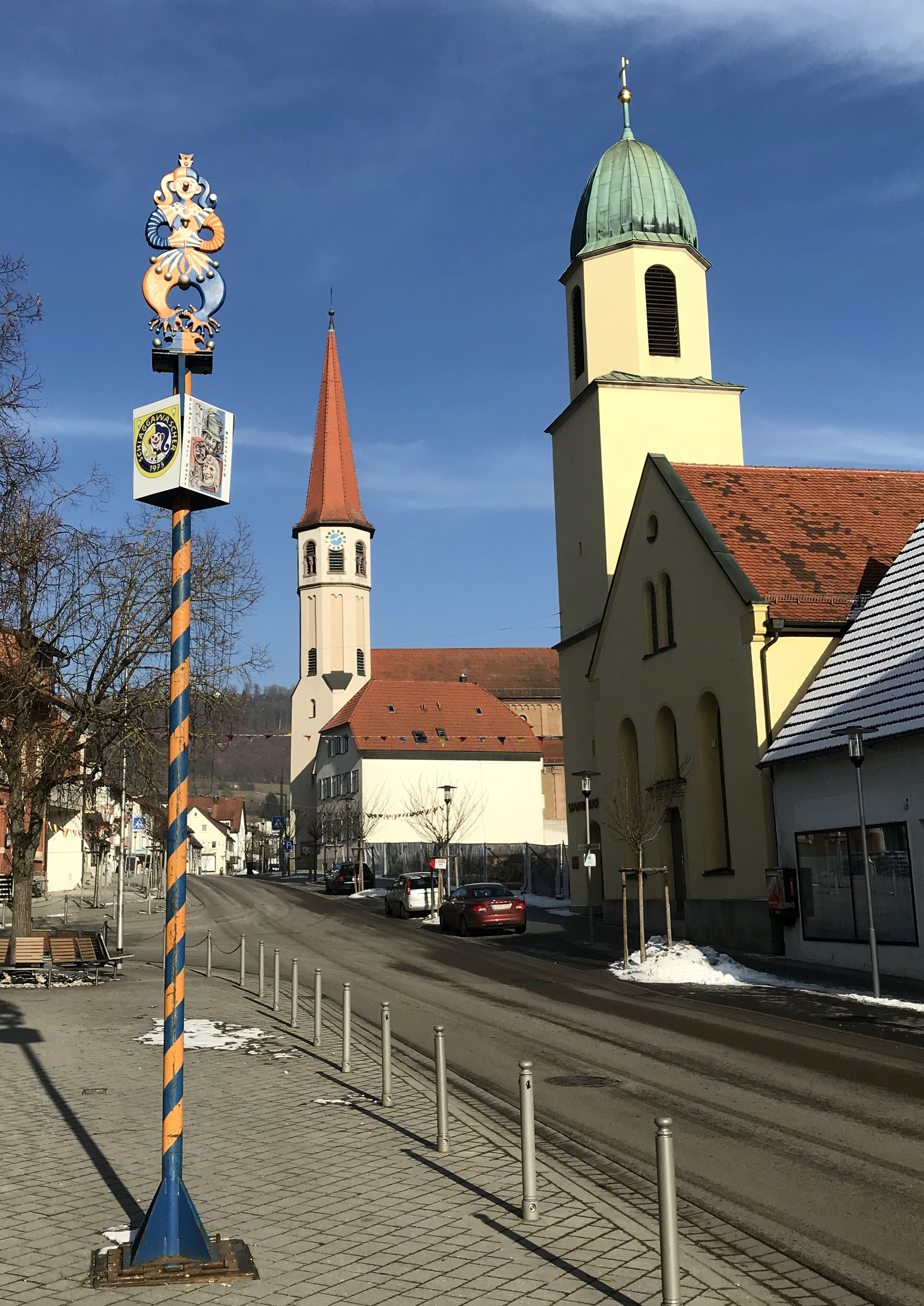
Katholische Pfarrkirche St. Peter und Paul → Hauptartikel: St. Peter und PaulDer am 25. Oktober 1900 geweihte neoromanische Bau ersetzte eine spätestens Anfang des 13. Jahrhunderts errichtete und im Kern romanische Vorgängerkirche, die ursprünglich St. Peter hieß. Der quadratische Turmsockel stammt noch aus dieser Zeit und ist das mit Abstand älteste Bauwerk Oberkochens.
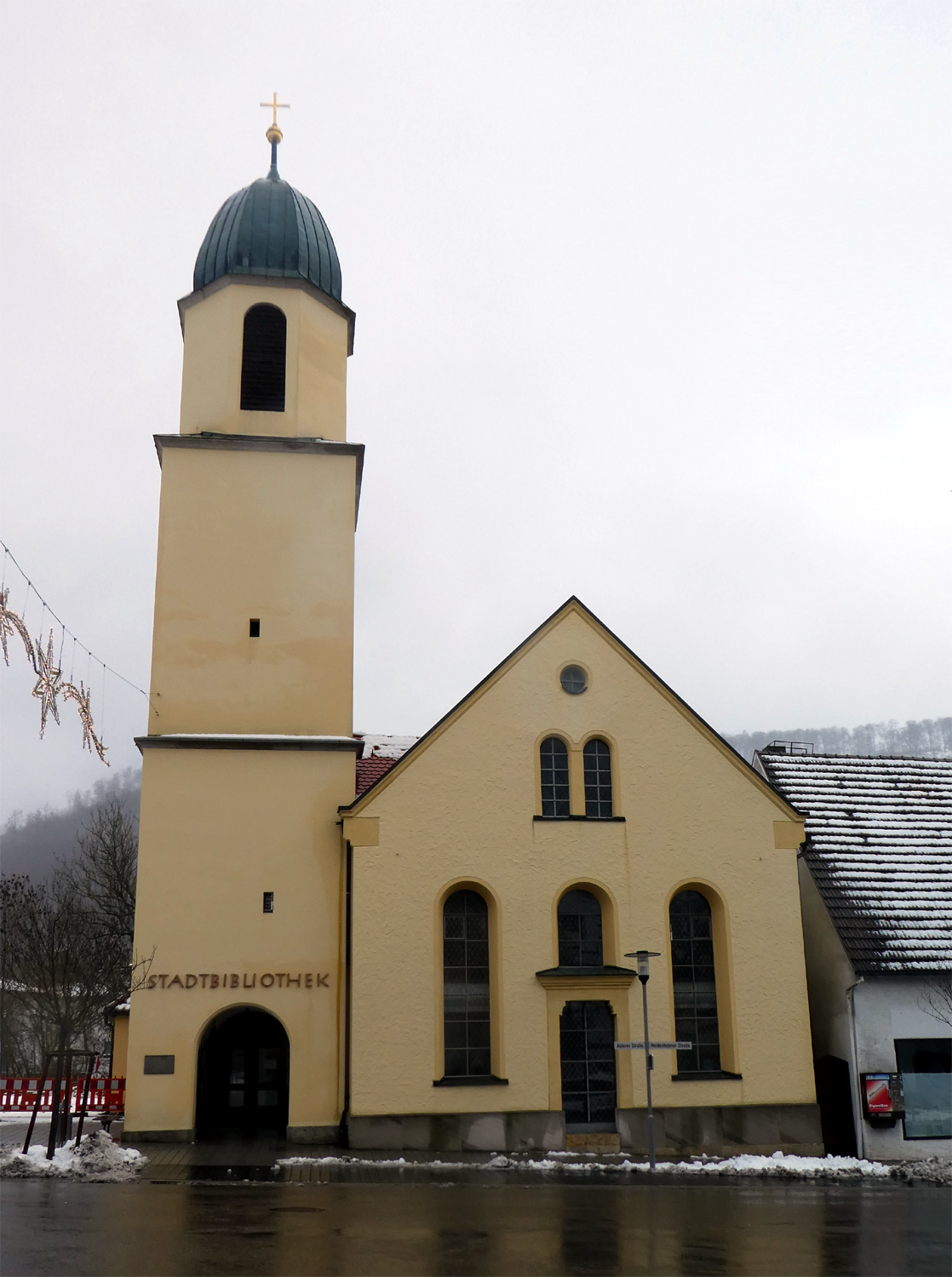
Frühere evangelische Pfarrkirche, heute Stadtbibliothek
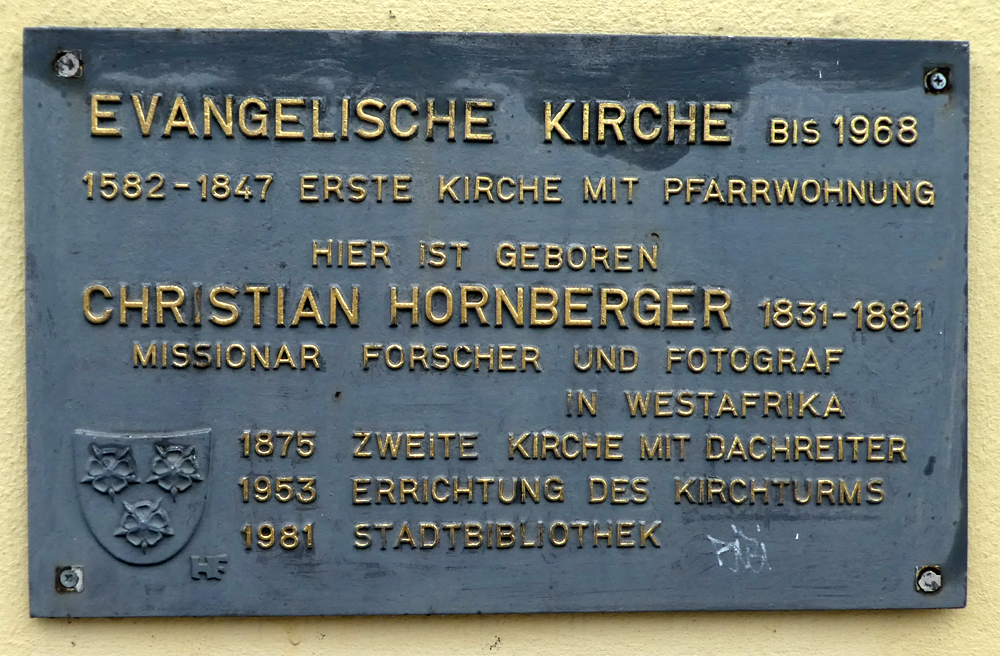
Gedenkplatte zur Erinnerung an den hier geborenen Christian Hornberger an der Stadtbibliothek
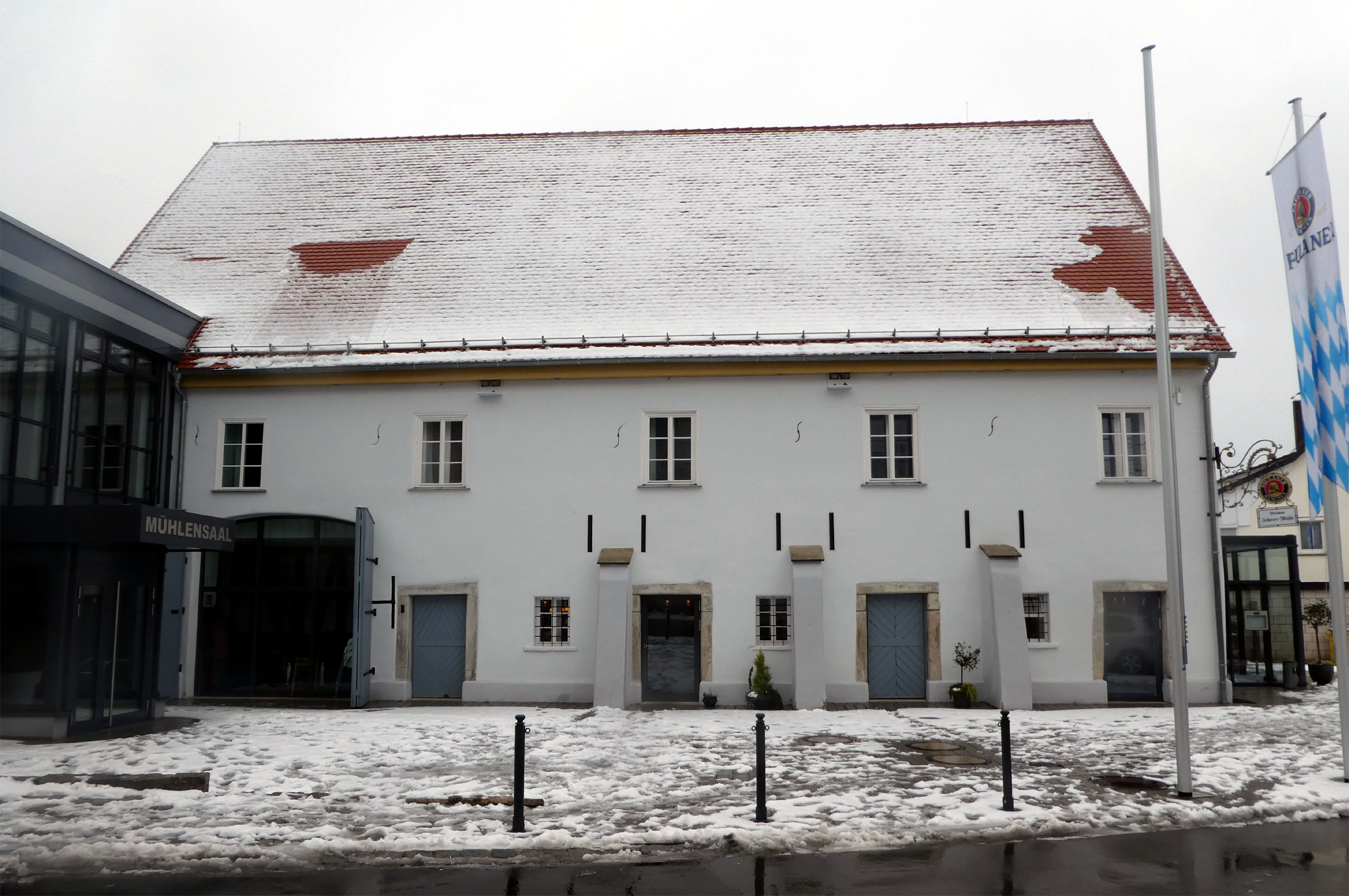
Früheres Wirtschaftsgebäude der Scheerer-Mühle, heute Wirtshaus Scheerer-Mühle

- Fuchsbau
Der rote Backsteinbau in der Dreißentalstraße, der auf Grund seiner Farbe Fuchsbau genannt wird, wurde im Jahre 1900 am damaligen westlichen Ortsrand von Oberkochen als neue katholische Schule errichtet. Daraus entstand die heutige Dreißentalschule. Von 1978 bis 2023 war hier die Musikschule Oberkochen-Königsbronn untergebracht.
- Evangelische Versöhnungskirche
→ Hauptartikel: VersöhnungskircheDie am 15. Dezember 1968 eingeweihte Versöhnungskirche hat einen Campanile und ist geprägt von den zeitgenössischen Baumaterialien Beton, Holz und Glas.
- Rathaus
1967 im Rahmen der bevorstehenden Stadterhebung am damals neu errichteten Eugen-Bolz-Platz erbaut, zwischen 2009 und 2011 umfassend restauriert. Daneben das Vilotel, ein Hotelneubau aus dem Jahr 2018 anstelle des früheren Rathaushotels von 1968. Im Zuge der Neugestaltung des Eugen-Bolz-Platzes wurde die 1968 von Ernst Wanner geschaffene und von der Firma Carl Zeiss gespendete Sonnenuhr auf die gegenüberliegende Straßenseite umgesetzt.[80]
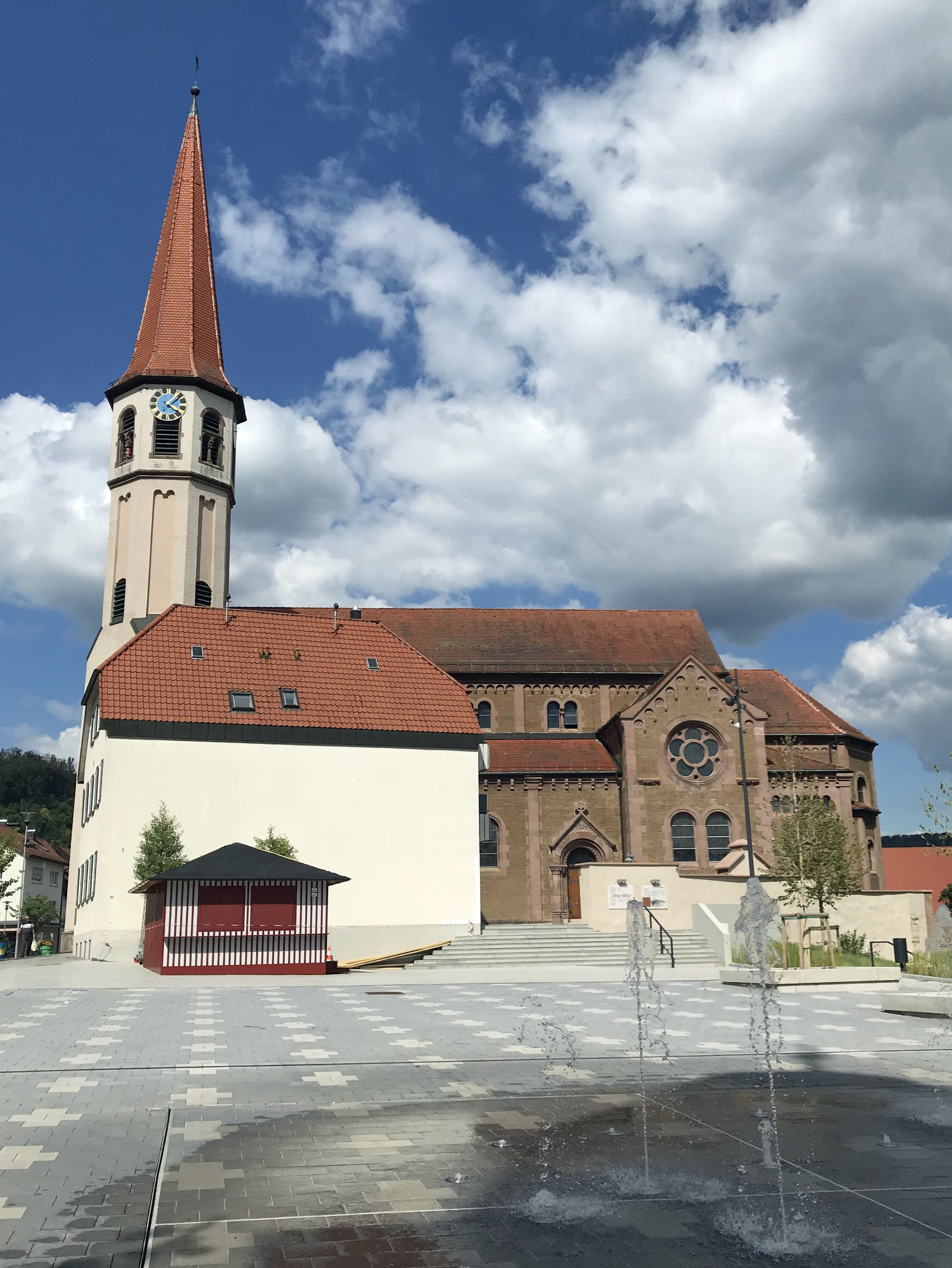
Edith-Stein-Haus 1755 neben der katholischen Kirche St. Peter und Paul als katholisches Schulhaus erbaut, Benennung ohne historischen Bezug nach Edith Stein, 1997 Neubau mit fast identischer Fassade, heute Katholisches Pfarramt.
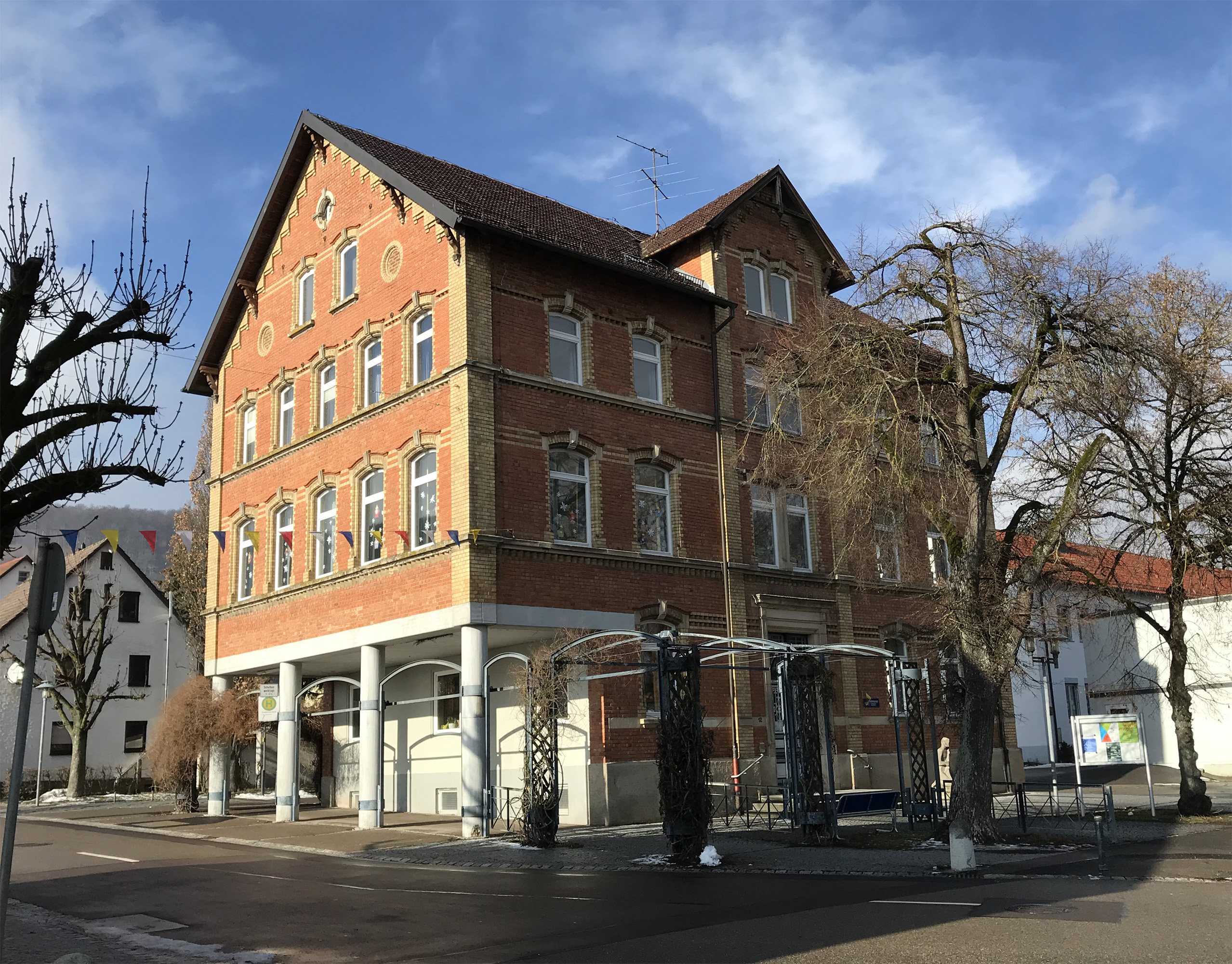
Fuchsbau, heute Dreißentalschule
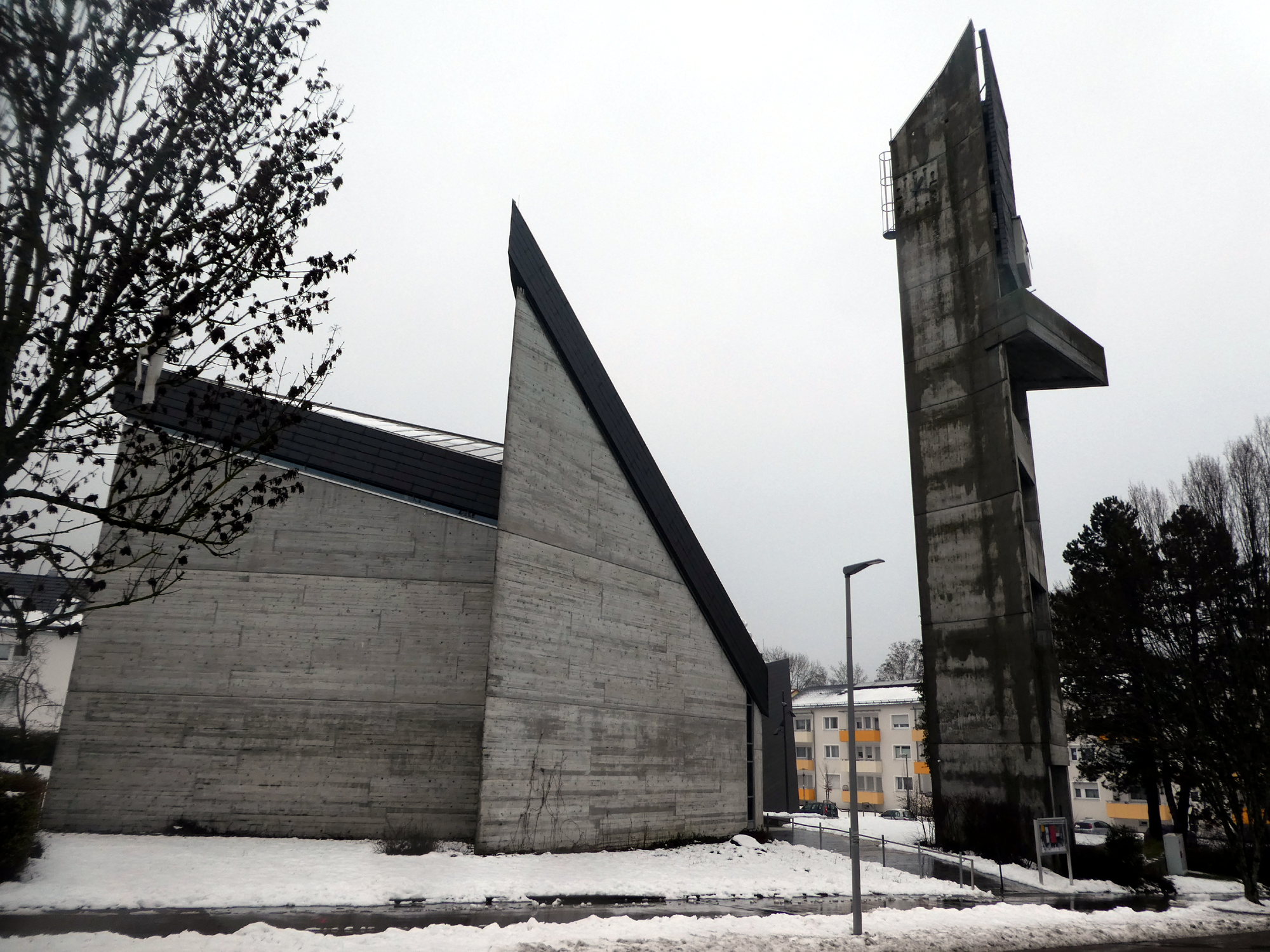
Evangelische Versöhnungskirche
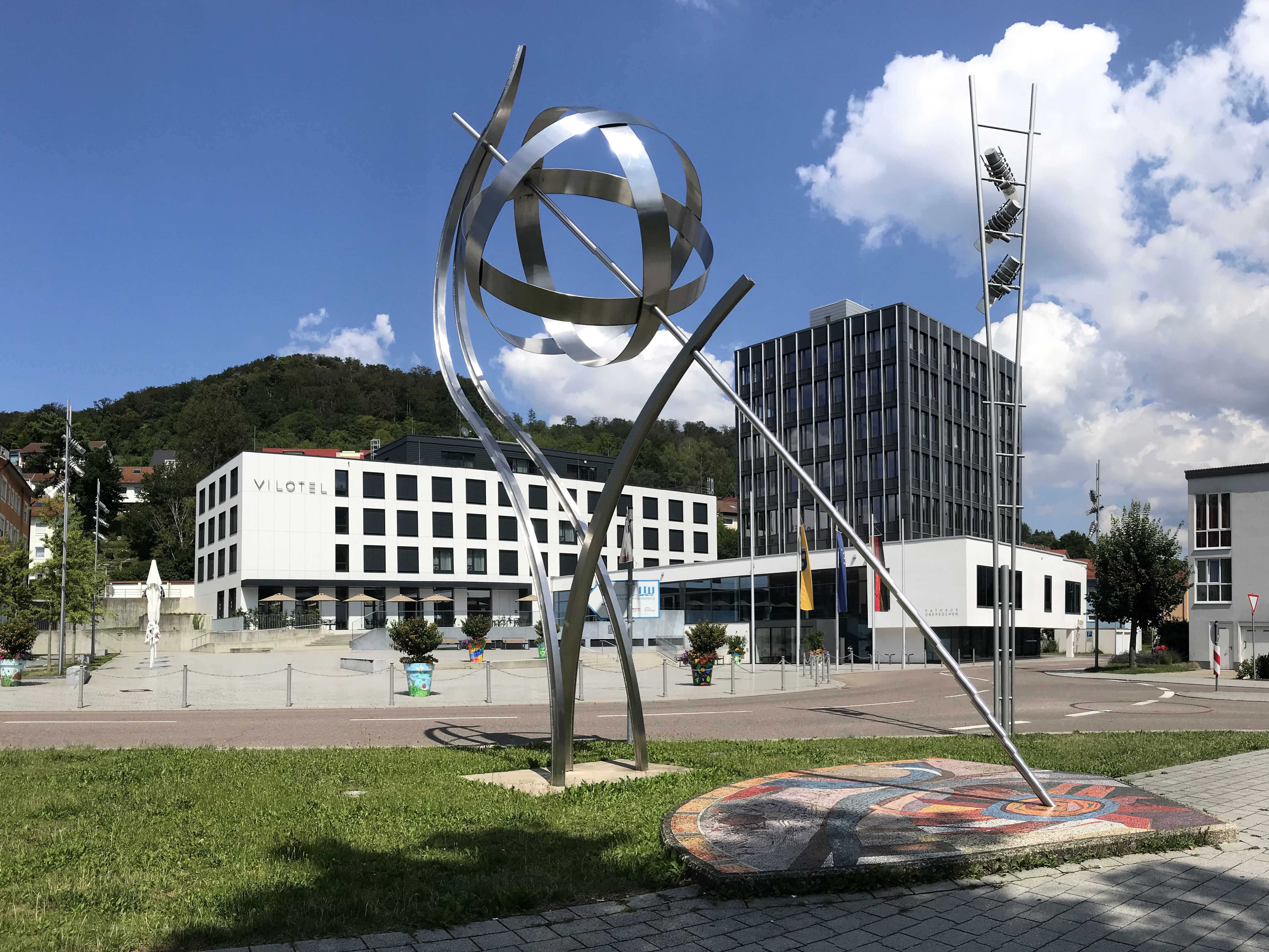
Eugen-Bolz-Platz mit Rathaus (rechts) und Hotel „Vilotel“, im Vordergrund die 1968 von Ernst Wanner geschaffene Sonnenuhr
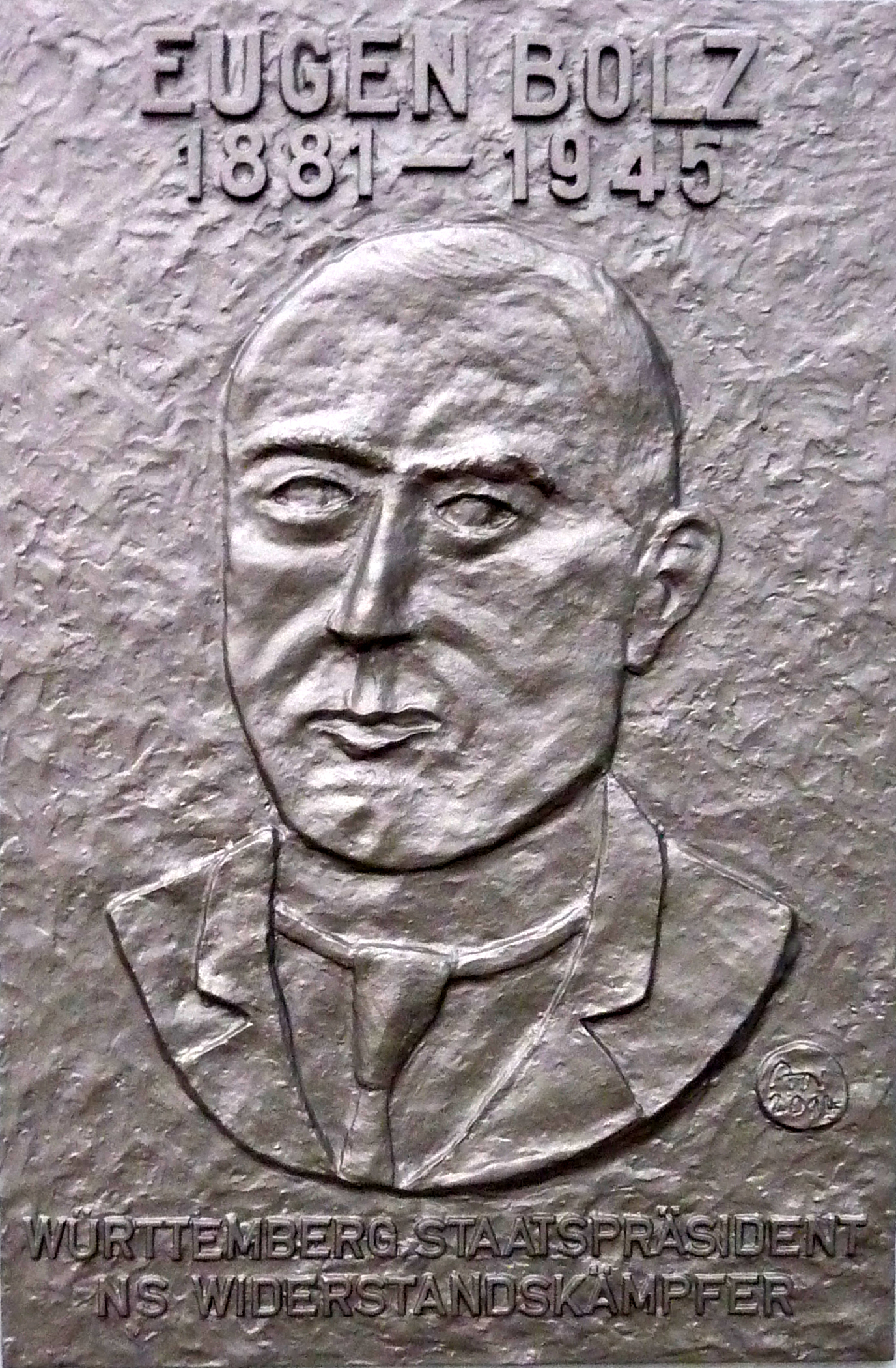
Relief am Eugen-Bolz-Platz beim Eingang zum Rathaus
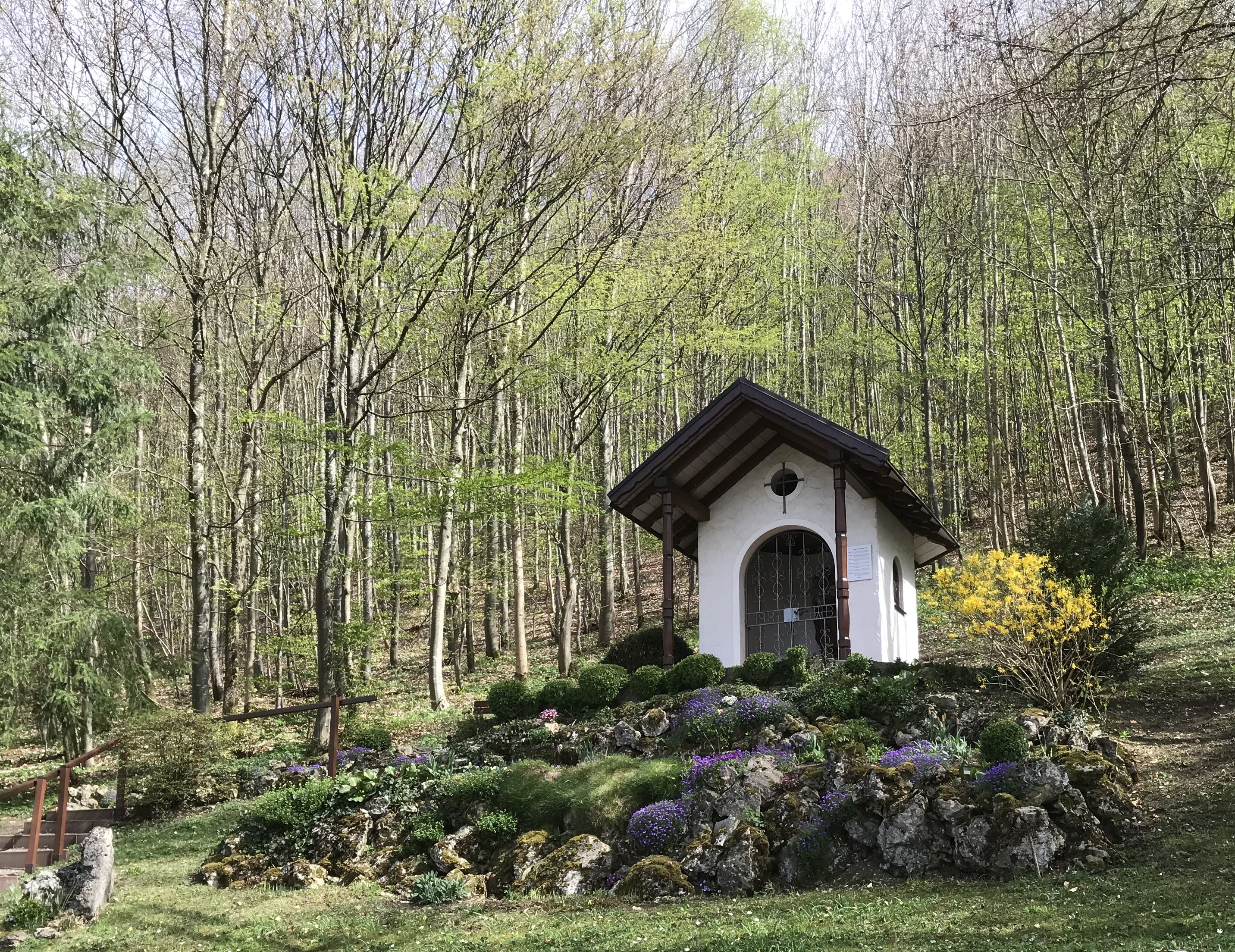
Josefskapelle
Die dem Heiligen Josef gewidmete Kapelle steht an einem durch Oberkochen führenden Abschnitt des Jakobswegs. Sie wurde 1987 in Privatinitiative und erst mit nachträglicher Baugenehmigung am Fuße des Rodsteins errichtet.[81]
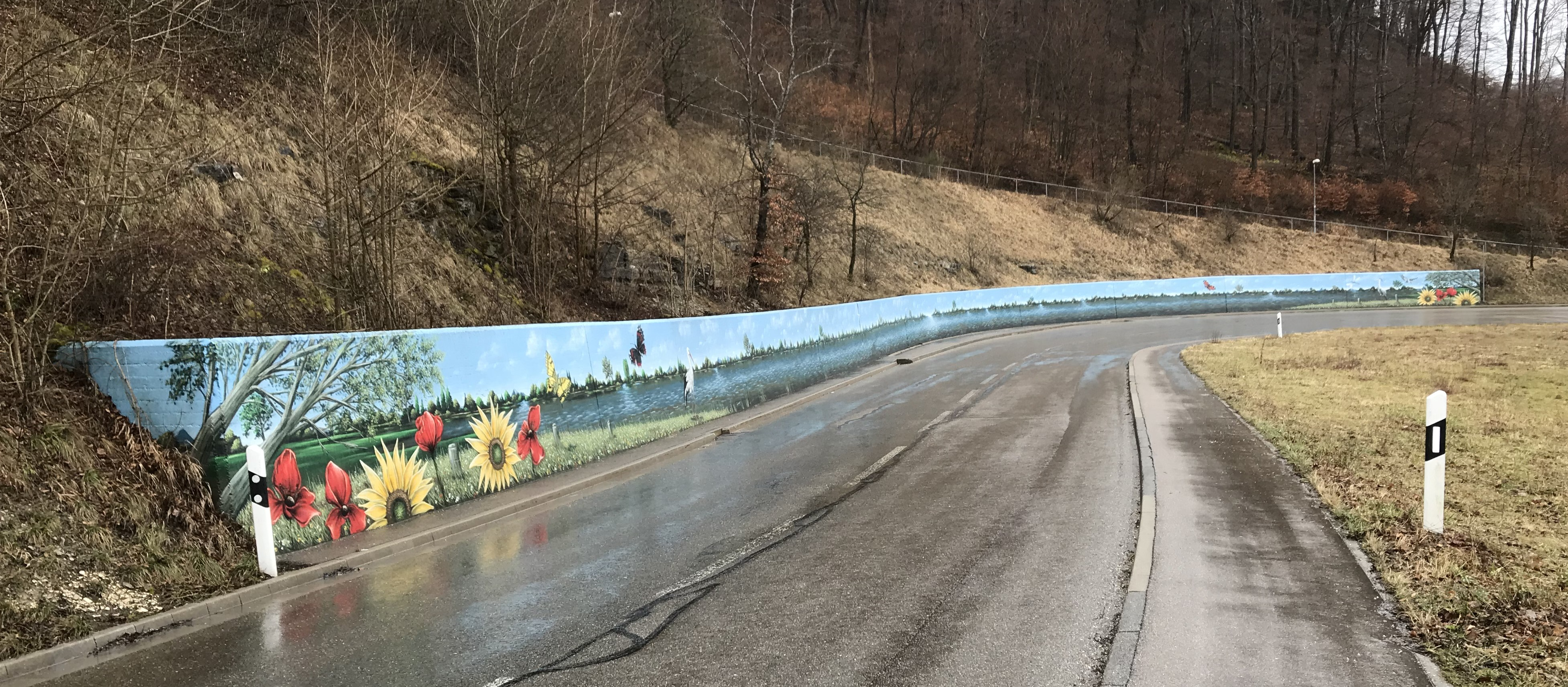
Heidemauer Im Sommer 2012 wurde eine 90 Meter lange und zwei Meter hohe Mauer an der Straße zum Stadtteil Heide mit einer Phantasielandschaft mit Blumen, Vögeln und Insekten bemalt. Lars Oschatz (Berlin) und Martina Fuchs (Altstätten) wandten dabei eine Mischtechnik mit Spraydosen und Airbrush an.
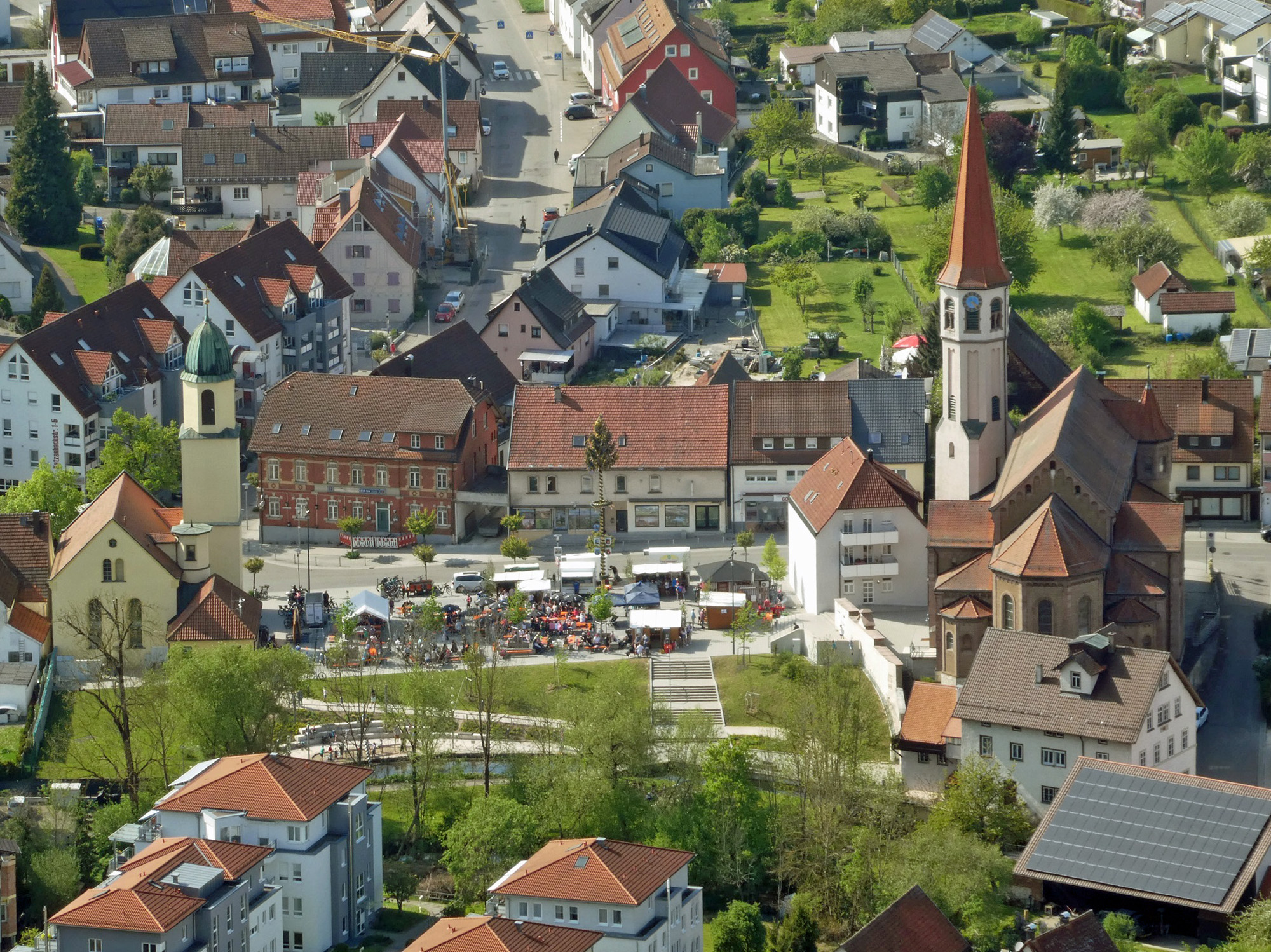
Neue Mitte
Zwischen Stadtbibliothek und St. Peter und Paul wurde im Mai 2020 ein 1.100 Quadratmeter großer multifunktionaler Platz fertiggestellt, der „Neue Mitte“ heißt und auch den darunterliegenden Kocher mit einbezieht.

- Ehemaliger Bahnhof
- Ortsmitte mit Narrenbaum der Oberkochener Narrenzunft „Schlagga-Wäscher“, Stadtbibliothek und St. Peter und Paul
- Frühere evangelische Pfarrkirche, heute Stadtbibliothek
- Gedenkplatte zur Erinnerung an den hier geborenen Christian Hornberger an der Stadtbibliothek
- Früheres Wirtschaftsgebäude der Scheerer-Mühle, heute Wirtshaus Scheerer-Mühle
- St. Peter und Paul, davor das Edith-Stein-Haus
- Fuchsbau, heute Dreißentalschule
- Evangelische Versöhnungskirche
- Eugen-Bolz-Platz mit Rathaus (rechts) und Hotel „Vilotel“, im Vordergrund die 1968 von Ernst Wanner geschaffene Sonnenuhr
- Relief am Eugen-Bolz-Platz beim Eingang zum Rathaus
- Josefskapelle am Fuße des Rodsteins
- 90 Meter langes Airbrush an der Straße zum Stadtteil Heide (2012)
- „Neue Mitte“ vom Rodstein aus gesehen

### Brunnen und Gedenksteine
- Lindenbrunnen
Der 1922 zum Gedenken der Gefallenen im Ersten Weltkrieg errichtete Brunnen ist heute ein Mahnmal für die Kriegstoten beider Weltkriege. Er stand ursprünglich auf einer nicht mehr existierenden Verkehrsinsel an der Einmündung der Katzenbachstraße in die Aalener Straße/Heidenheimer Straße. Im Rahmen einer Innenstadtsanierung wurde er 1989 mit einer hydraulischen Presse rund zehn Meter weit an den heutigen Standort verschoben.[85]
- Gänsebrunnen
Der 1962 auf Initiative des damaligen Bürgermeisters Gustav Bosch in der Katzenbachstraße erbaute Brunnen mit einem Gänsehirten soll daran erinnern, dass sich dort früher ein Gänsgarten mit einer Tränke befand, in dem Gänse der Dorfbewohner gehütet wurden.[86]
- Bohrermacherbrunnen
Der 1990 in der Innenstadt aufgestellte Brunnen von Karl Ulrich Nuss erinnert an die industriellen Grundlagen Oberkochens. Dargestellt ist ein Brunnenbohrer.[87] Laut Gravur in der runden Bodenplatte wurde er von der Firma Leitz gestiftet und bei Strassacker in Süßen gegossen.
- Gedenkstein an der CDU-Eiche
Am 3. Oktober 1993 pflanzte der CDU-Stadtverband Oberkochen am zweiten Jahrestag des Tags der Deutschen Einheit im „Langen Teich“ (→ Lage) eine Eiche und errichtete einen Gedenkstein, an dem seither alljährlich Gedenkveranstaltungen stattfinden.

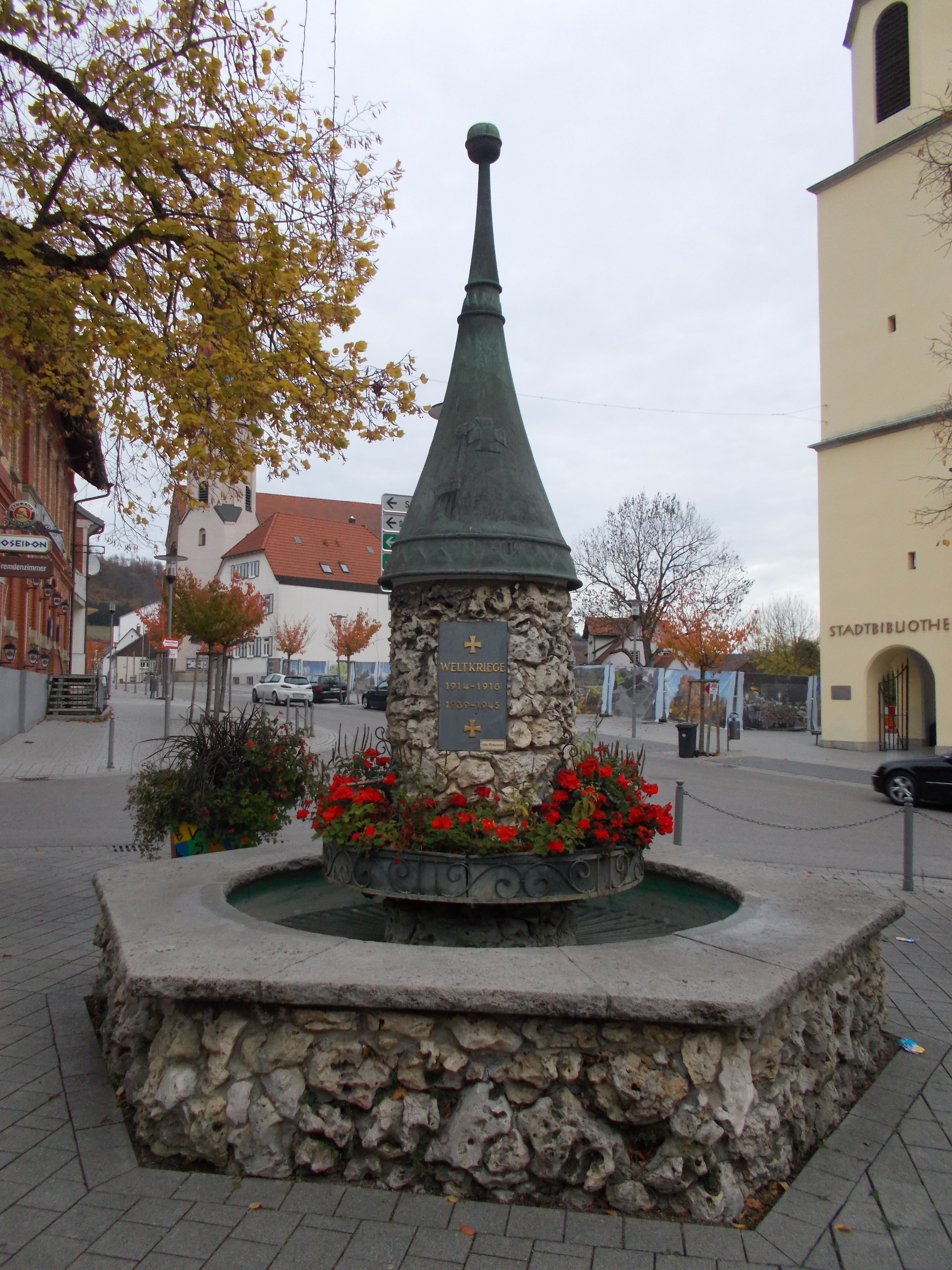
Lindenbrunnen (1922)
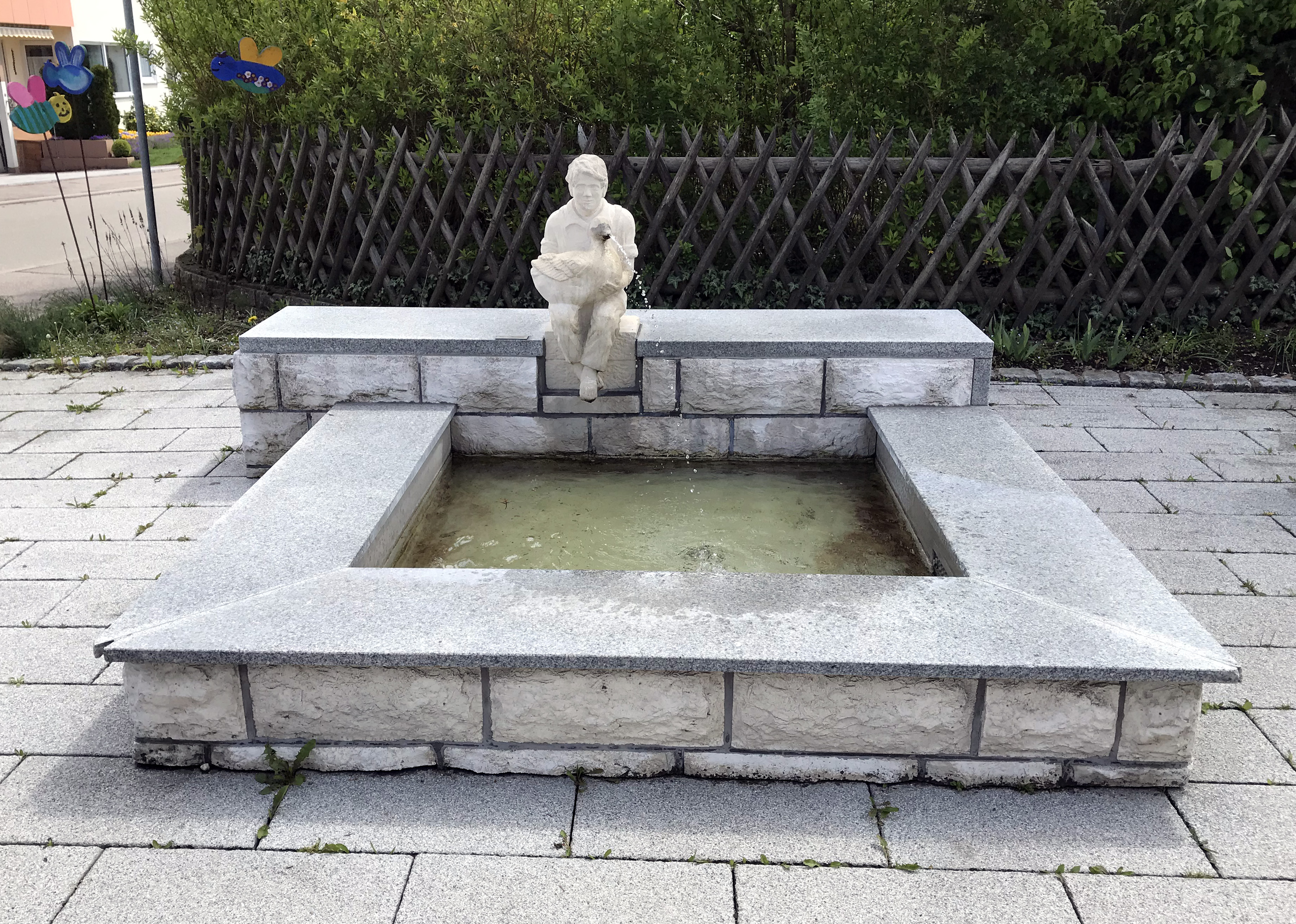
Gänsebrunnen (1962)
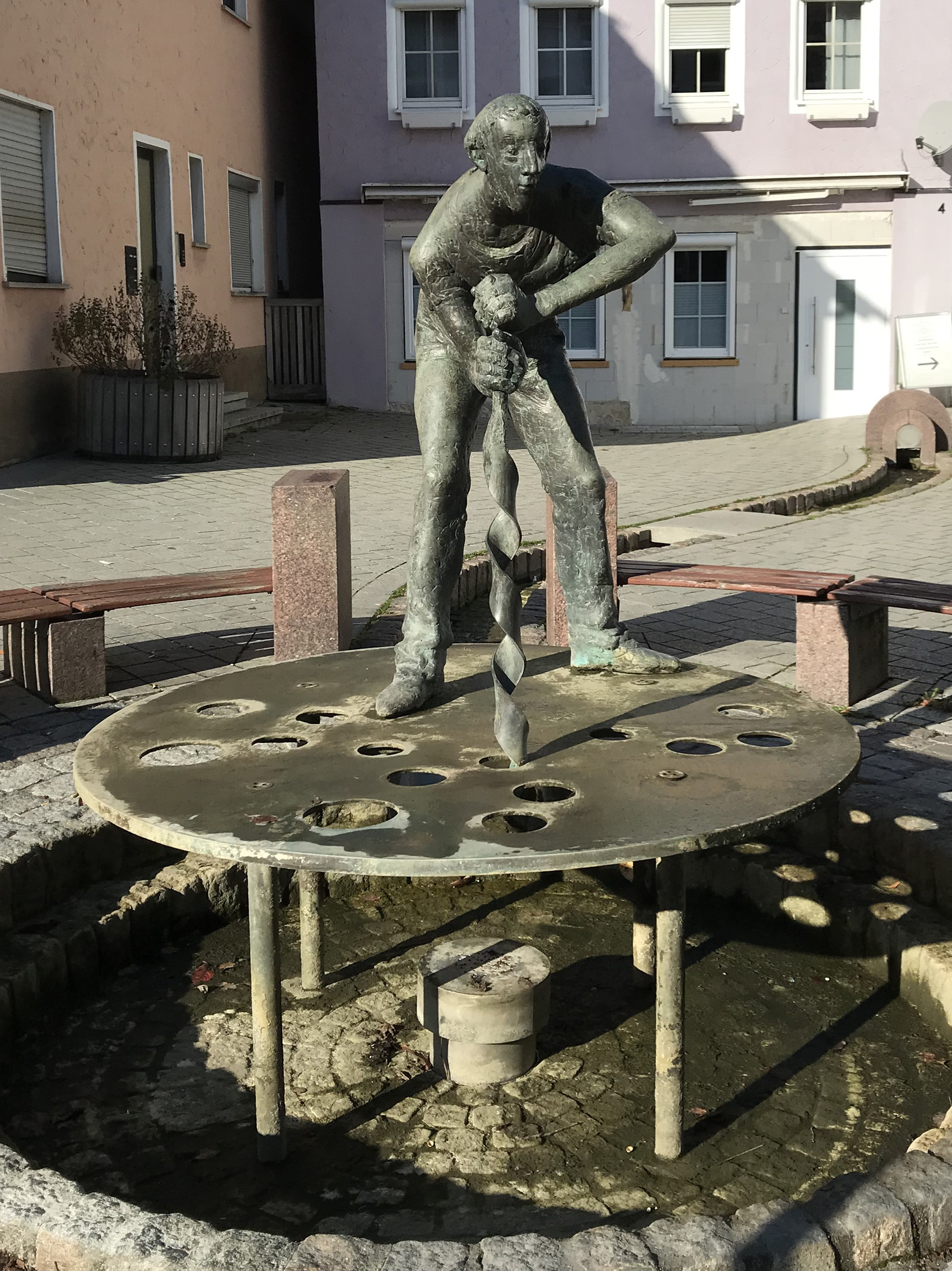
Bohrermacherbrunnen (1990)
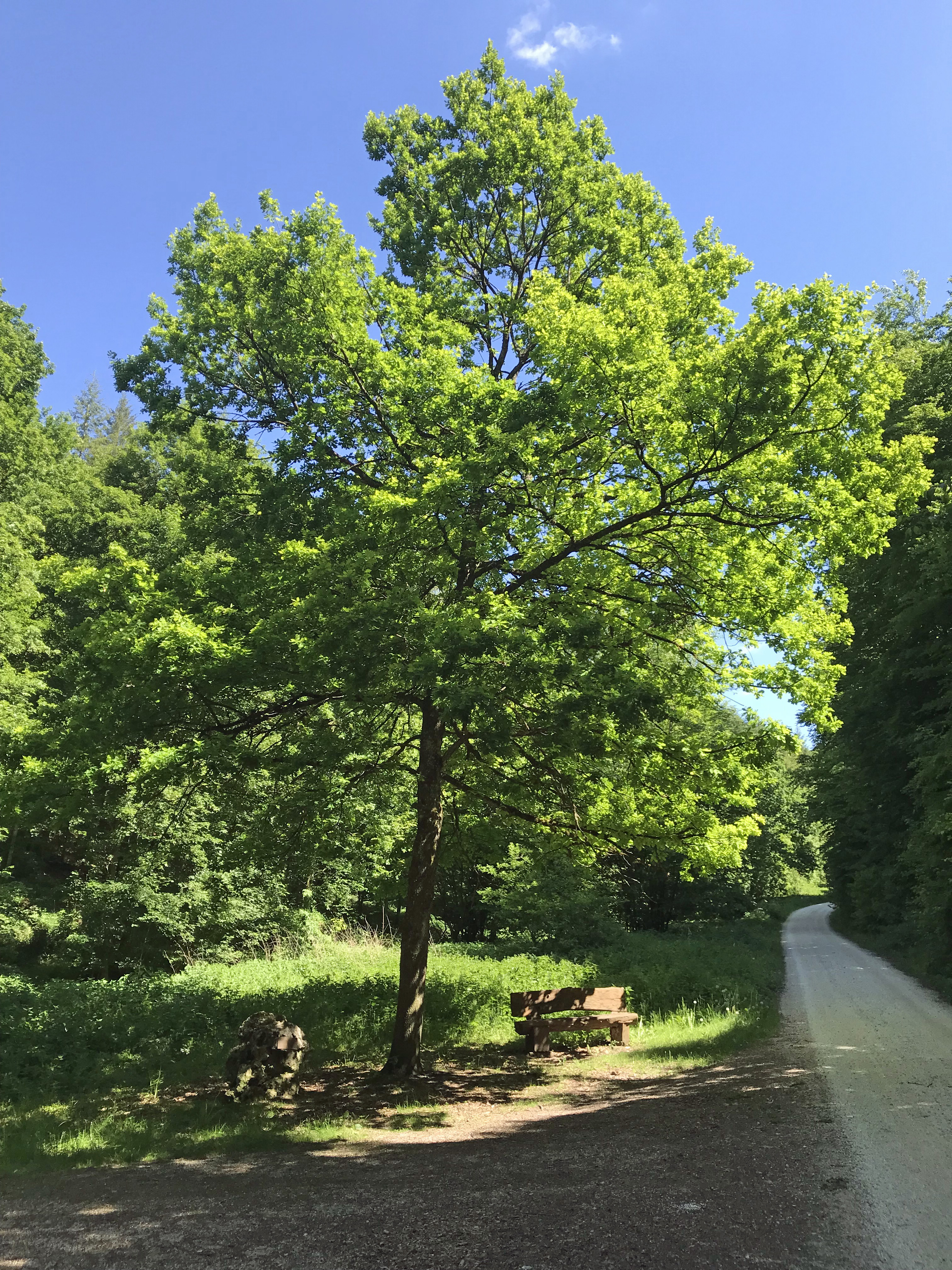
Gedenkstein an der CDU-Eiche (1993)

### Grabstätten
Der Katholische und der Evangelische Friedhof befanden sich ursprünglich neben den beiden Pfarrkirchen in der Aalener Straße. 1851 wurden beide Friedhöfe aus gesundheitlichen Gründen aus dem damaligen Wohngebiet Oberkochens an die heutige Bahnhofstraße und an die Katzenbachstraße verlegt. 1957 wurde als dritter Friedhof der Städtische Friedhof an der Kapellensteige eröffnet.
Im Evangelischen Friedhof in der Katzenbachstraße, dessen Umfeld inzwischen bebaut ist, befinden sich historisch bedeutsame Gräber von Unternehmern, die im 19. Jahrhundert die Grundlagen für die Industrialisierung Oberkochens legten: Jakob Bäuerle (1834–1891), Albert Leitz (1854–1916), Gottlieb Günther (1855–1928) und Wilhelm Grupp (1863–1943). Auch das Grab von Kaspar Scheerer (1821–1908), der 1877 die Scheerer-Mühle neu erbaute, ist noch erhalten.

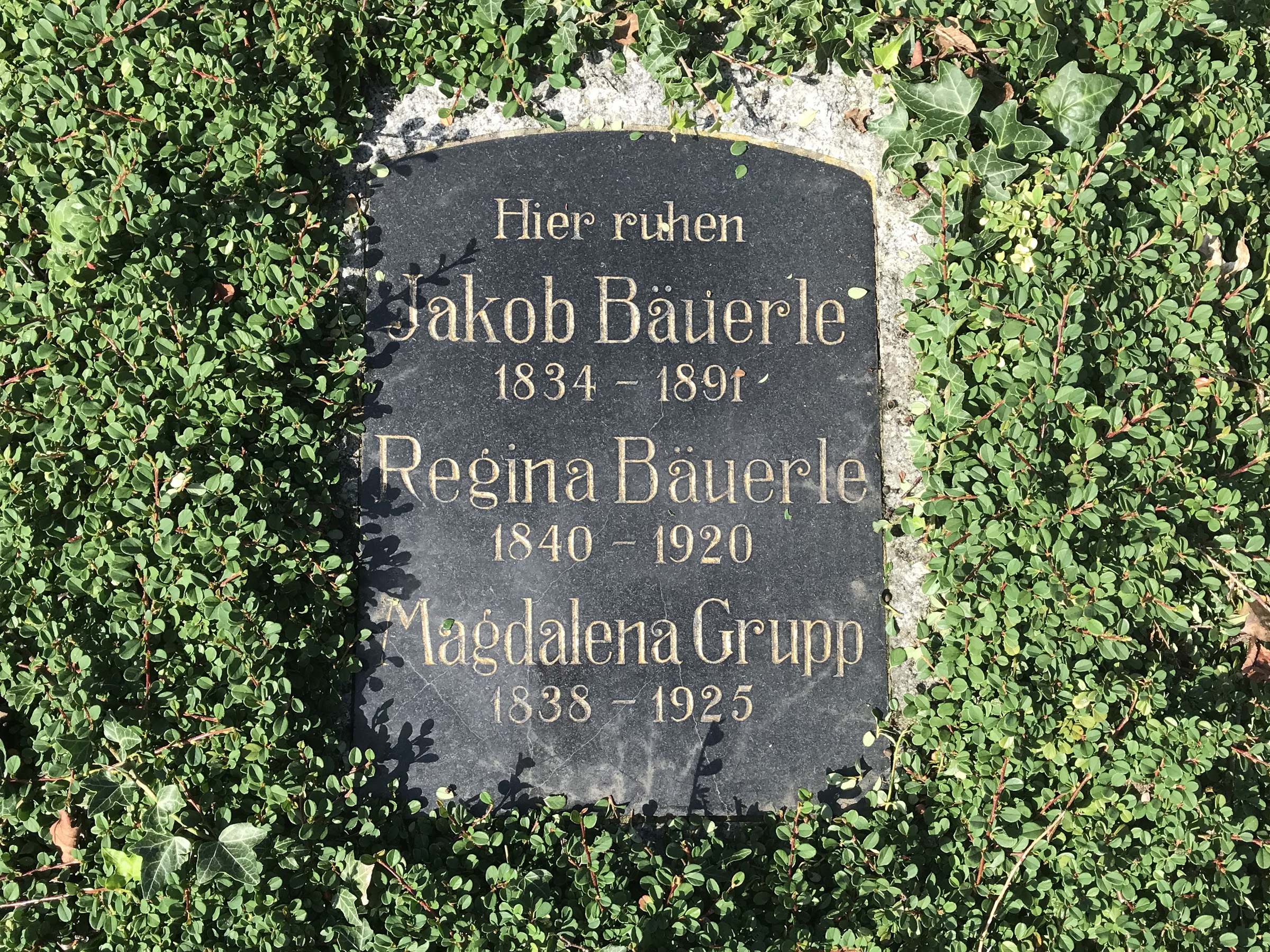
Jakob Bäuerle (1834–1891)
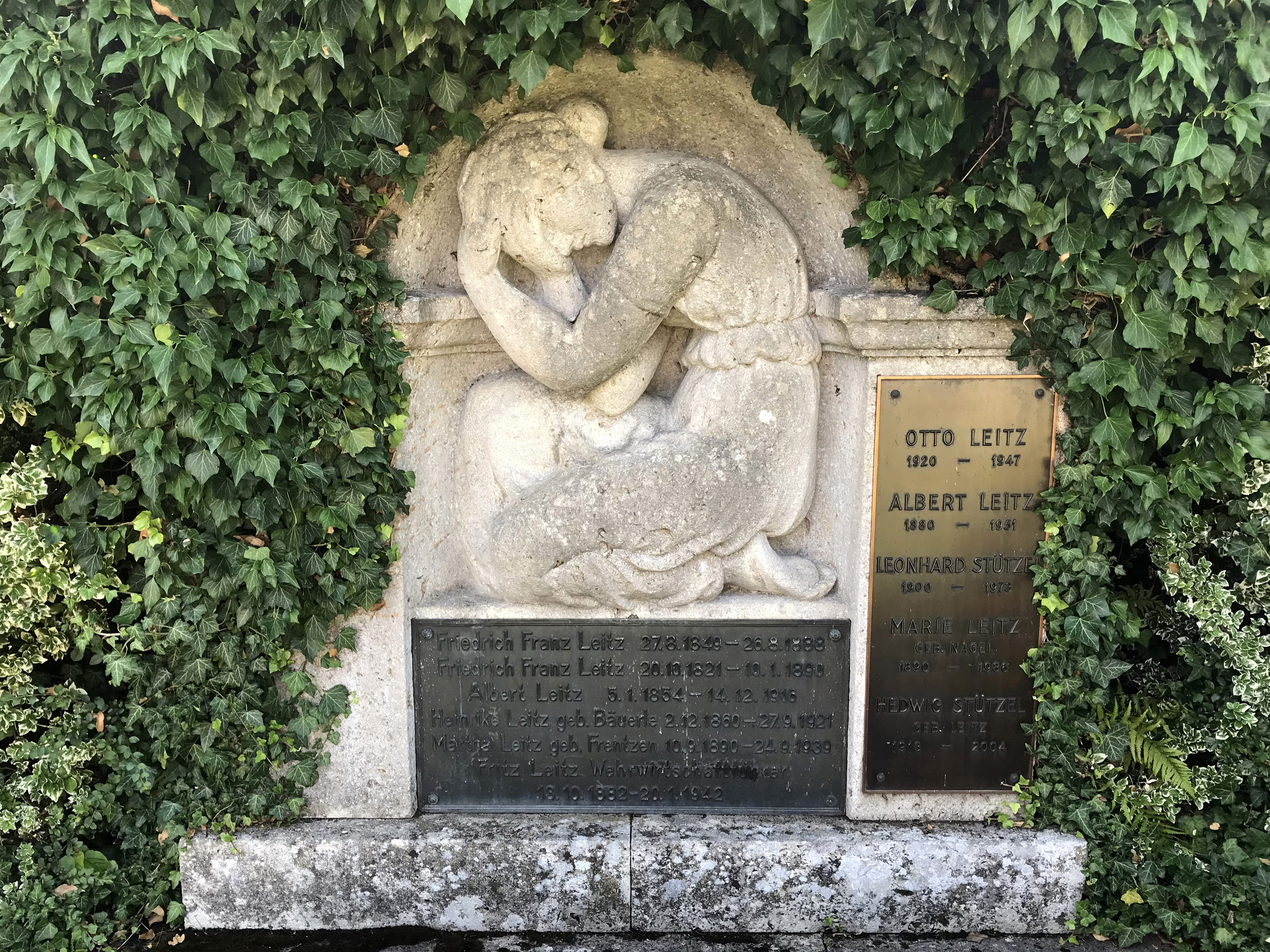
Albert Leitz (1854–1916) mit Vater, Ehefrau, Bruder und Nachkommen
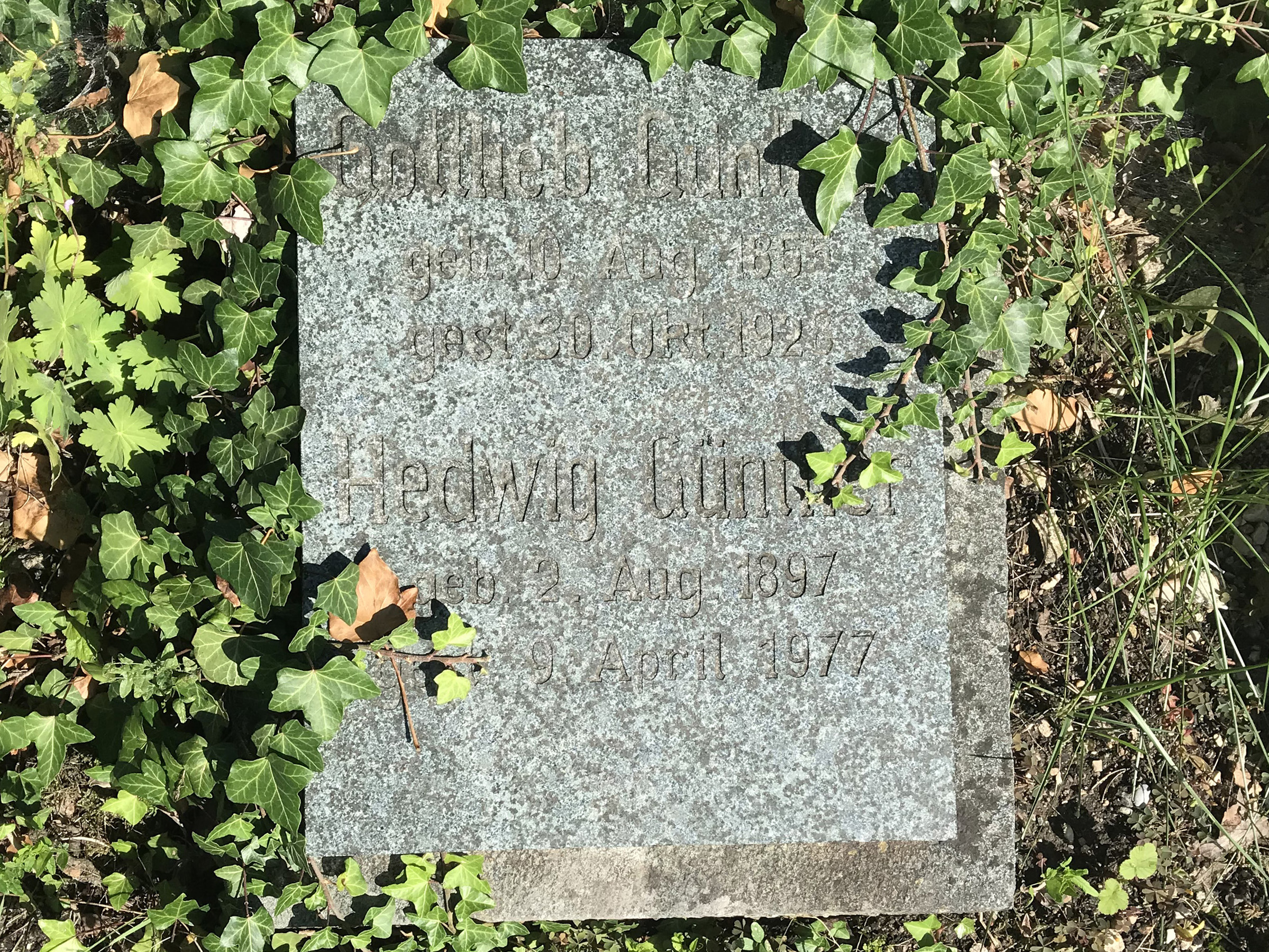
Gottlieb Günther (1855–1928)
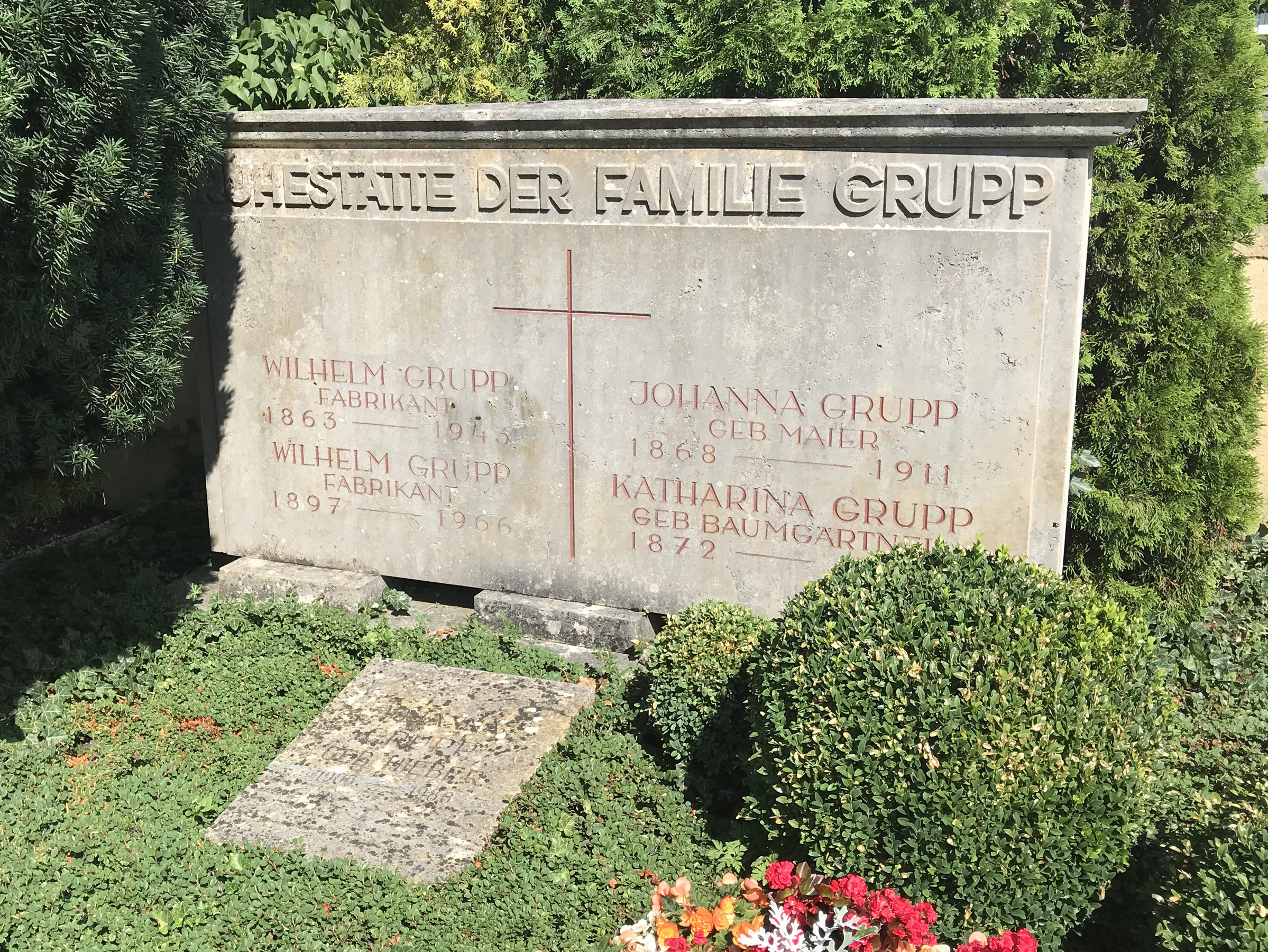
Wilhelm Grupp (1863–1943) mit Ehefrau und Sohn mit Ehefrau
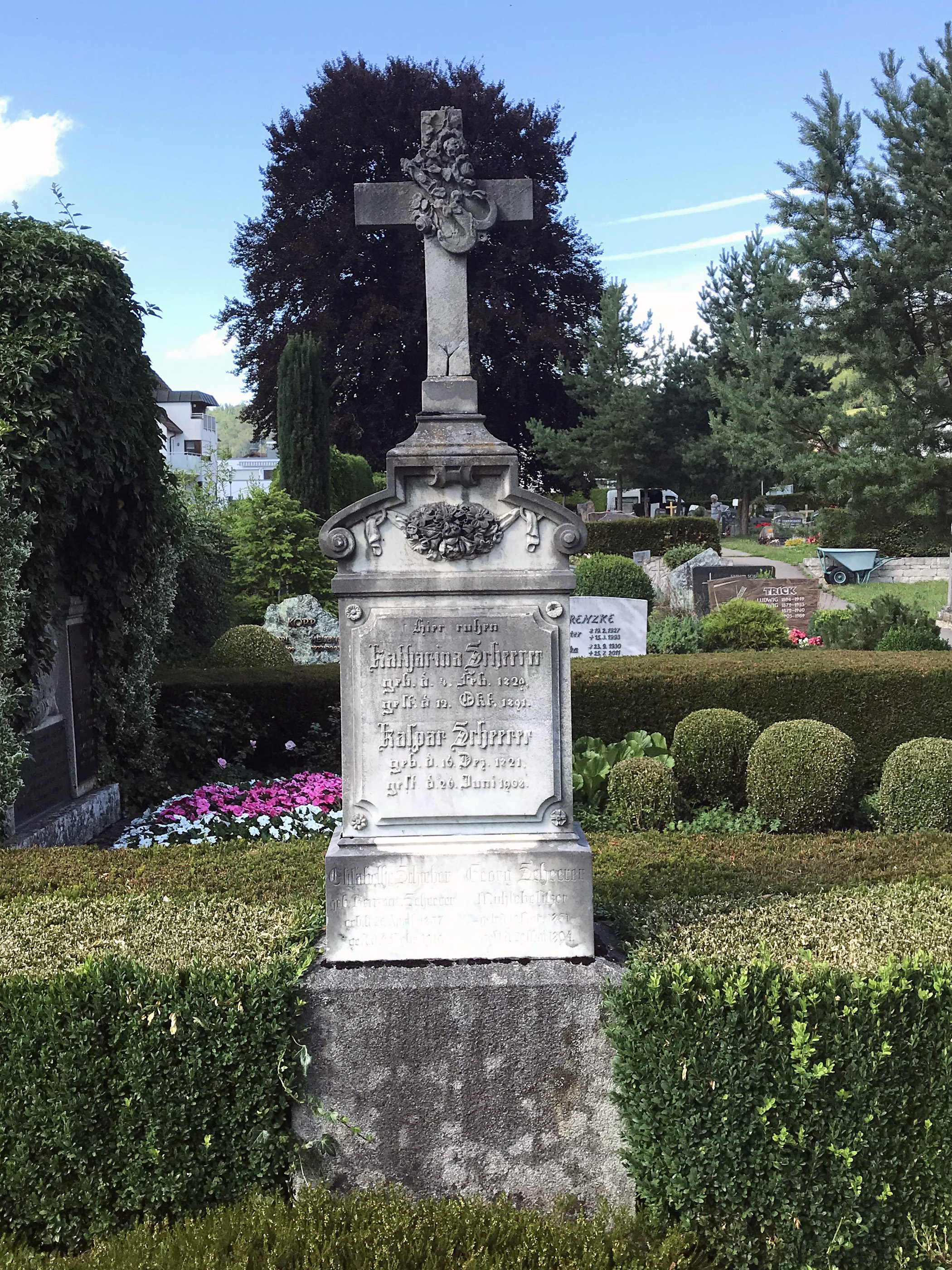
Kaspar Scheerer (1821–1908) mit Ehefrau

### Archäologische Denkmäler

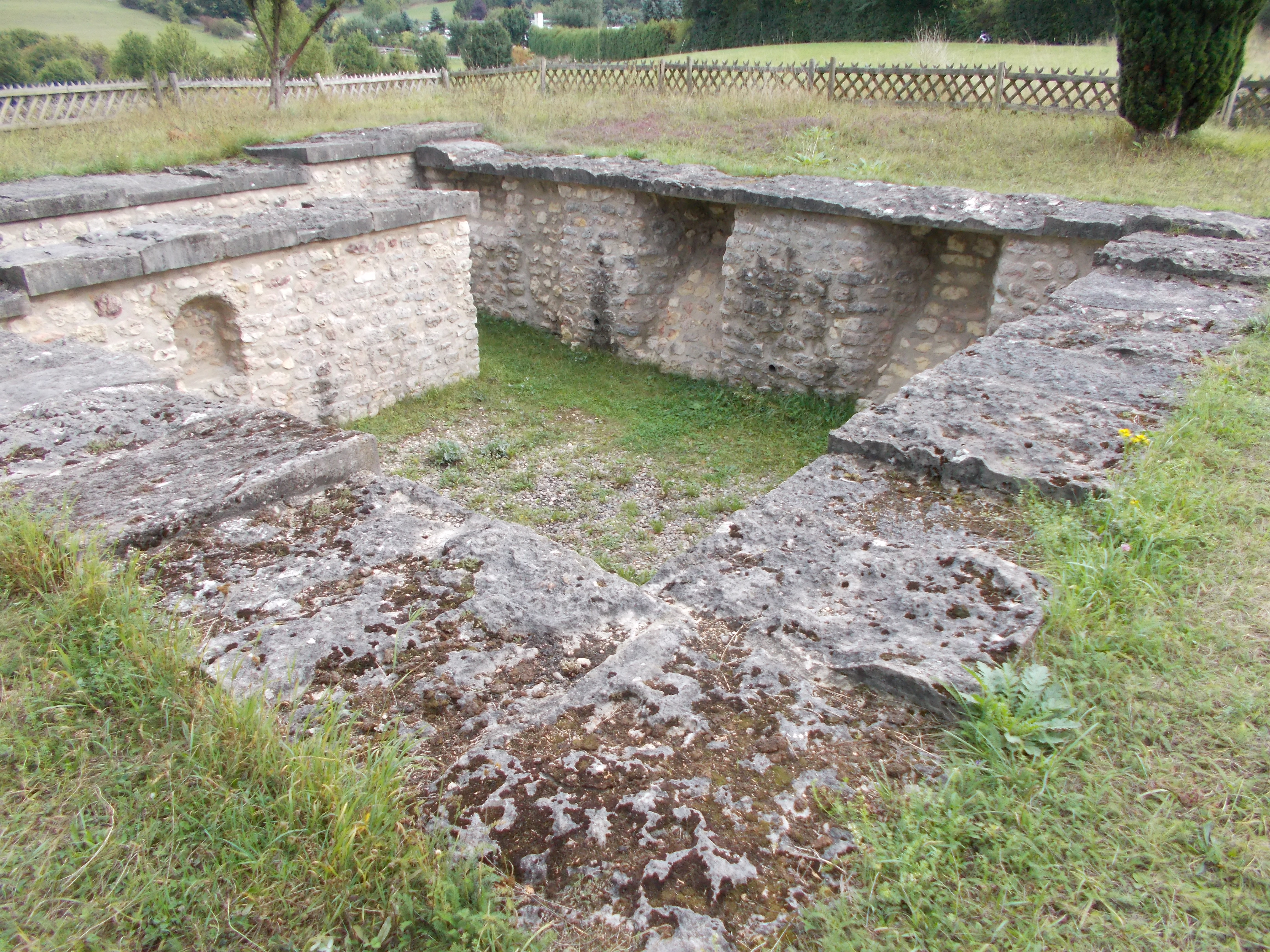
Römerkeller
→ Hauptartikel: RömerkellerIm Gewann Weilfeld gruben Schüler des örtlichen Gymnasiums 1971 unter fachlicher Anleitung die Grundmauern eines römischen Kellers aus, der aus dem zweiten oder dritten nachchristlichen Jahrhundert stammt. Die ursprüngliche These, es handle sich um ein Nebengebäude einer Villa rustica, wurde durch geophysikalische Vermessungen des Landesamts für Denkmalpflege Baden-Württemberg im Jahre 2011 widerlegt. Man hält den Keller inzwischen für den Teil einer Raststätte an der Römerstraße, die durch das von Kocher und Brenz gebildete Quertal durch die Schwäbische Alb führte.[90]
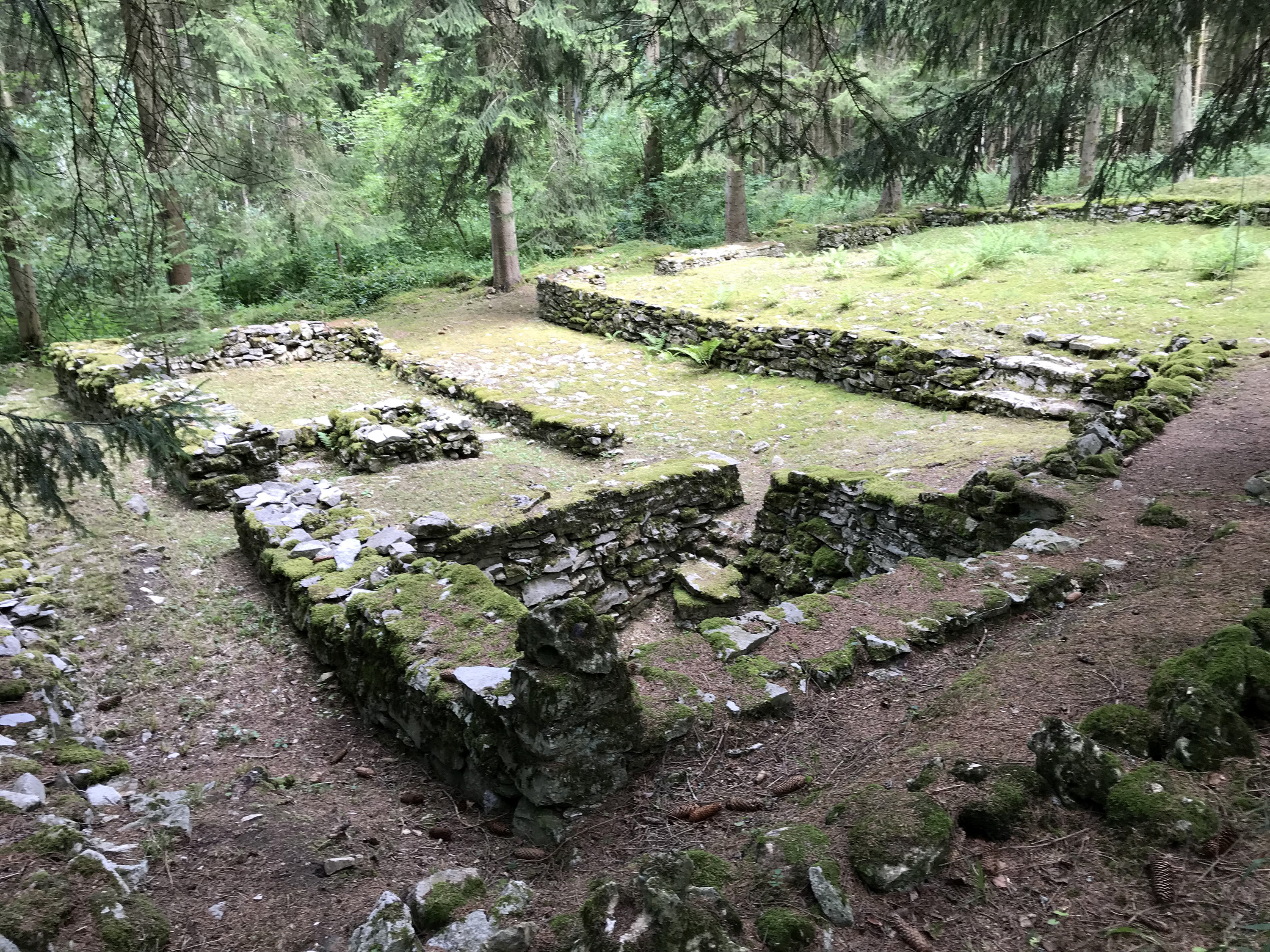
Bilzhaus
→ Hauptartikel: BilzSeit dem 17. Jahrhundert ist die „Bilz“, eine ca. 3 km westlich von Oberkochen liegende Siedlung, durch Einträge in den Geburtenregistern der Oberkochener Kirchengemeinden belegt. Nach dem Dreißigjährigen Krieg hatten Zuwanderer aus Kärnten, Steiermark, Tirol und dem damaligen Fürsterzbistum Salzburg die Erlaubnis erhalten, sich dort niederzulassen. Anfang des 19. Jahrhunderts wurde die Siedlung aufgegeben, ein steinernes Gebäude jedoch noch bis 1830 genutzt. Die Fundamente dieses Bilzhauses wurden zwischen 1989 und 2003 mit Unterstützung durch das Landesamt für Denkmalpflege Baden-Württemberg im Rahmen von Schulprojekten ausgegraben.[91]

- Römerkeller
- Bilzhaus

### Natur- und Landschaftsschutzgebiete
- Volkmarsberg mit Aussichtsturm
→ Hauptartikel: VolkmarsbergMit einer Höhe von 743 m ü. NHN ist der Volkmarsberg der „Hausberg“ der Stadt Oberkochen. Inmitten einer Heidelandschaft steht der 1930 eingeweihte Volkmarsbergturm, ein Aussichtsturm des Schwäbischen Albvereins, von dem man bei guter Sicht die Alpenkette sehen kann. Die Bergkuppe, eine einstige Schafweide, die teilweise vom Wald zurückerobert wurde, ist ein Naturschutzgebiet.[92]
- Tiefes Tal
In dem auch Tiefental genannten, etwa 3 km langen Tal im Süden Oberkochens (→ Lage) liegt die Hubertusquelle. Am Ende des als Landschaftsschutzgebiet ausgewiesenen Tals[93] befindet sich eine Station des Karstquellenweges.

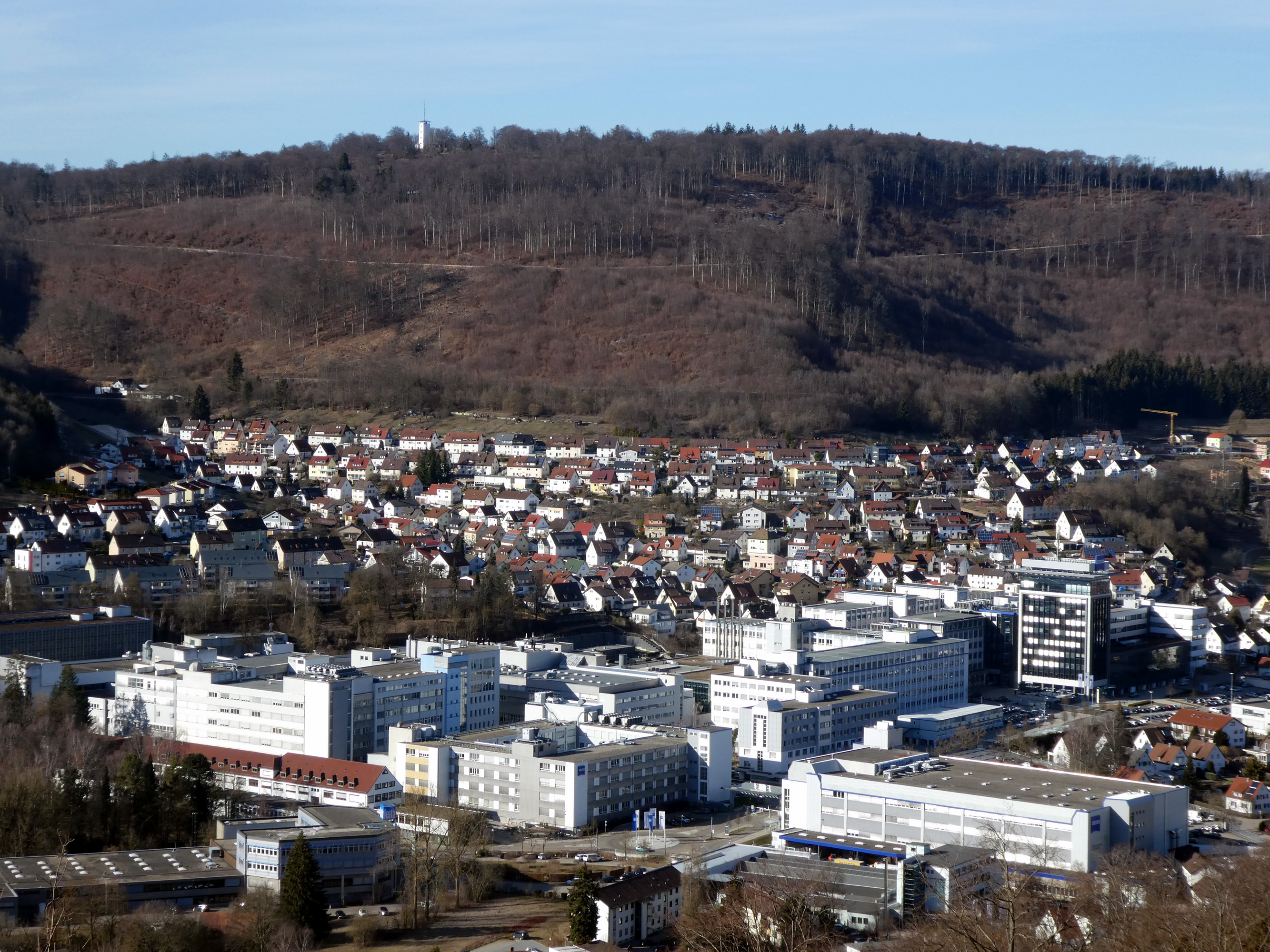
Volkmarsberg mit Aussichtsturm aus südöstlicher Richtung
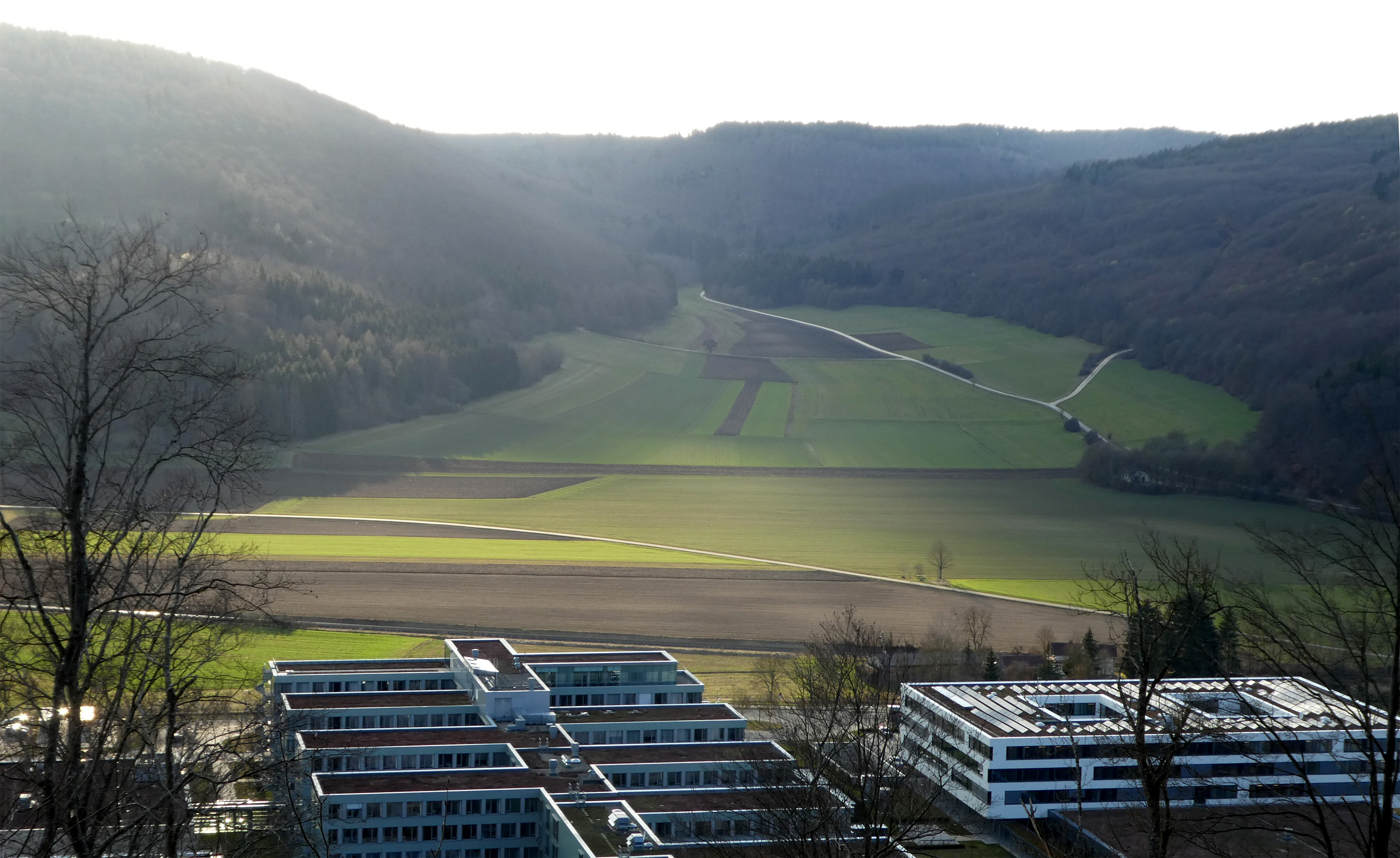
Tiefes Tal, im Vordergrund das Industriegebiet Oberkochen Süd I

### Naturdenkmale
- Ursprung des Schwarzen Kochers
→ Hauptartikel: Ursprung des Schwarzen KochersSüdlich der Stadt auf der Albuchseite des Urbrenztales liegt der Kocherursprung. Er besteht aus mehreren Quellen, die sich fortlaufend tiefer in den Berghang einschneiden. Mit einer mittleren Schüttung von 680 l/s ist dies die größte Karstquelle in Oberkochen. Von 1551 bis 1644 stand beim Kocherursprung ein Eisenhüttenwerk. Nach dessen Zerstörung im Dreißigjährigen Krieg wurde dort eine Schlackenwäsche betrieben. Dunkle Schlackenreste im Flussbett sollen der Grund sein, dass dieser Kocher-Hauptquellarm Schwarzer Kocher heißt. Der schwächer schüttende Ursprung des Weißen Kochers liegt in Luftlinie etwa 7 km nordöstlich bei Unterkochen.→ Hauptartikel: Schlackenwäsche in Oberkochen
- Rodstein
Die auch Rotstein genannte[94] Felsformation des „Oberen Rodsteins“ liegt östlich über Oberkochen auf der Härtsfeldseite auf 695 m ü. NHN (→ Lage). Auf den Massenkalkfelsen befindet sich ein Aussichtspunkt mit einem Kruzifix mit vergoldeter Christusfigur, das laut Inschrift im Jahre 1880 aufgestellt wurde. Das Felsplateau liegt knapp zweihundert Meter über dem Tal und wird auch als Startplatz für Hängegleiter und Gleitschirme genutzt. Unter dem Aussichtspunkt befindet sich im Fels eine Mariengrotte.[95] Der knapp hundert Meter entfernte „Untere Rodstein“ auf 620 m ü. NHN (→ Lage) ist ein kleinerer Massenkalkfels, ebenfalls mit Aussichtspunkt und Höhle.
- Griebigensteinhöhle
Auf dem Griebigenstein südlich des Rodsteins (→ Lage) liegt die Griebigensteinhöhle. Sie ist fünfundfünfzig Meter lang.[96]
- Großes Wollenloch
→ Hauptartikel: WollenlochDas Große Wollenloch ist ein 54 Meter tiefer Naturschacht, der sich auf dem Wollenberg etwa 3,3 km südwestlich von Oberkochen befindet. Es ist einer der tiefsten Naturschächte der Schwäbischen Alb. Mit Kontrastwasseruntersuchungen konnte eine direkte Verbindung mit der Ziegelbachquelle bei Königsbronn festgestellt werden.

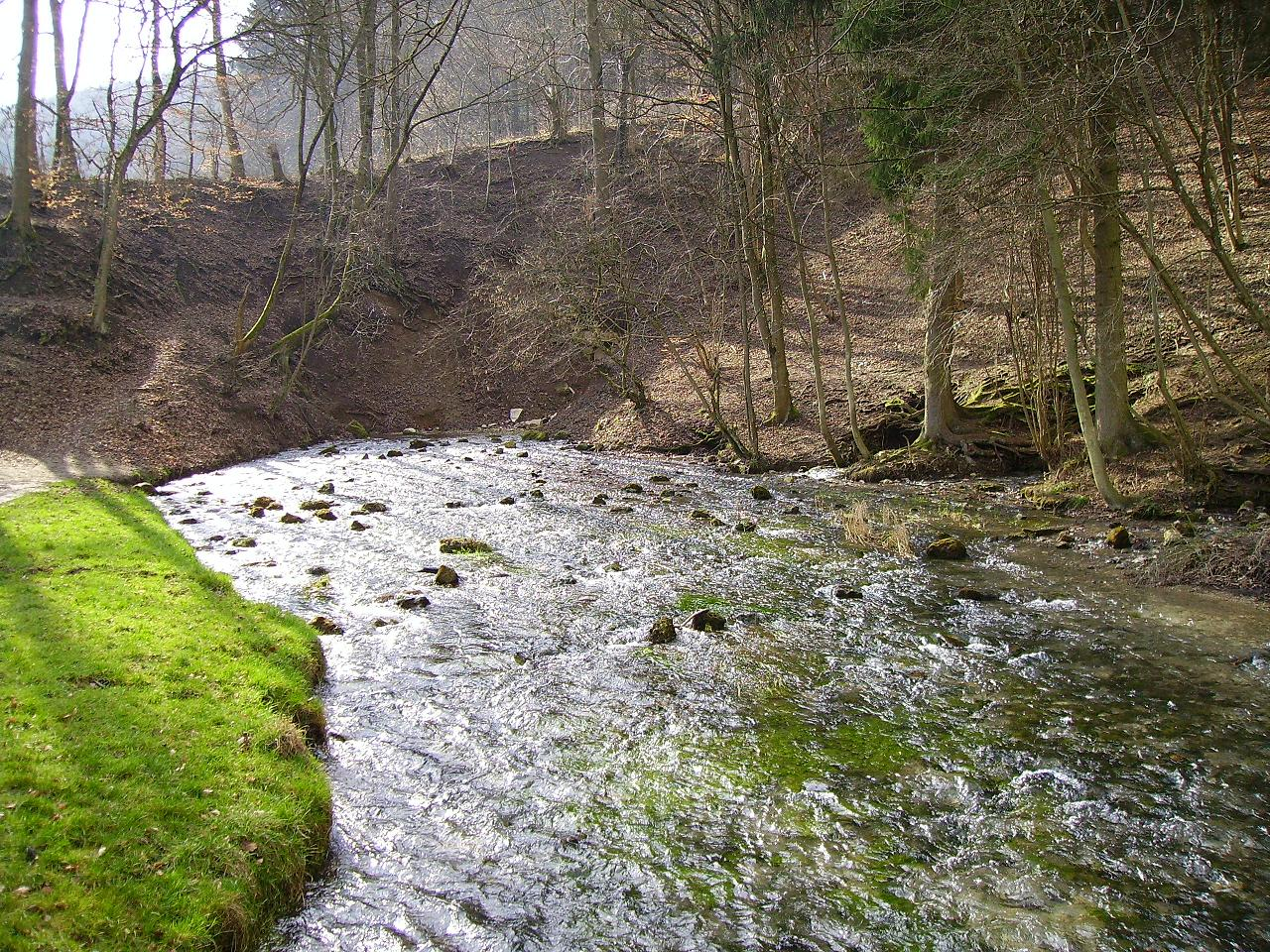
Ursprung des Schwarzen Kochers
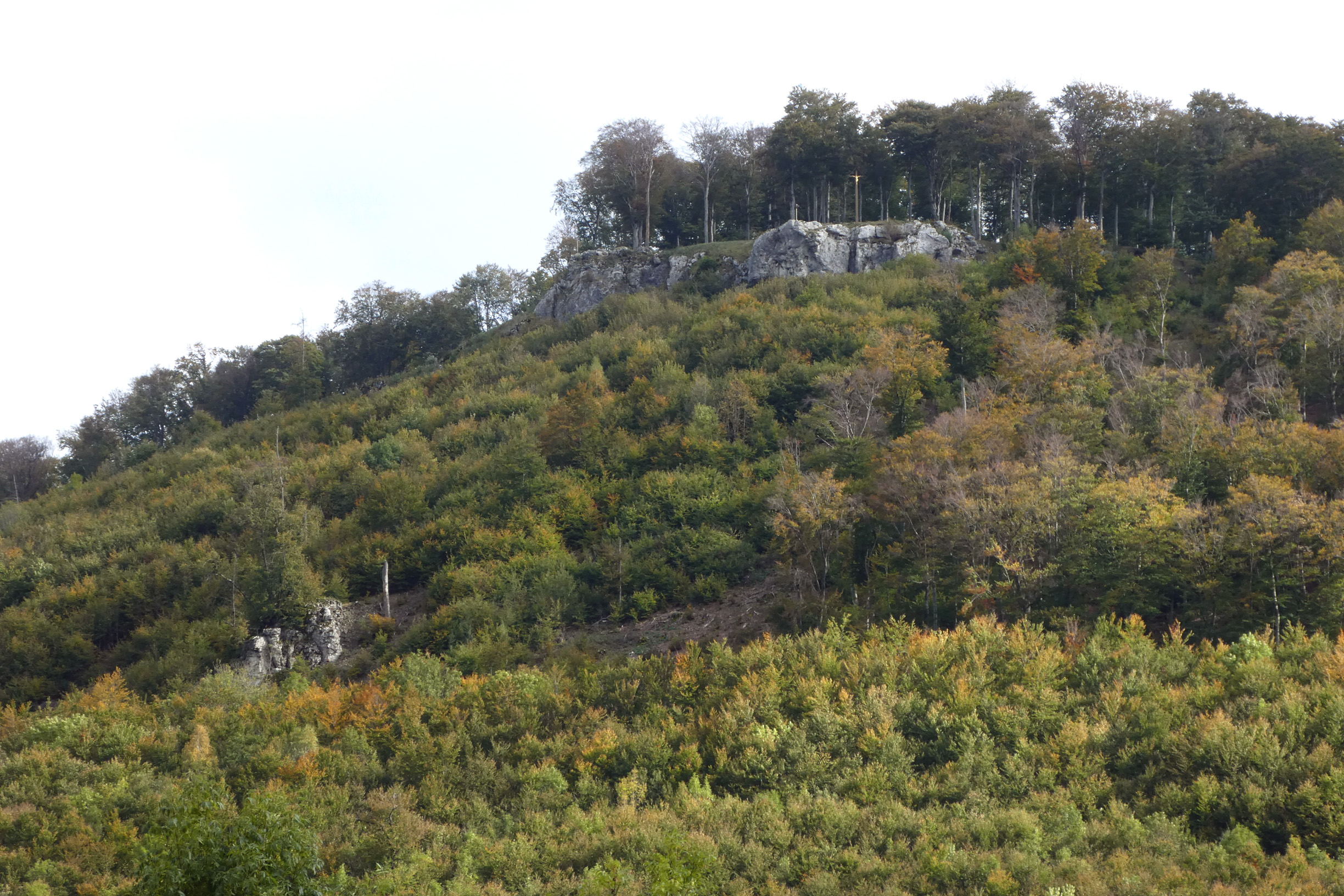
Felsen des Oberen und Unteren Rodsteins
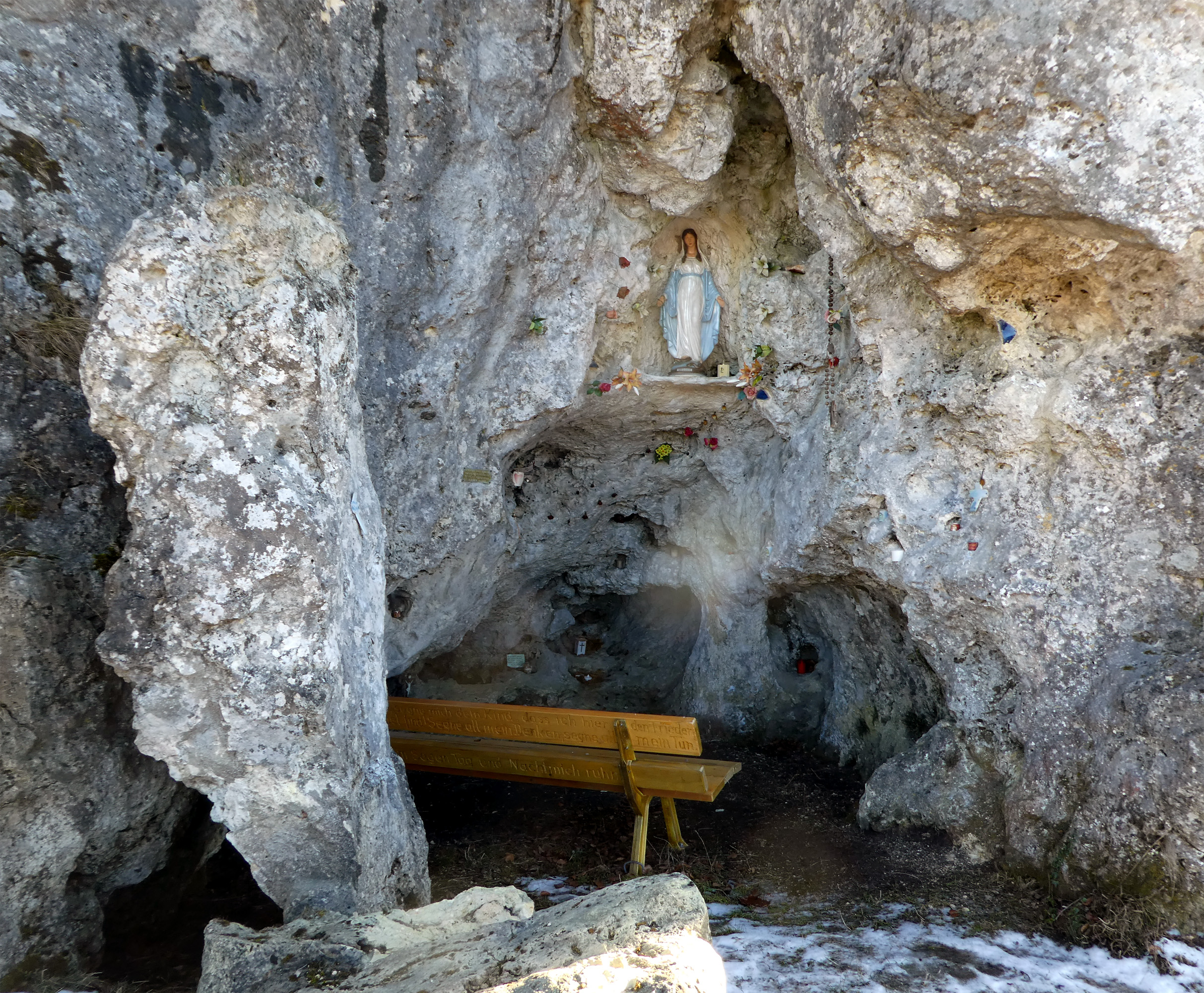
Mariengrotte im Oberen Rodstein
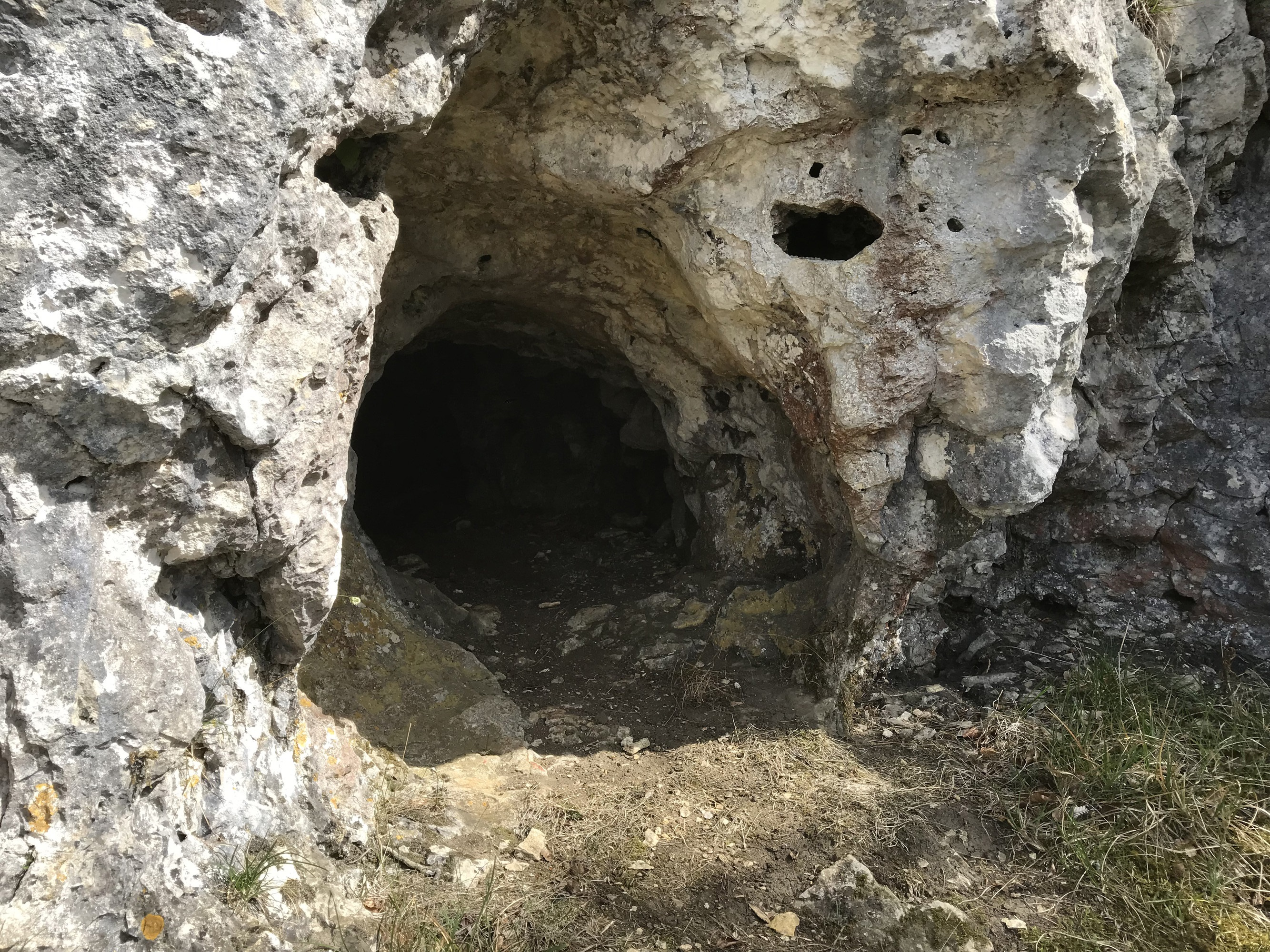
Höhle im Unteren Rodstein
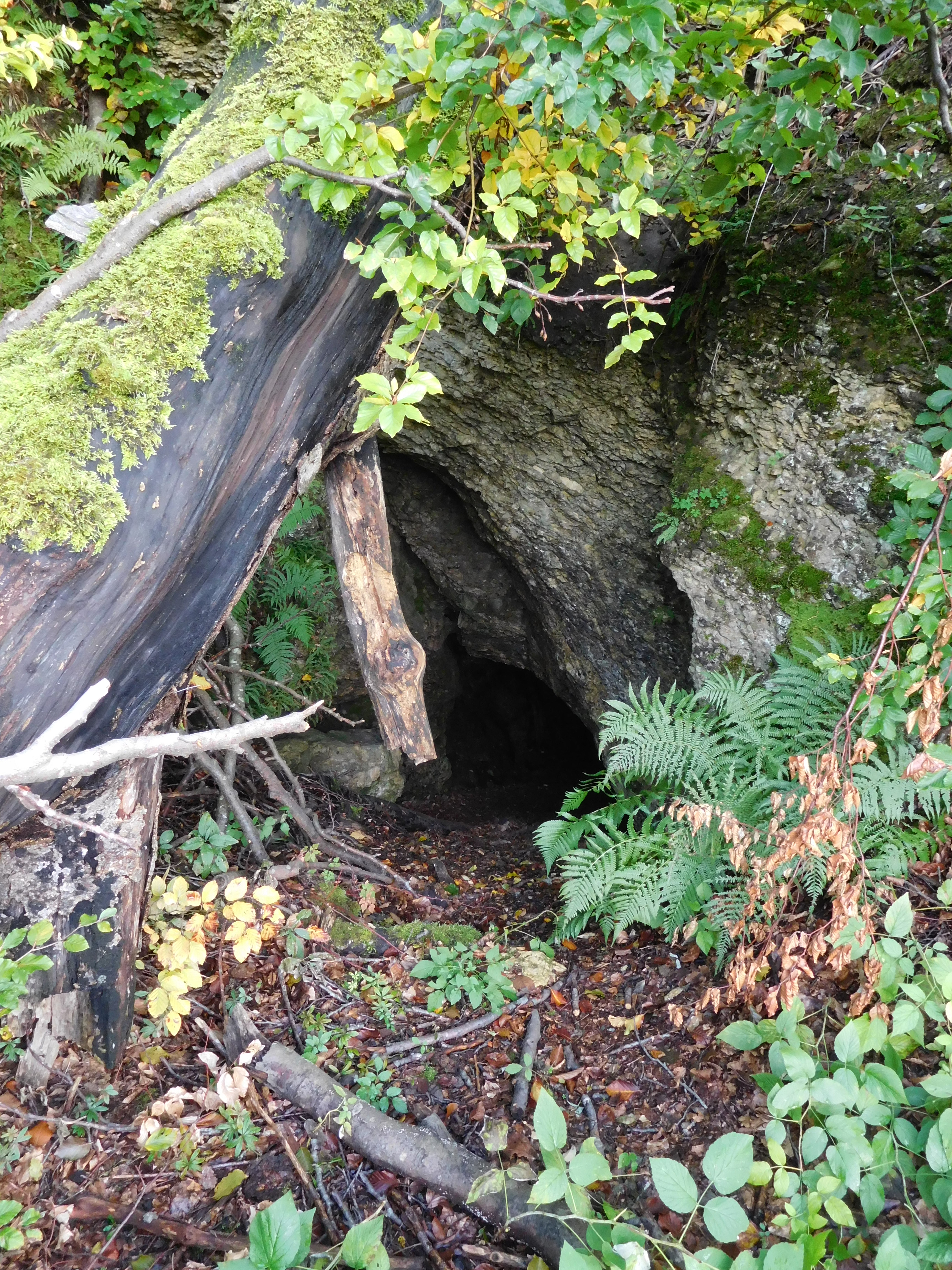
Eingang der Griebigensteinhöhle
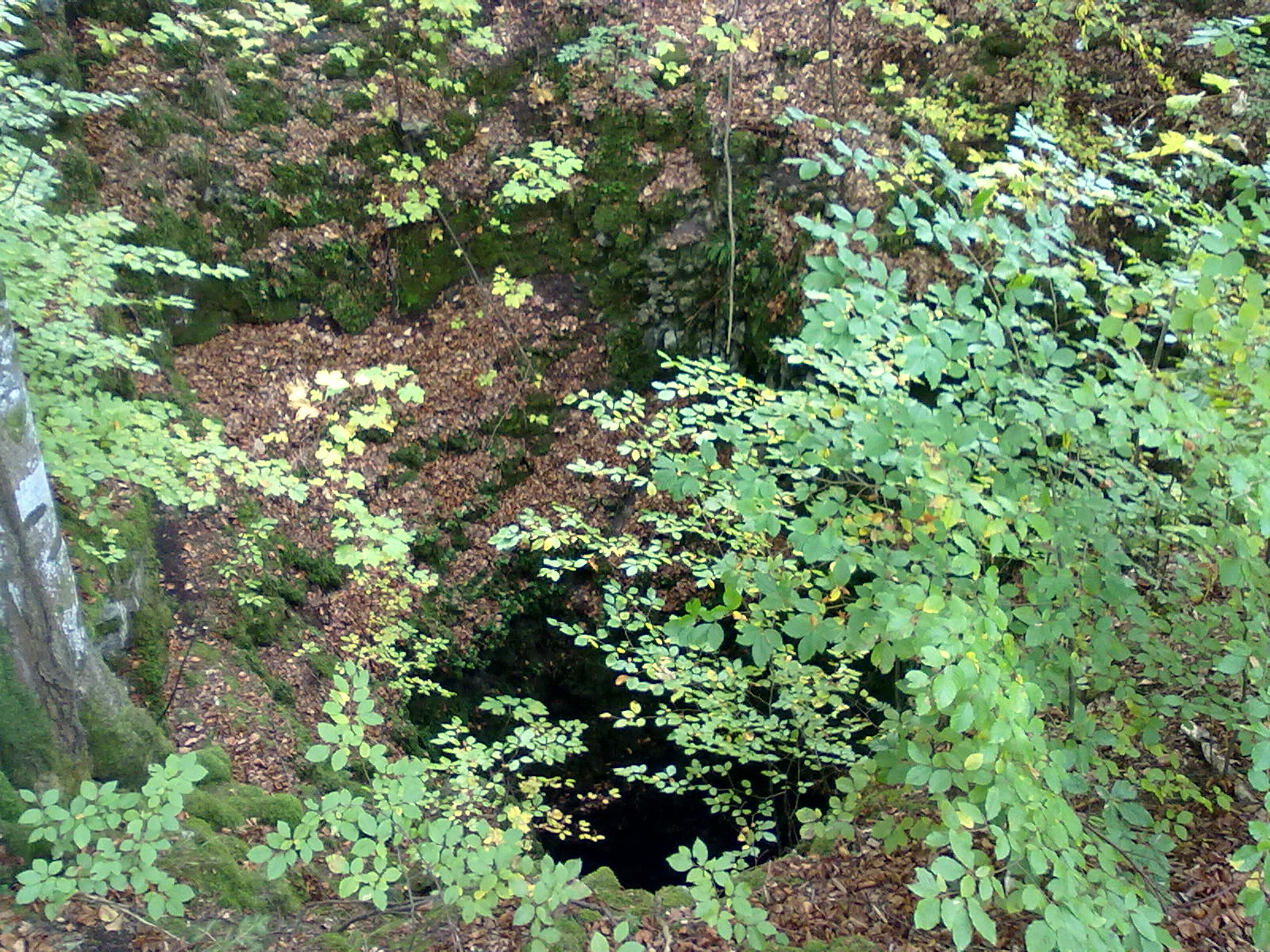
Blick ins Große Wollenloch

### Sonstige Natursehenswürdigkeiten
- Langertstein
Dieser Felsen im Wolfertstal oberhalb des Langertbachs (→ Lage) bietet auf 610 m ü. NHN eine Aussicht ins Wolferts- und Kochertal. In der Westwand des Felsens befindet sich der Eingang der Langertsteinhöhle, deren Gang etwa zehn Meter weit in den Felsen führt.[97]
- Loachfels
Diese auch „Heidefels“ genannte Steinformation an der Heidestraße (→ Lage) wird von Kletterern genutzt. „Loach“ könnte von „Loh“ (lichtes Gehölz, Buschwald) oder „Lache“ (Grenze) kommen.[3]

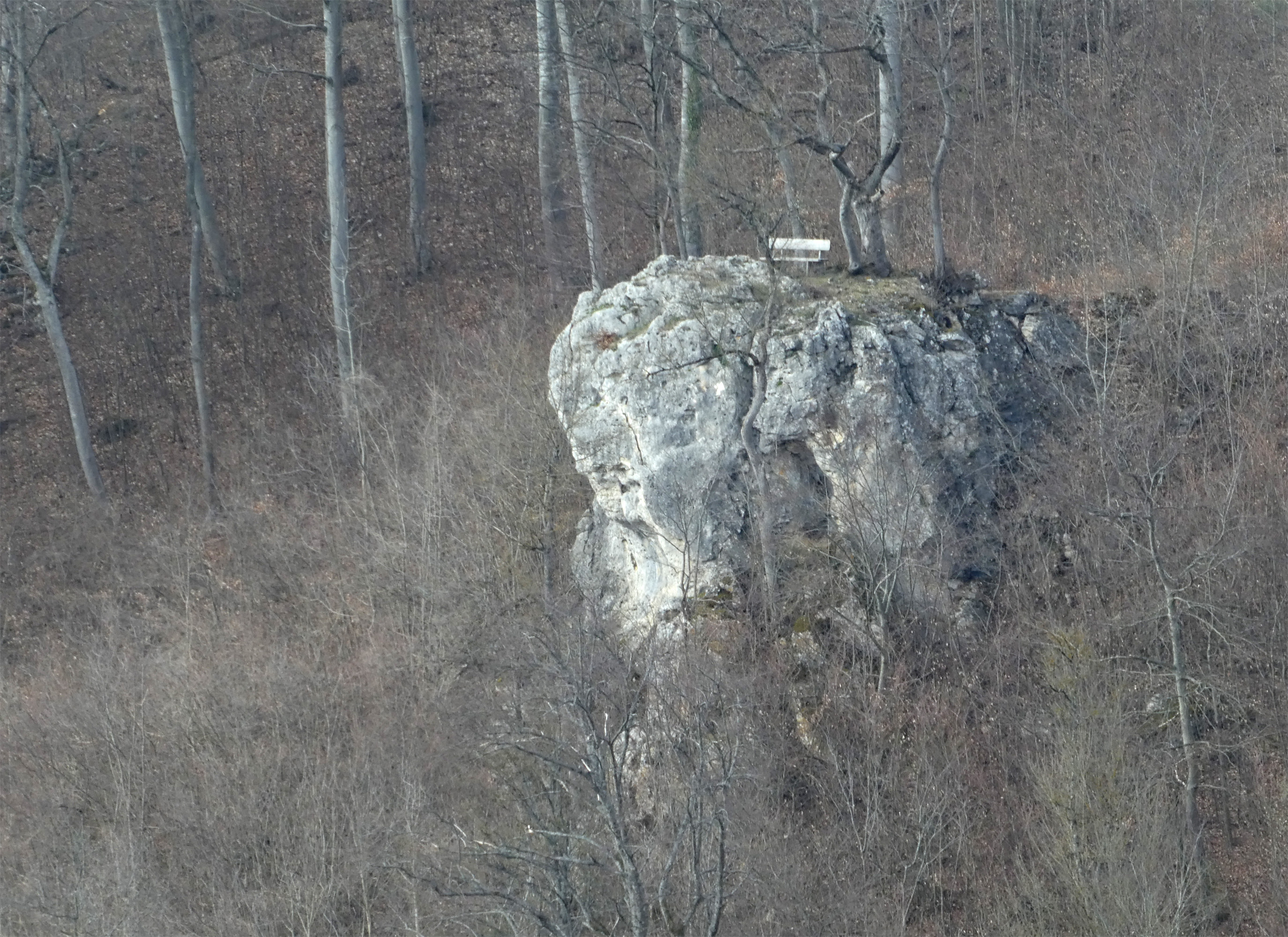
Langertstein
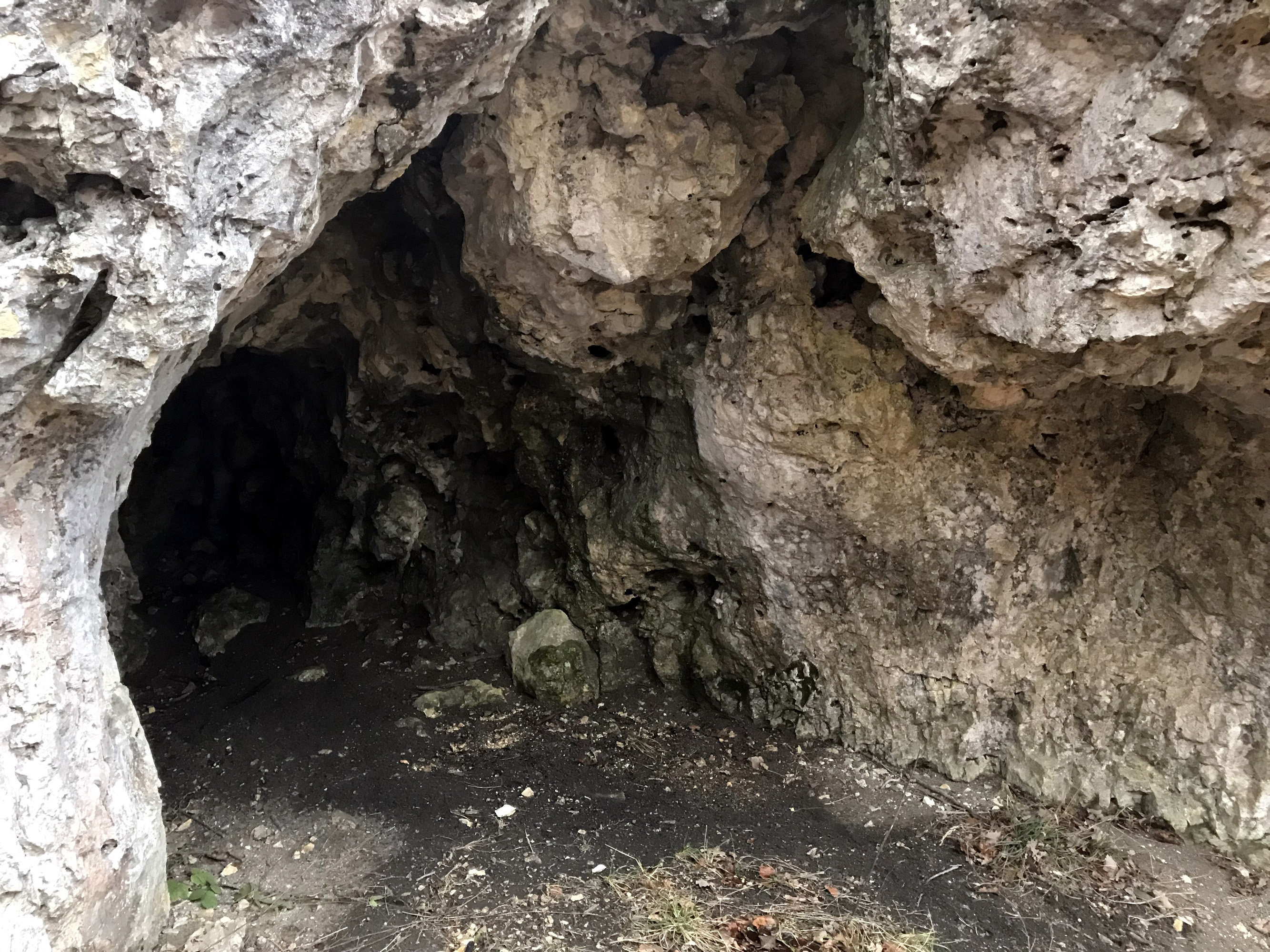
Eingang der Langertsteinhöhle
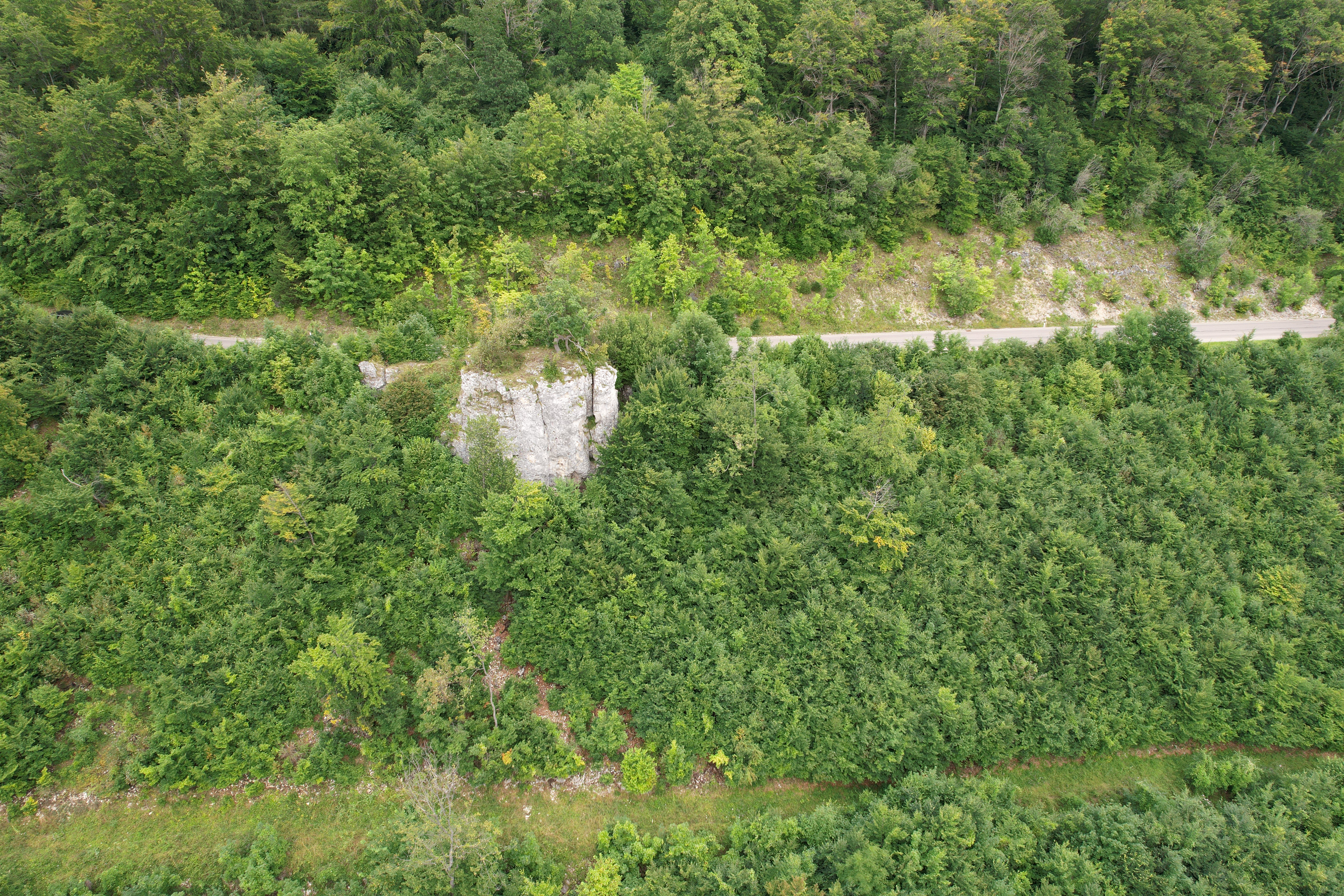
Loachfels (Heidefels)

### Regelmäßige Veranstaltungen

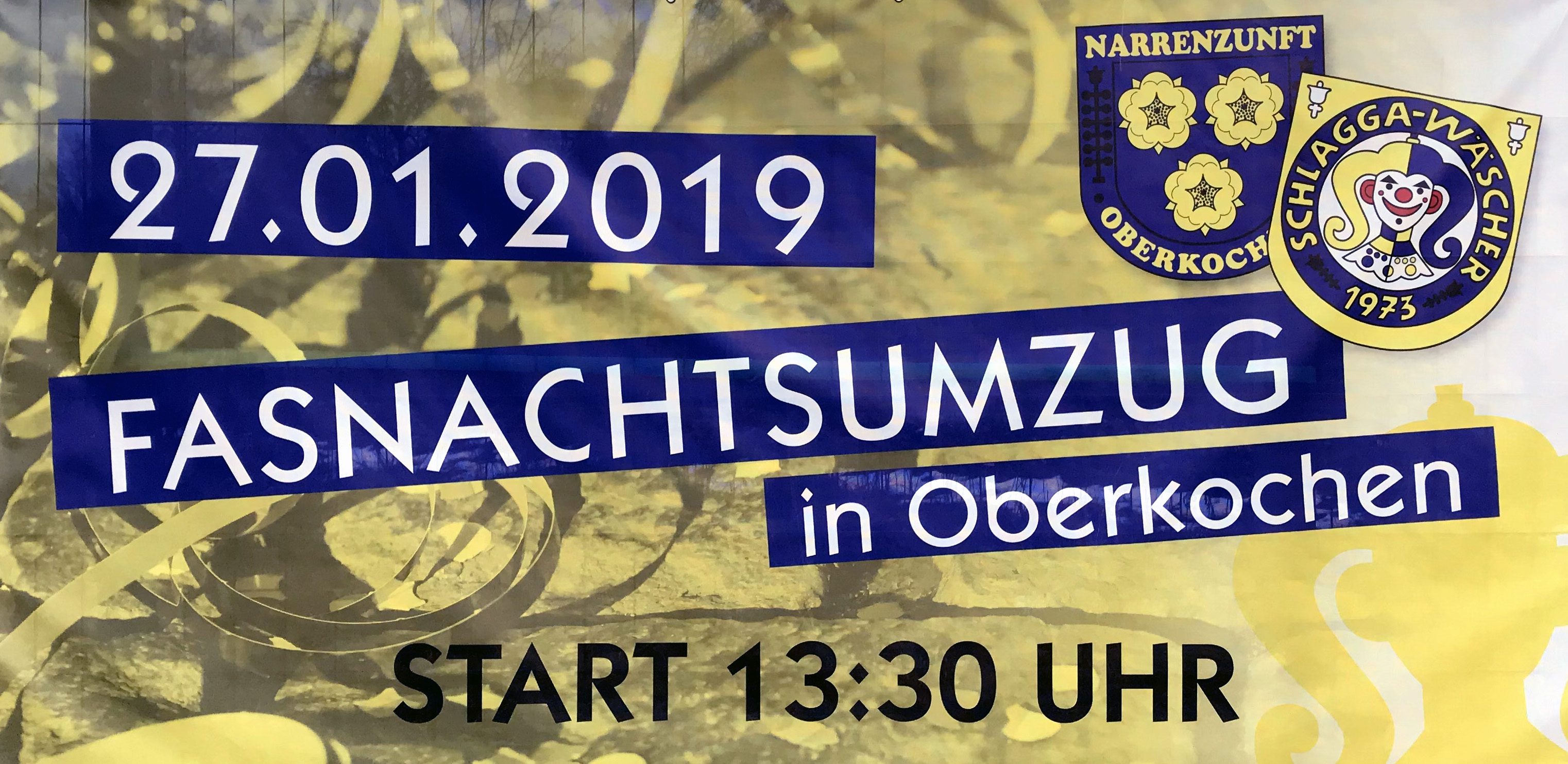
Plakat der 1973 gegründeten Oberkochener Narrenzunft „Schlagga-Wäscher“ (2019)

- Pfingstmarkt am Pfingstmontag (seit 1817)[98]
- Wochenmarkt am Samstag (seit 1. April 1961)[99]
- Stadtfest mit kulturellen Veranstaltungen, Palio-Wagenrennen und Straßenfest
- Maskenabstauben und Narrenbaumsetzen, Prunksitzungen, Rathaussturm und Fastnachtsumzug der Narrenzunft Oberkochenener (NZO) „Schlagga-Wäscher“[100]
- Heidefest der Freiwilligen Feuerwehr Oberkochen[101]
- Internationales Jazz-Festival Oberkochen der Jazz Lights GmbH[102]
- Oberkochen dell´ Arte der Bürgerstiftung Oberkochen mit Konzerten, Kleinkunstveranstaltungen, Ausstellungen und Autorenlesungen[103]

### Vereine
- Arbeiterwohlfahrt Ortsverein Oberkochen[104]
- Boxclub Oberkochen (BCO)[105]
- ChorVision Oberkochen, ehemaliger Sängerbund[106]
- Deutsches Rotes Kreuz Ortsverein Oberkochen[107]
- Evangelischer Krankenpflege- und Diakonie-Förderverein[108]
- Freiwillige Feuerwehr Oberkochen[101]
- Gewerbe- und Handelsverein (GHV) Oberkochen[109]
- Heimatverein Oberkochen (HVO)[110]
- Katholischer Kirchenchor Oberkochen, 1827 gegründeter ältester Verein in Oberkochen[111]
- Katholischer Krankenpflegeverein Oberkochen[112]
- Musikverein Stadtkapelle Oberkochen[113]
- Naturfreunde Ortsgruppe Oberkochen[114]
- Mühlenverein Oberkochen[115]
- Narrenzunft Oberkochen (NZO) „Schlagga-Wäscher“[116]
- Schwäbischer Albverein Ortsgruppe Oberkochen[117]
- TSV Oberkochen 1903[118]
- Verein für Städtepartnerschaften Oberkochen[62]

### Weinanbau

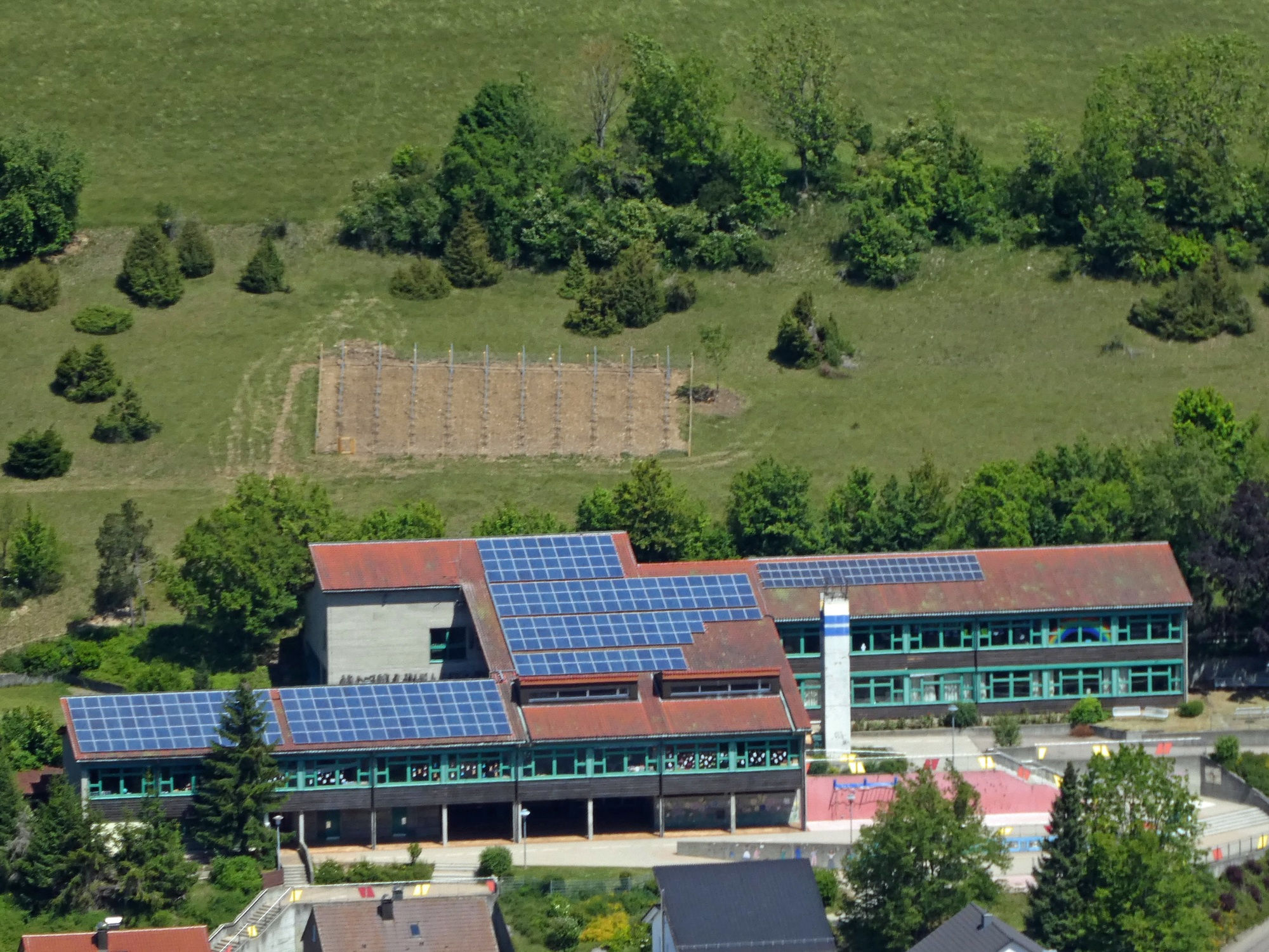
Weinberg oberhalb der ehemaligen Tiersteinschule

Im Frühjahr 2020 legte die Stadt Oberkochen am Hang oberhalb der ehemaligen Tiersteinschule, heute Sonnenbergschule und Musikschule Oberkochen-Königsbronn, (→ Lage) einen sechshundert Quadratmeter großen, nach Süden ausgerichteten Weinberg mit 99 Weinreben der Sorte Souvignier gris an. Zuvor hatte die Bundesanstalt für Landwirtschaft und Ernährung diese Neuanpflanzung für den Weinbaubereich Oberer Neckar im Weinanbaugebiet Württemberg genehmigt. 2023 wurden 120 Kilogramm Trauben geerntet.

## Persönlichkeiten

### Ehrenbürger
- Karl Fröhner (1844–1898), Oberförster[120]
- Franz Breitenbach (1819–1900), Pfarrer[121]
- Emil Bucher (1870–1949), Pfarrer
- Carl Weiger (1843–1911), Oberförster[122]
- Josef Schmid (1887–1960), Fabrikant
- Albert Bäuerle (1901–1979), Fabrikant
- Gerhard Kühn (1902–1990), Mitglied des Vorstandes der Firma Carl Zeiss
- Heinz Küppenbender (1901–1989), Mitglied des Vorstandes der Firma Carl Zeiss
- Gustav Bosch (1914–1979), Bürgermeister[123]
- Gert Littmann (* 1927), Mitglied des Vorstandes der Firma Carl Zeiss
- Dieter Brucklacher (1939–2016), Unternehmer
- Bruno Balle (1936–2023), Kaufmann
- Dietrich Bantel (1935–2018), Gymnasialprofessor[124]
- Gerda Böttger (* 1947), Sekretärin
- Georg Brunnhuber (* 1948), Politiker

### In Oberkochen geboren
- Christian Hornberger (1831–1881), evangelischer Missionar
- Anton Balluff (1846–1924), Opernsänger
- Caspar Pfaudler (1861–1889), deutsch-amerikanischer Braumeister
- Georg Hengstberger (1884–1952), Landrat in Böblingen
- Anton Bezler (1909–1944), Turner
- Willibald Mannes (1925–2022), Zimmerermeister, Architekt und Fachbuchautor
- Dieter Brucklacher (1939–2016), Unternehmer
- Georg Brunnhuber (* 1948), Politiker (CDU), MdB (1990–2009)
- Markus Elmer (* 1952), Fußballspieler (VfB Stuttgart, Bayer 04 Leverkusen)
- Marianne Thomann-Stahl (* 1954), Politikerin (FDP)
- Thomas A. Vilgis (* 1955), Physiker
- Katrin Böhning-Gaese (* 1964), Biologin
- Daniel Lück (* 1991), Fußballtorwart